# Tölgy

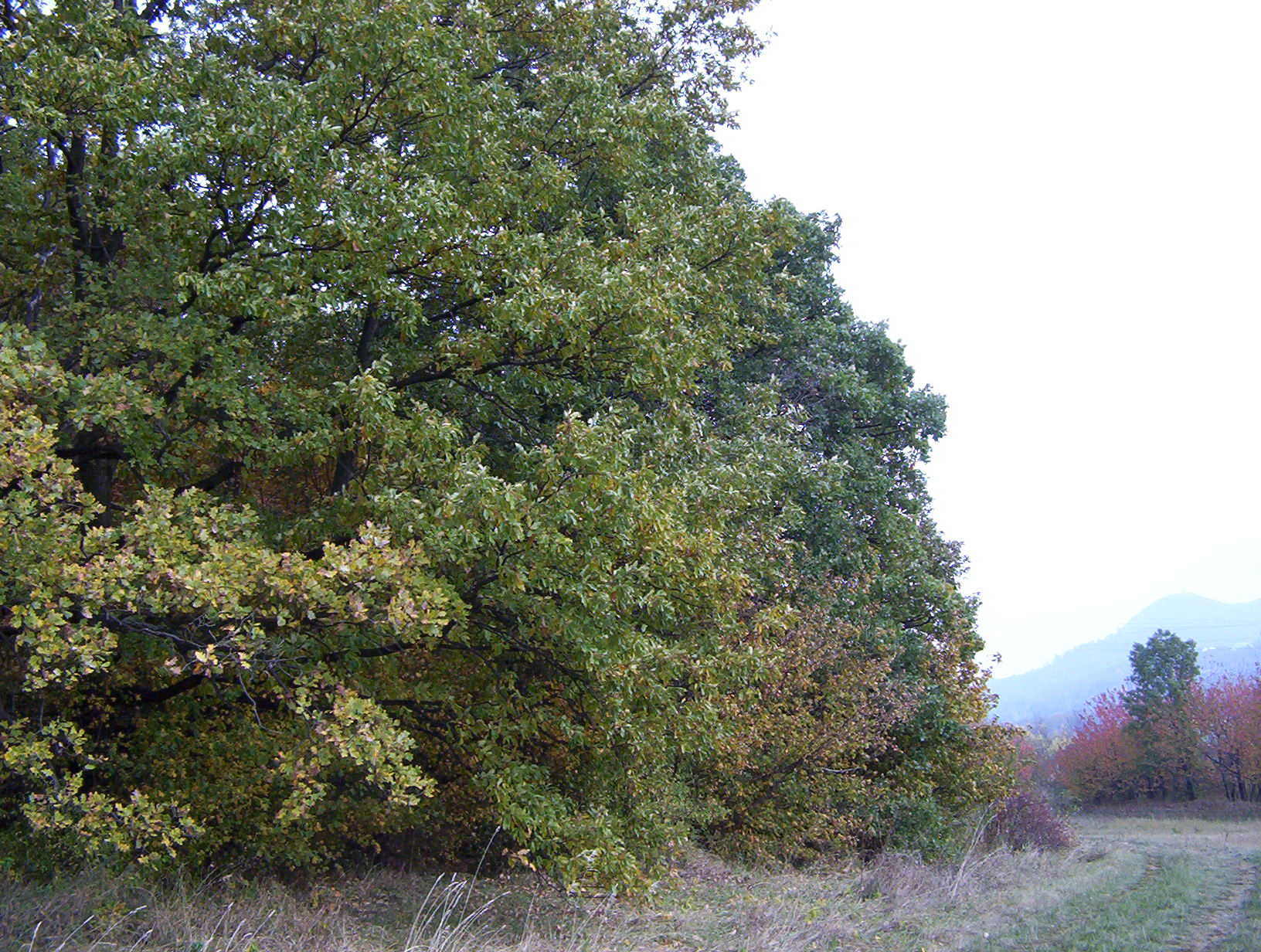
Tölgyfa a Budai-hegységben

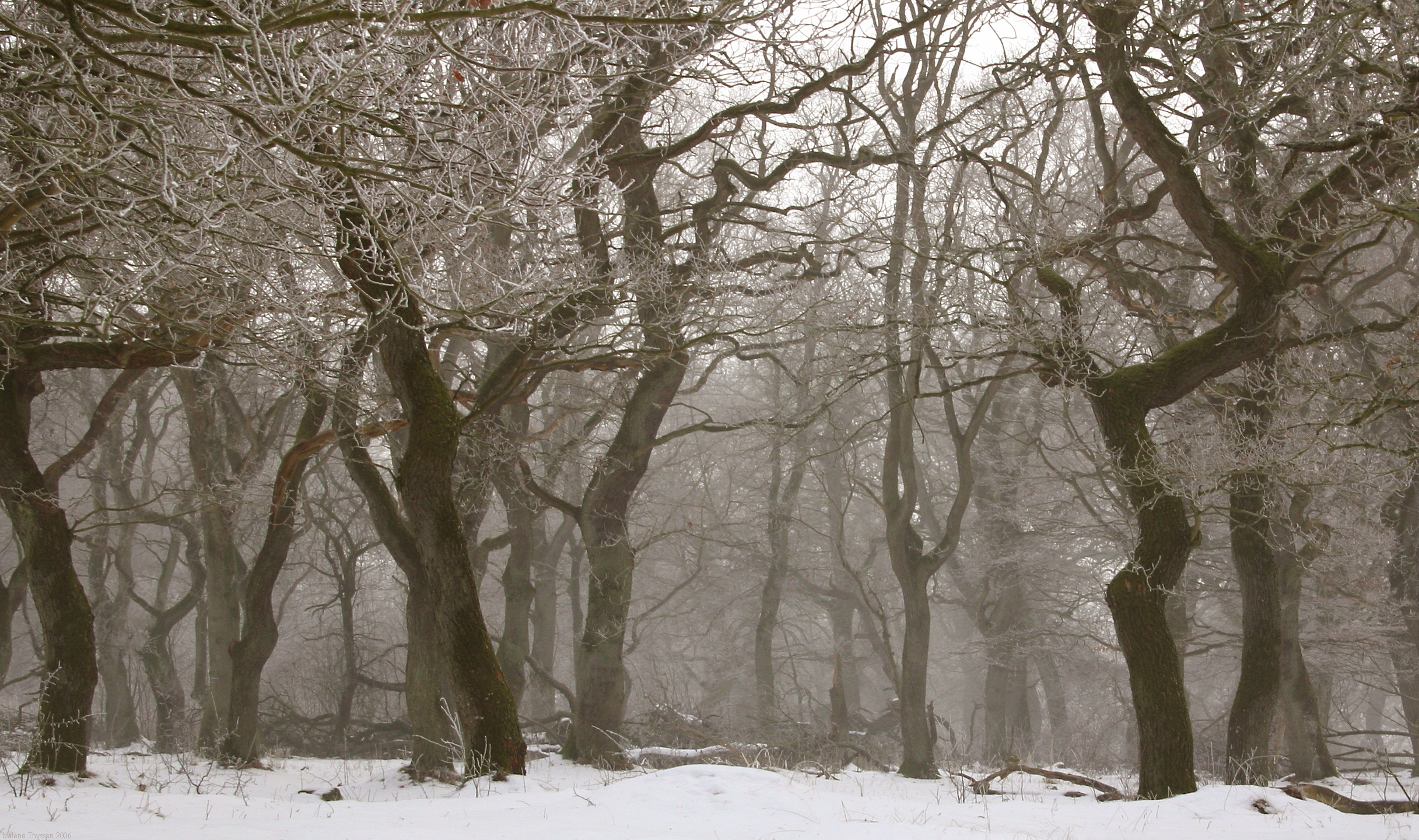
Kocsányos tölgyek télen

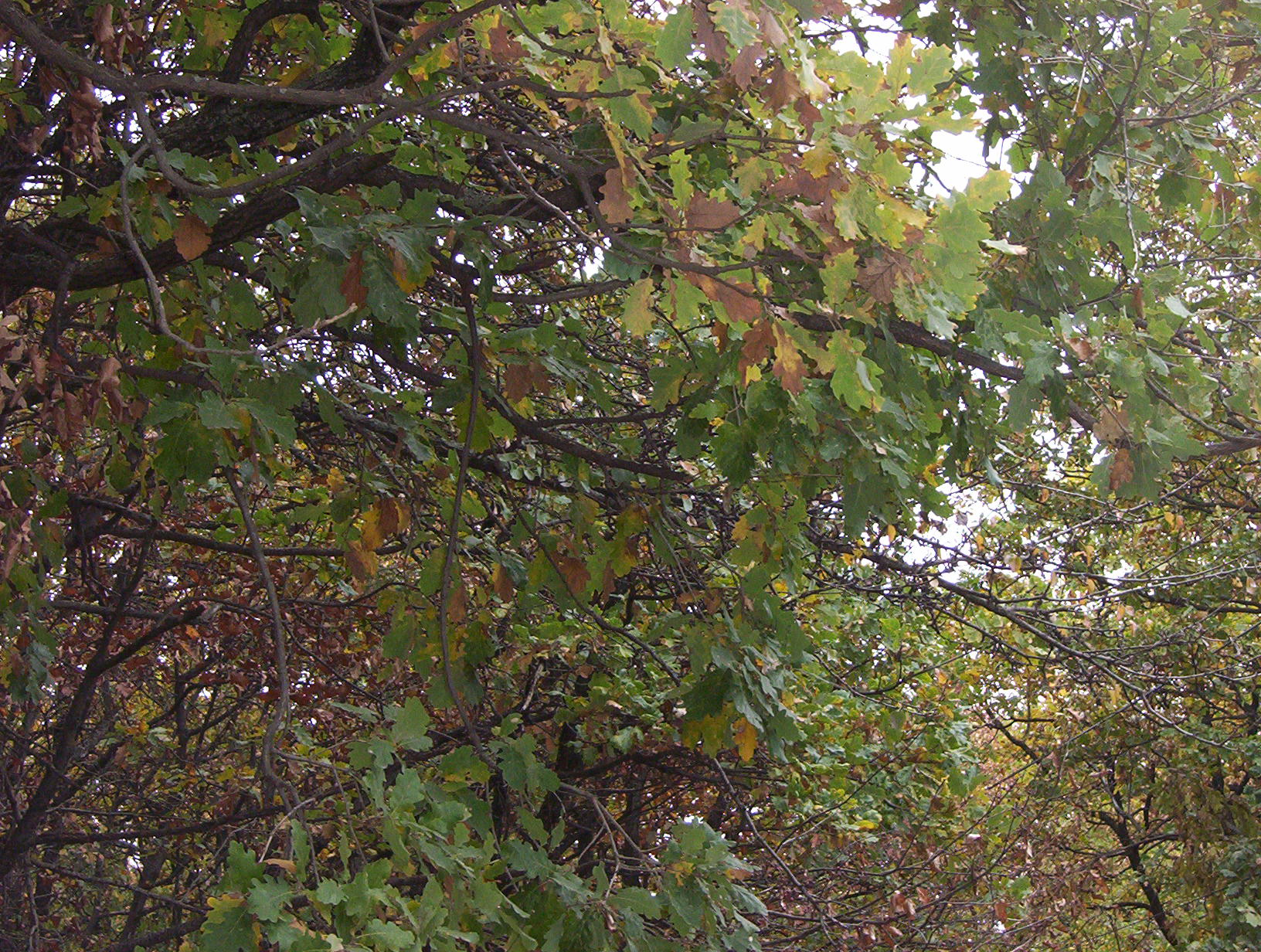
Tölgylevelek

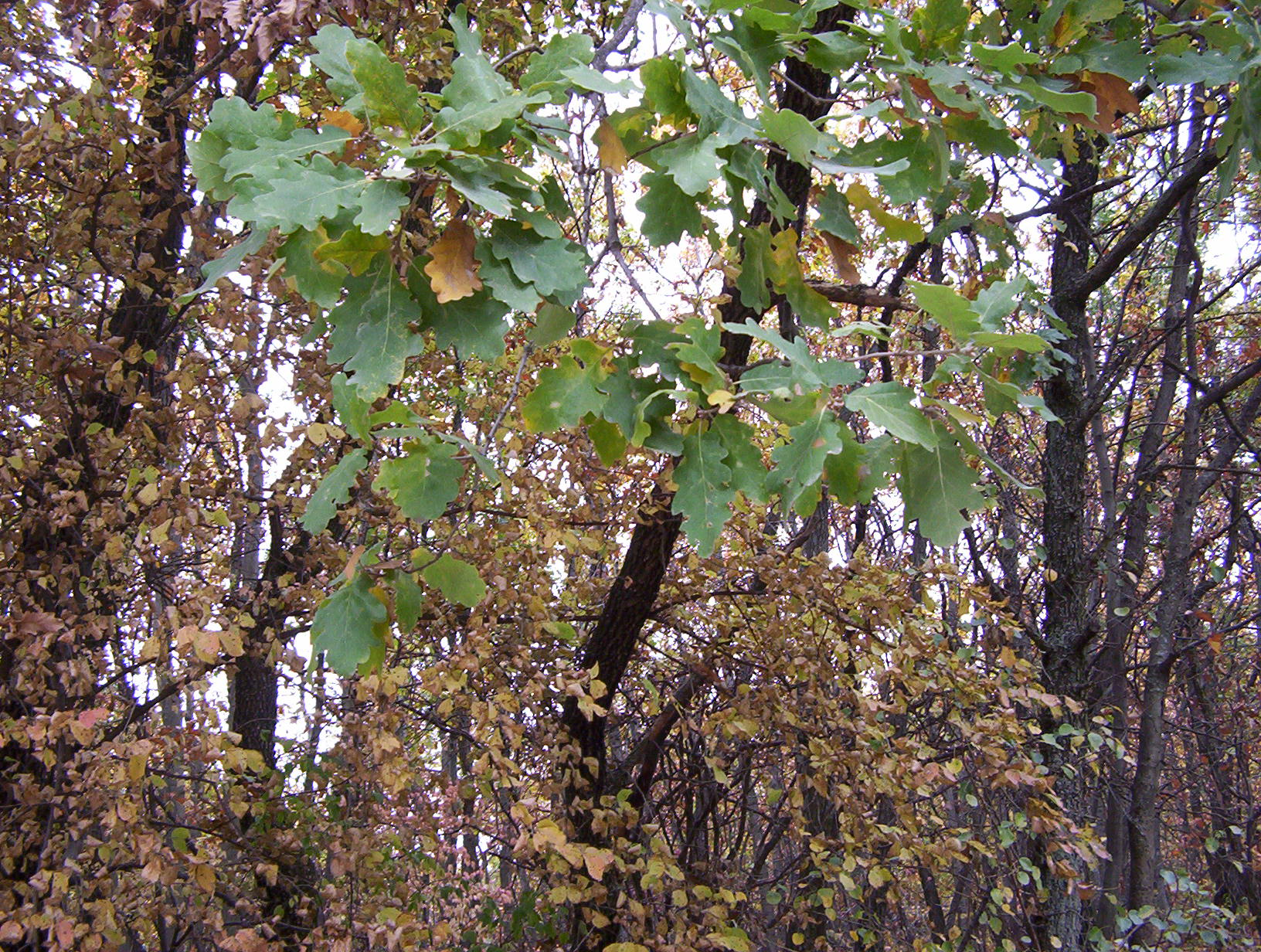

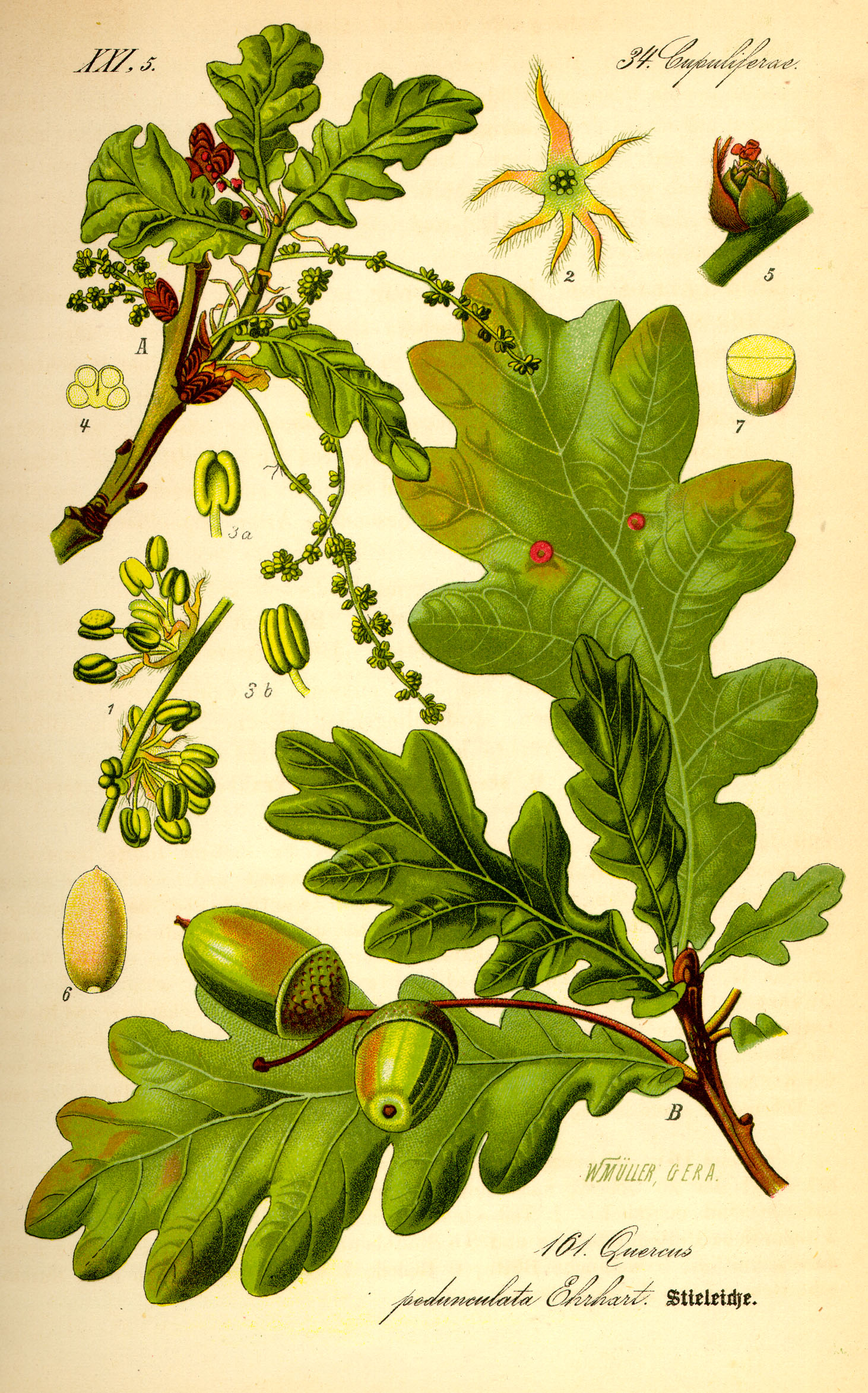
Kocsányos tölgy (Quercus robur) határozó

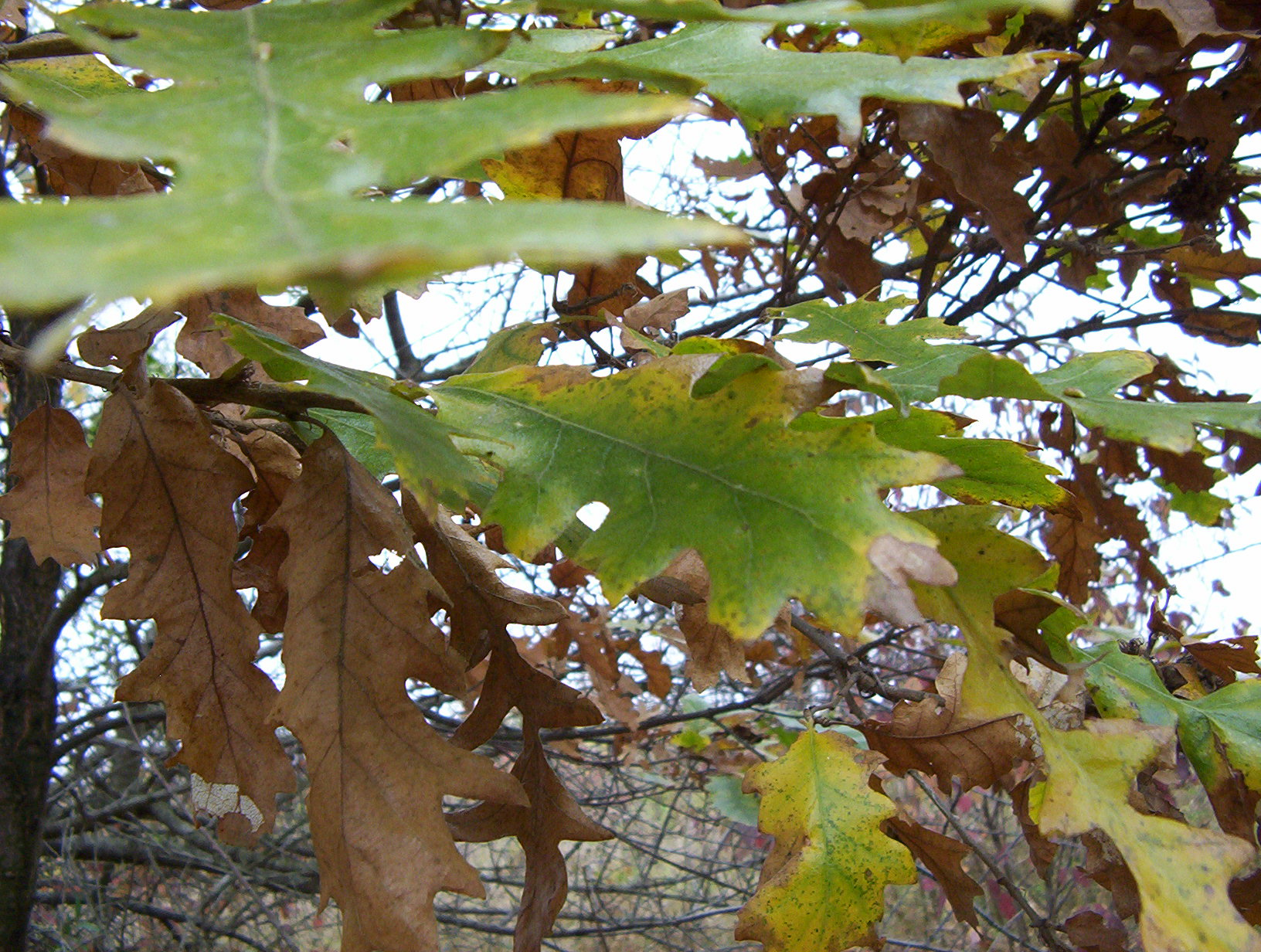

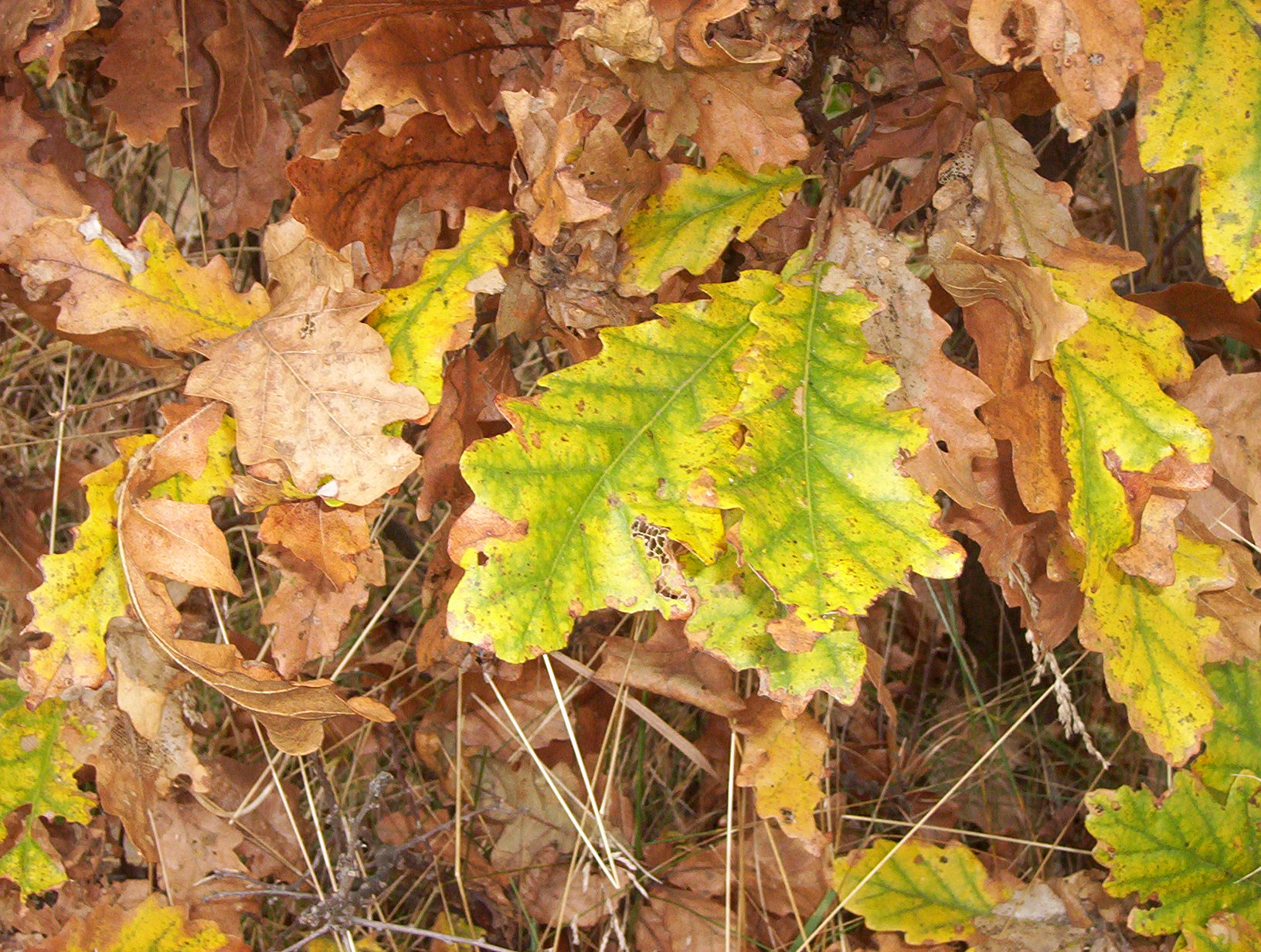

A tölgy vagy tölgyfa (Quercus) a bükkfafélék (Fagaceae) család nemzetsége mintegy ötszáz fajjal.
Az egyes tölgyfajok az eocén időszak közepe után kezdtek kialakulni, amikor a kontinensvándorlás, majd az éghajlat jelentős átalakulásai (a jégkorszak eljegesedései és interglaciálisai) jelentősen átalakították a korábbi élőhelyeket, és elkezdődött a különböző ökológiai fülkéket elfoglaló tölgypopulációk alkalmazkodása és genetikai sodródása. A kialakuló fajok géncseréje mindvégig folyamatos volt, amit jól mutat, hogy számos faj máig eredményesen keresztezhető.
A nemzetséget egyes rendszertanászok alnemzetségekre bontják:
- Cyclobalanopsis;
- Lepidobalanus;
- Erythrobalanus.

A Lepidobalanus alnemzetség fajsorai:
- Robur (vastag kérgű tölgyek), mint például:
  - kocsányos tölgy,
  - szürke tölgy,
  - kocsánytalan tölgy,
  - dárdás karéjú kocsánytalan tölgy,
  - erdélyi kocsánytalan tölgy,
  - molyhos tölgy,
  - olasz tölgy,
  - magyaltölgy.
- Cerris (csertölgyek), mint például:
  - csertölgy.

Az Erythrobalanus alnemzetség fajsorai:
- Rubrae (vöröstölgyek):
  - vörös tölgy,
  - amerikai mocsártölgy.

## Elterjedése, élőhelye
Jellemzően az északi flórabirodalomban, főleg a hegyvidékeken terjedt el:
- Ázsiában 148 faj,
- Amerikában 142 faj,
- Európában 20–24 faj, ebből Magyarországon hét.

Afrikában csak az északi részen terem néhány mediterrán faj. Ausztráliában egyáltalán nem találni, de Új-Guineán szórványosan előfordul. Dél-Amerikában egy faja él.
Magyarországon különböző fajai (főleg a kocsánytalan tölgy és a kocsányos tölgy) az erdős puszta öv, a dombságok, valamint 600 m alatt (és a déli lejtőkön) a hegyvidékek meghatározó fái – változatos erdőtársulásokban:
- gyöngyvirágos tölgyes;
- ártéri keményfa-ligeterdő;
- sziki tölgyes;
- melegkedvelő tölgyes;
- cseres–tölgyes;
- mészkerülő tölgyes;
- mészkedvelő tölgyes;
- gyertyános–tölgyes;
- pusztai tölgyes.

## Megjelenése, tulajdonságai
Az egyes fajok termete meglehetősen változatos: cserjék és nagy (mintegy 35 m magasságig) fák egyaránt előfordulnak a nemzetségben. Kérge repedezett.
A lombhullató fajok levele többnyire öblös, karéjos, a mediterrán fajoké rendszerint tagolatlan.
Virága egylaki, redukált: a hím virág szakadozott barkává egyesül, a magányosan vagy csomókban álló termővirágok rügyformák, de a tetejükön kibúvó bibeszál könnyen megkülönbözteti a levélrügyektől. Termése a makk, amit ovális, tojásdad vagy hosszas, pikkelyes vagy bozontos aljú makkcsésze takar.

## Életmódja
Az amerikai és közép-európai tölgyek lombhullatók, a mediterrán vidéken, Kis-Ázsiában és Iránban honos fajok többnyire örökzöldek. Virágai a lombfakadás előtt vagy azzal egy időben nyílnak. A tölgyfajok gyakran kereszteződnek, és így változatos hibrideket hoznak létre.

## Felhasználása
Fája értékes keményfa, jól megmunkálható, de csak gőzölés után hámozható, faragható. Keskeny szíjácsa sárgásfehér, gesztje sárgásbarna. A legtöbb faj fáját kíméletesen kell szárítani, mert könnyen repedezik. Tartós ipari fa, amiből egyaránt készítenek bútorokat, hordókat, parkettát, használják épület-, talp- és bányafának. Csersavtartalma miatt biológiai ellenállóképessége is jó.

## A tölgy a kultúrában
A tölgy szinte minden európai kultúrában jelentős szerepet kapott, mint az istenek fája. Kiváltképp tisztelték az ógörögök, az etruszkok, a germánok, a kelták, a skandináv népek és a poroszok. Észak-Görögországban Dodona tölgyfája volt a legrégibb hellén orákulum, ahol a papok a lombok susogásából vélték kihallani a jövőt. Jelképezi az ősök tiszteletét, a rendületlen kitartást – ezért koszorúzza a magyar címert is. Az erdészek hagyományos jelképe az erdészcsillag, amelynek eredete a kocsányos tölgy öt levelű, csillagot formázó csemetéje.

## Magyarországon élő fajai, alfajai
- kocsányos tölgy (Quercus robur, Quercus pedunculata),
  - szlavón tölgy (Quercus robur slavonica),
- erdélyi kocsánytalan tölgy (Quercus polycarpa)
- kocsánytalan tölgy (Quercus petraea, Quercus sessiliflora, Quercus sessilis) – muzsdalytölgy, valódi kocsánytalan tölgy,
- molyhos tölgy (Quercus pubescens, Quercus lanuginosa) – pelyhes tölgy, szöszös tölgy,
- magyar tölgy (Quercus frainetto, Quercus farnetto, Quercus conferta, Quercus hungarica),
- cserfa vagy csertölgy (Quercus cerris)
- Turner-tölgy (Quercus * turneri)

Jelentősen eltérő tulajdonságai miatt az erdészek a csertölgyet a „nemes” tölgyektől  teljesen elkülönítve szokták kimutatni.

## Egyéb, ismertebb fajok
- (Quercus acrodonta)
- (Quercus acuta)
- Hegyeslevelű tölgy (Quercus acutissima)
- (Quercus agrifolia)
- Fehér tölgy (Quercus alba)
- (Quercus aliena)
- Égerlevelű tölgy (Quercus alnifolia)
- (Quercus arizonica)
- (Quercus aucheri)
- (Quercus audleyensis)
- (Quercus ballota)
- (Quercus baloot)
- (Quercus bebbiana)
- (Quercus berberidifolia)
- (Quercus bicolor)
- (Quercus brantii)
- (Quercus calliprinus)
- Kanári-tölgy (Quercus canariensis)
- Gesztenyelevelű tölgy (Quercus castaneifolia)
- (Quercus chenii)
- (Quercus chrysolepsis)
- Karmazsintölgy (Quercus coccifera)
- Bíbor tölgy (Quercus coccinea)
- (Quercus comptoniae)
- (Quercus corrugata)
- Dárdás karéjú kocsánytalan tölgy (Quercus dalechampii)
- Császártölgy (Quercus dentata)
- (Quercus dilatata)
- (Quercus douglasii)
- (Quercus dumosa)
- Szúróslevelű tölgy (Quercus ellipsoidalis)
- (Quercus emoryi)
- (Quercus engelmannii)
- (Quercus fabri)
- Ibériai tölgy (Quercus faginea)
- Sallangoslevelű tölgy (Quercus falcata)
- (Quercus fangshanensis)
- (Quercus floribunda)
- (Quercus fruticosa)
- (Quercus fusiformis)
- (Quercus gambelii)
- (Quercus garryana)
- (Quercus gilva)
- (Quercus glauca)
- (Quercus hartwissiana)
- (Quercus havardii)
- (Quercus heterophylla)
- (Quercus hickelii)
- (Quercus hinckleyi)
- Para-csertölgy (Quercus hispanica)
- (Quercus humboldtii)
- Magyaltölgy (Quercus ilex) – kövi tölgy,
- (Quercus ilicifolia)
- Zsindelyes tölgy (Quercus imbricaria)
- Kurdisztáni tölgy (Quercus infectoria)
- (Quercus insignis)
- (Quercus ithaburensis)
- (Quercus kelloggii)
- (Quercus kerrii)
- (Quercus kewensis)
- (Quercus laevis)
- (Quercus lamellosa)
- (Quercus lanata)
- Babérlevelű tölgy (Quercus laurifolia)
- (Quercus leucotrichophora)
- (Quercus libanerris)
- Libanoni tölgy (Quercus libani)
- (Quercus lineata)
- (Quercus lobata)
- (Quercus longinux)
- (Quercus lusitanica)
- (Quercus lyrata)
- Kaukázusi tölgy (Quercus macranthera)
- Nagylevelű tölgy (Quercus macrocarpa)
- Lantlevelű tölgy (Quercus marilandica)
- (Quercus michauxii)
- (Quercus minima)
- (Quercus miyagii)
- (Quercus mongolica)
- (Quercus montana)
- (Quercus muehlenbergii)
- (Quercus myrtifolia)
- (Quercus myrsinifolia)
- Fekete tölgy (Quercus nigra)
- (Quercus oblongifolia)
- (Quercus oxyodon)
- (Quercus pachyloma)
- (Quercus pagoda)
- (Quercus pauciloba)
- Amerikai mocsártölgy ~ sártölgy, (Quercus palustris)
- (Quercus pendulina)
- Szürke tölgy ~ hamvas tölgy, (Quercus pedunculiflora),
- Fűzlevelű tölgy (Quercus phellos)
- Babérhárslevelű tölgy (Quercus phillyraeoides)
- Pontuszi tölgy (Quercus pontica)
- (Quercus prinoides)
- (Quercus prinus)
- (Quercus pumila)
- (Quercus pungens)
- Pireneusi tölgy (Quercus pyrenaica)
- (Quercus rex)
- Kereklevelű magyaltölgy (Quercus rotundifolia)
- Vörös tölgy (Quercus rubra) ~ (Quercus borealis)
- (Quercus salicina)
- (Quercus schochiana)
- (Quercus semecarpifolia)
- (Quercus serrata)
- (Quercus sessilifolia)
- (Quercus shumardii)
- (Quercus sinuata)
- (Quercus skinneri)
- (Quercus spinosa)
- Keresztkaréjú tölgy (Quercus stellata)
- (Quercus strombocarpa)
- Paratölgy (Quercus suber)
- (Quercus texana)
- (Quercus trojana)
- (Quercus tuberculata)
- (Quercus turbinella)
- Turner-tölgy (Quercus turneri)
- (Quercus undulata)
- (Quercus vacciniifolia)
- Paráskérgű tölgy (Quercus variabilis)
- Festő tölgy (Quercus velutina)
- Olasz tölgy (Quercus virgiliana) ~ (Quercus pubescens ssp. virgiliana)
- (Quercus wislizeni)
- (Quercus wutaishanica)
- Paracser (Quercus x hispanica).

## Képgaléria

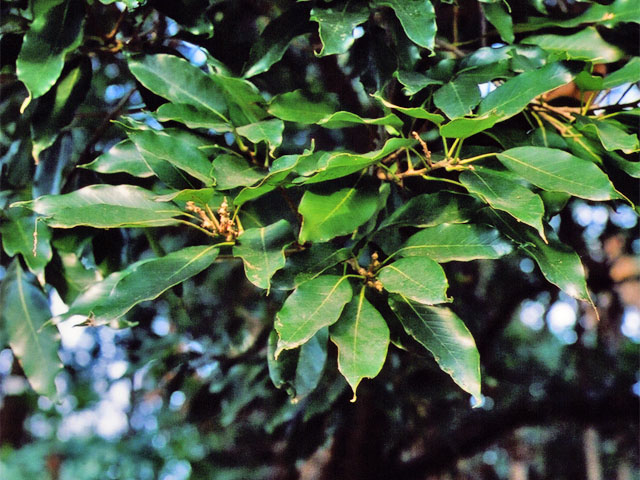
Quercus acuta
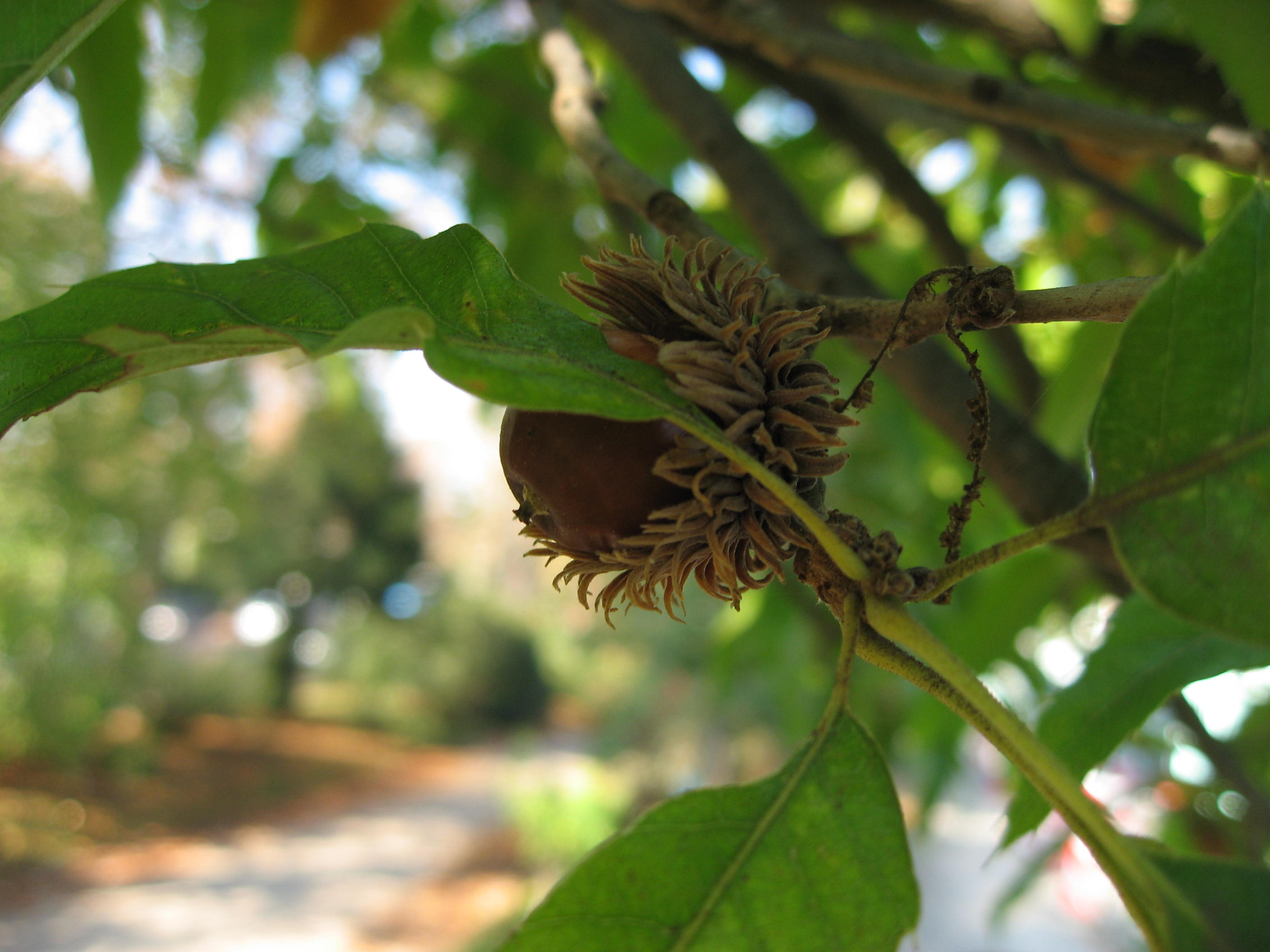
Quercus acutissima
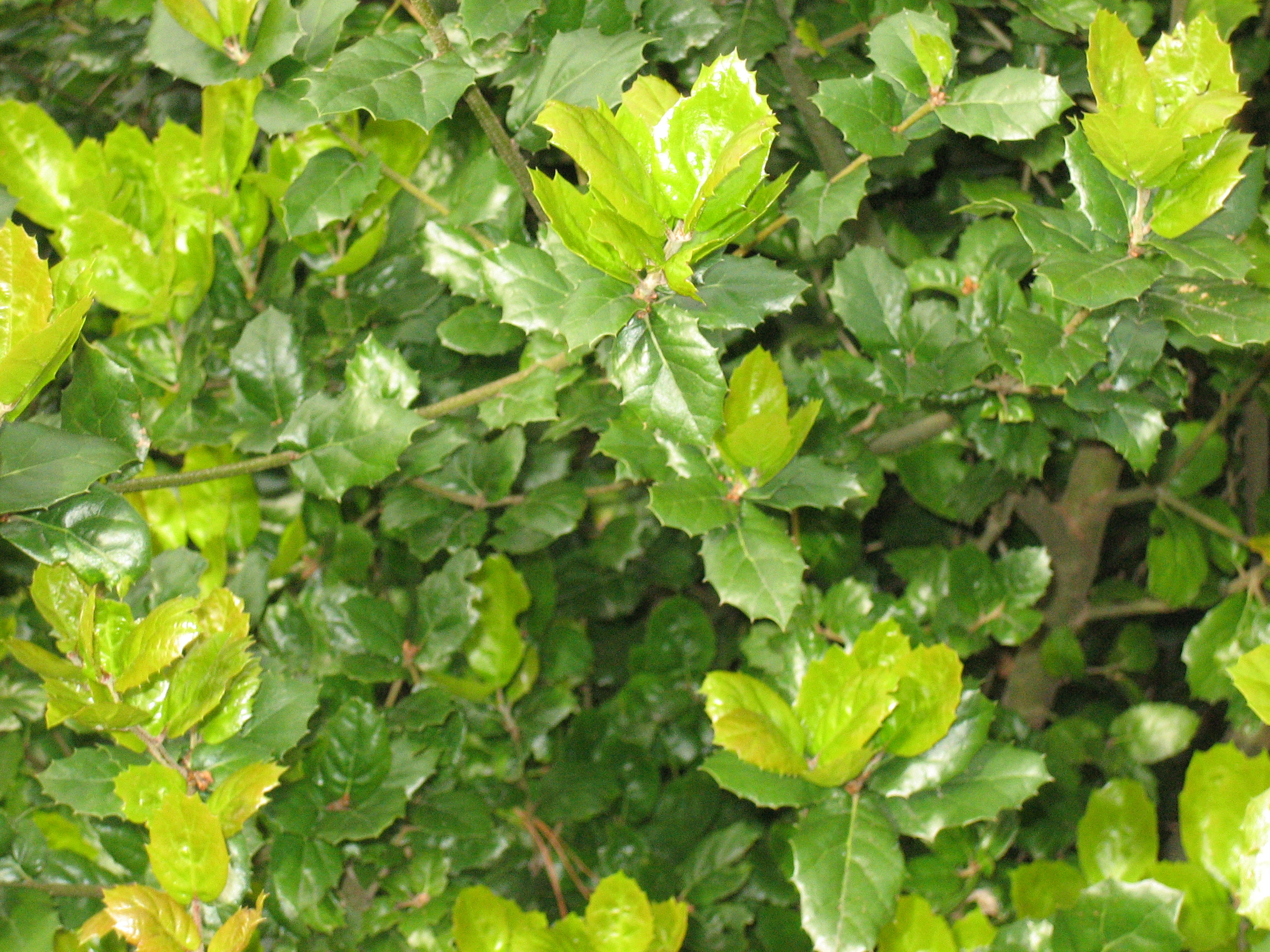
Quercus agrifolia
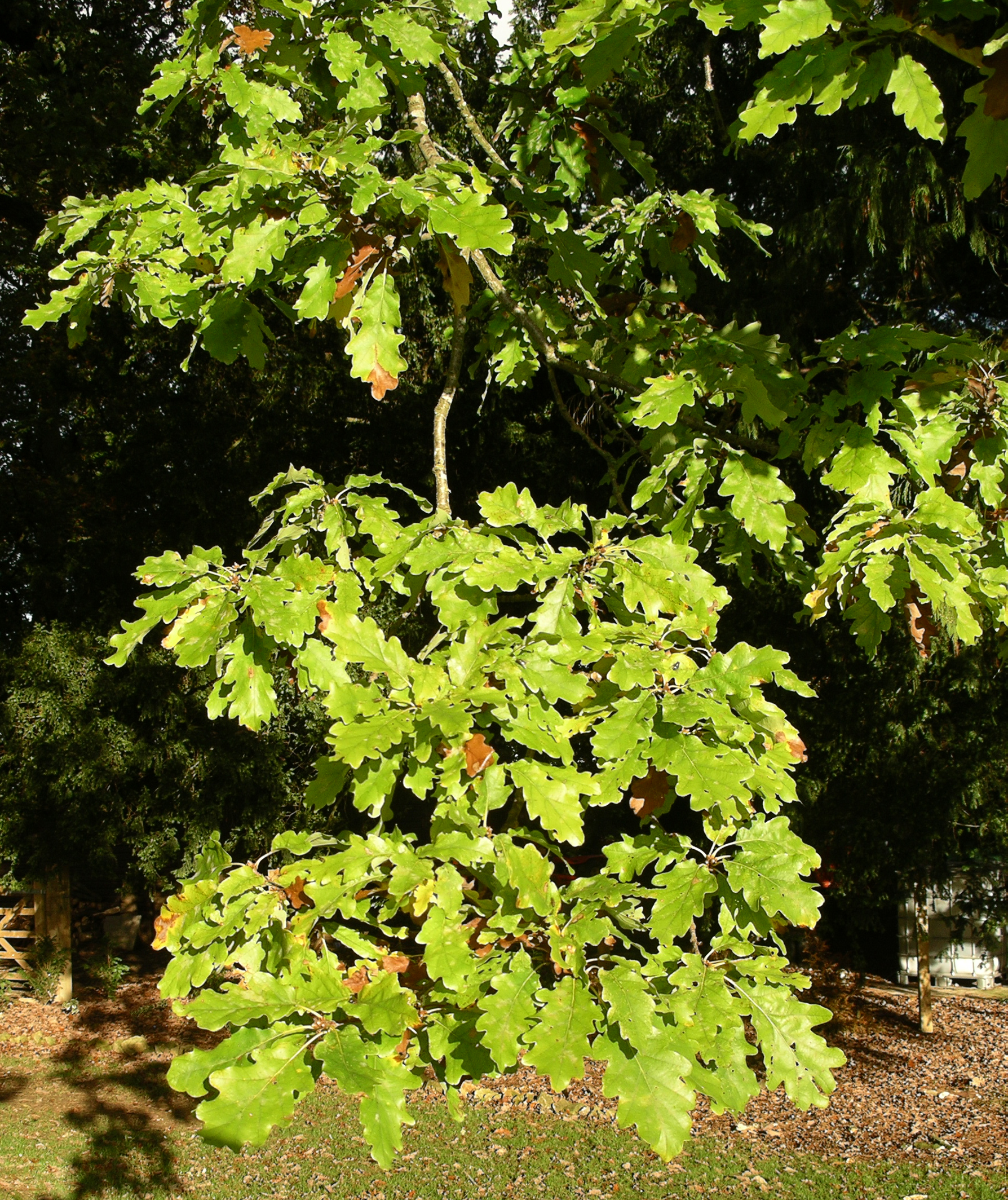
Quercus alba
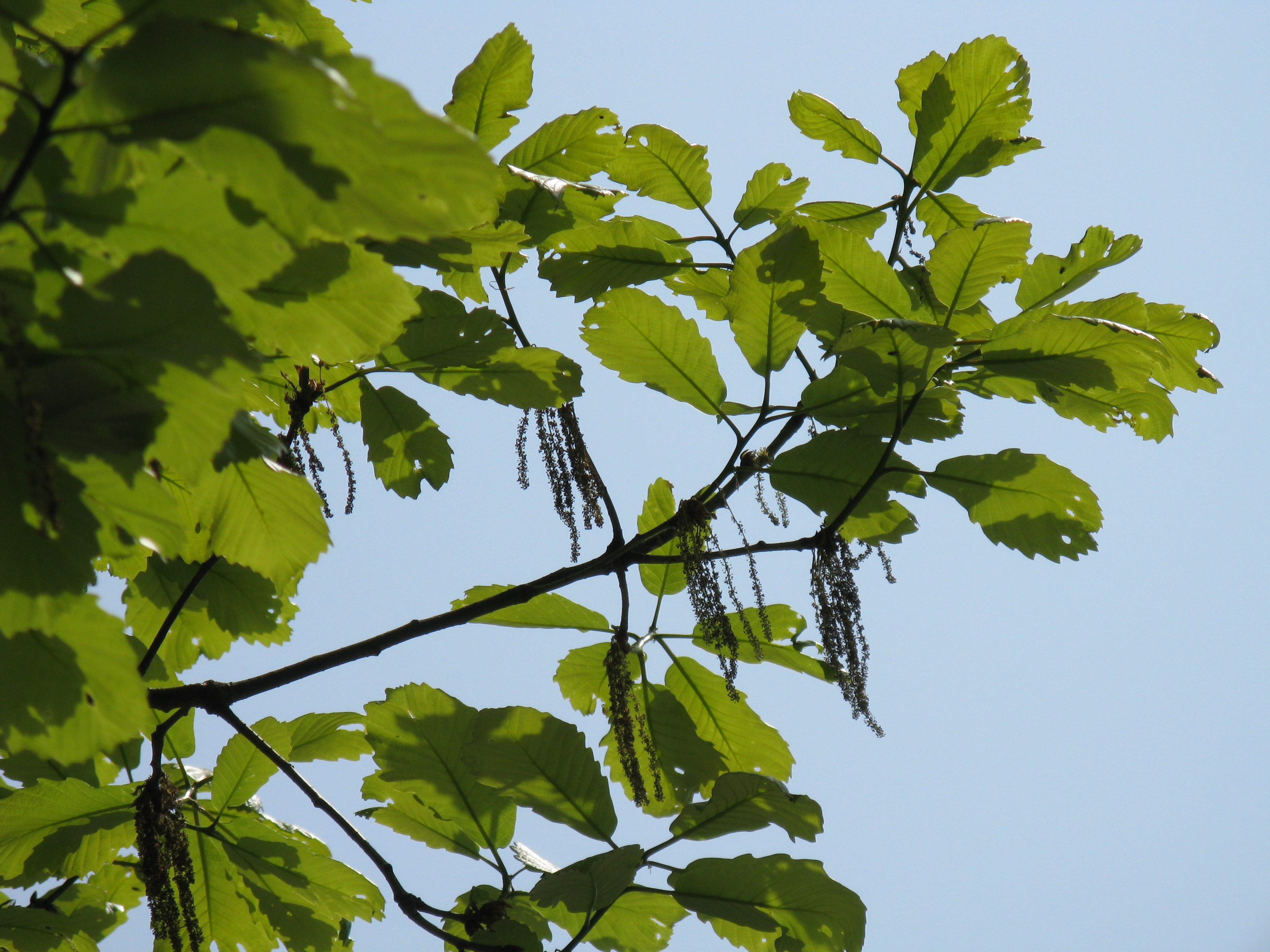
Quercus aliena
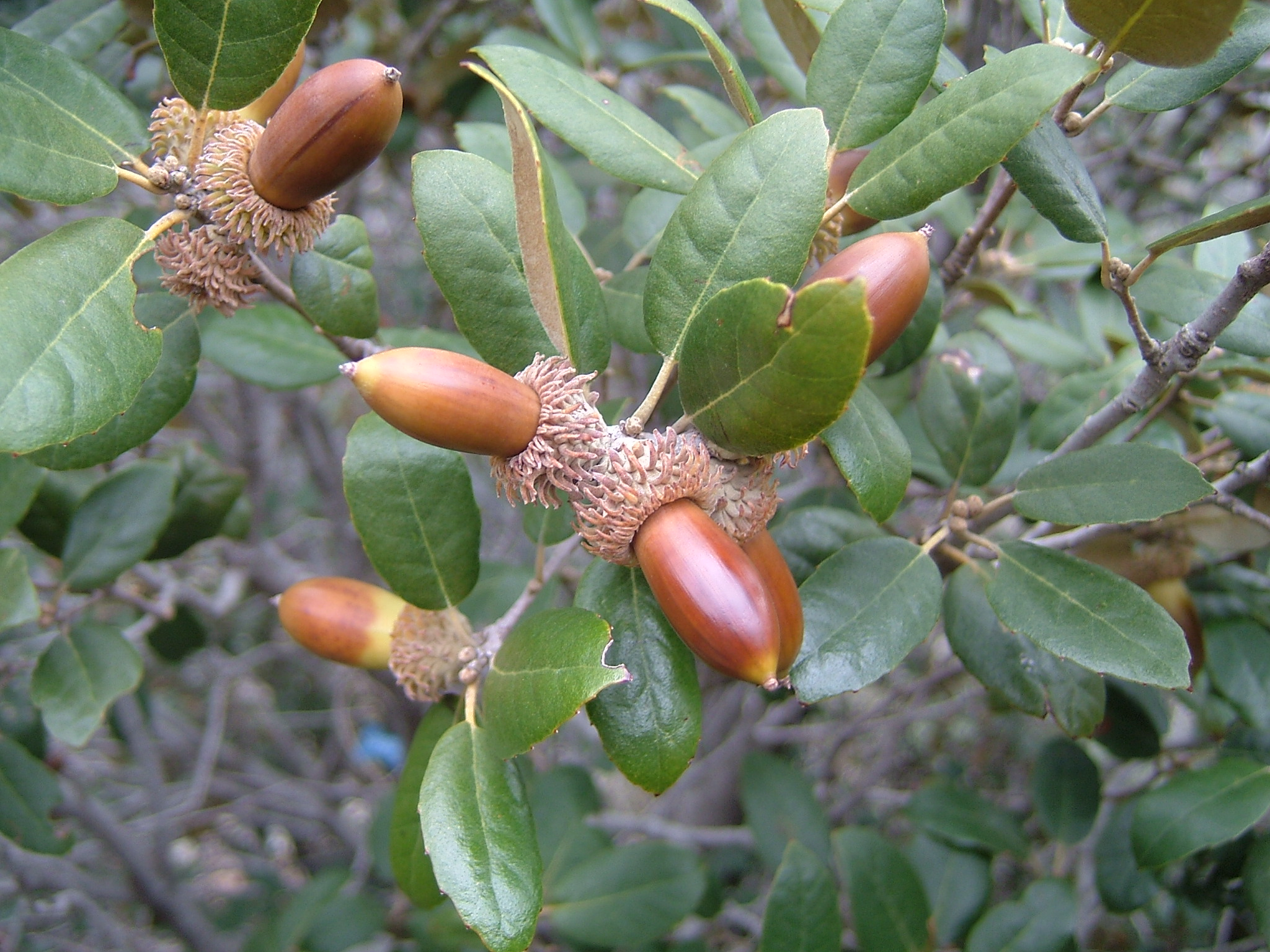
Quercus alnifolia
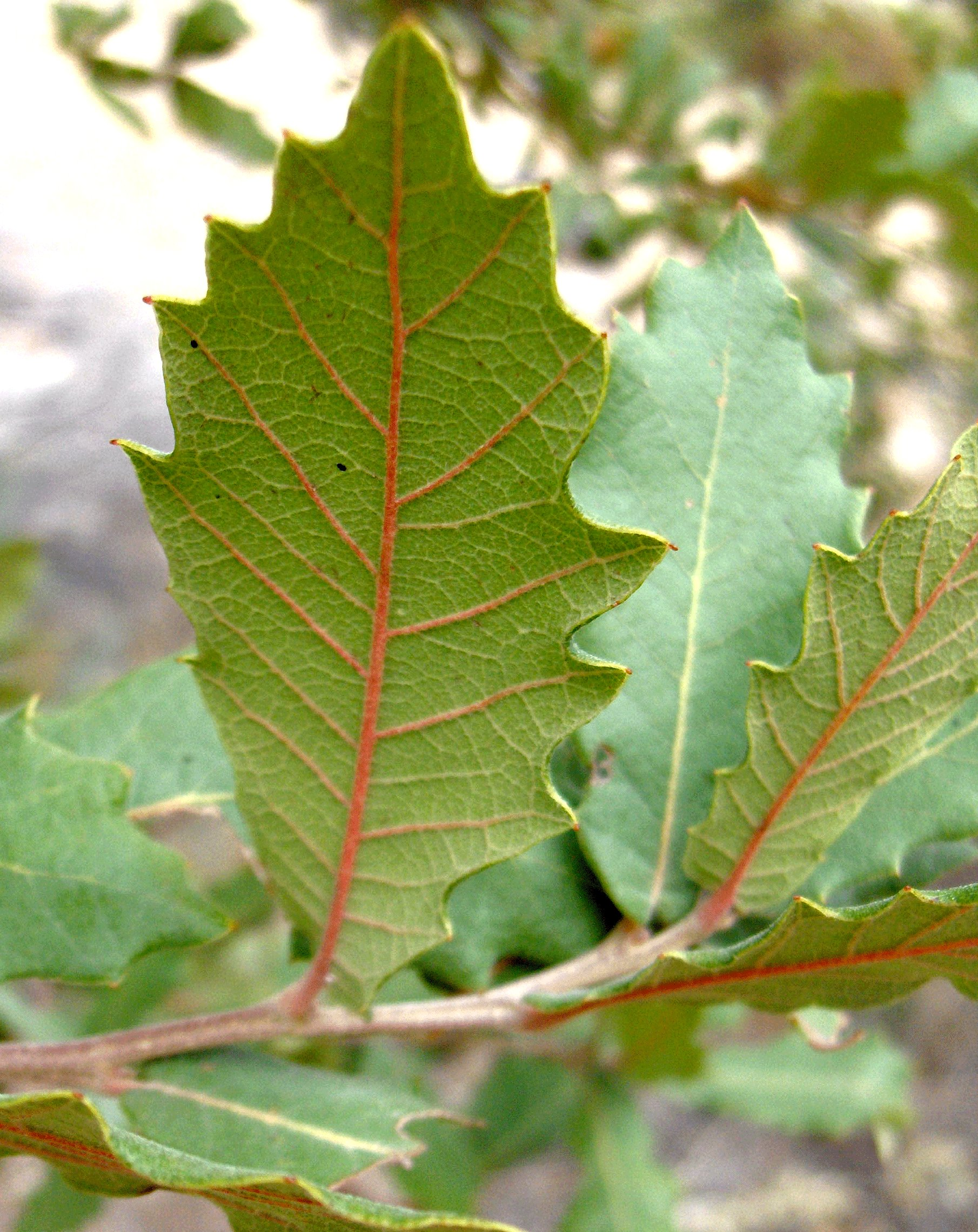
Quercus arizonica
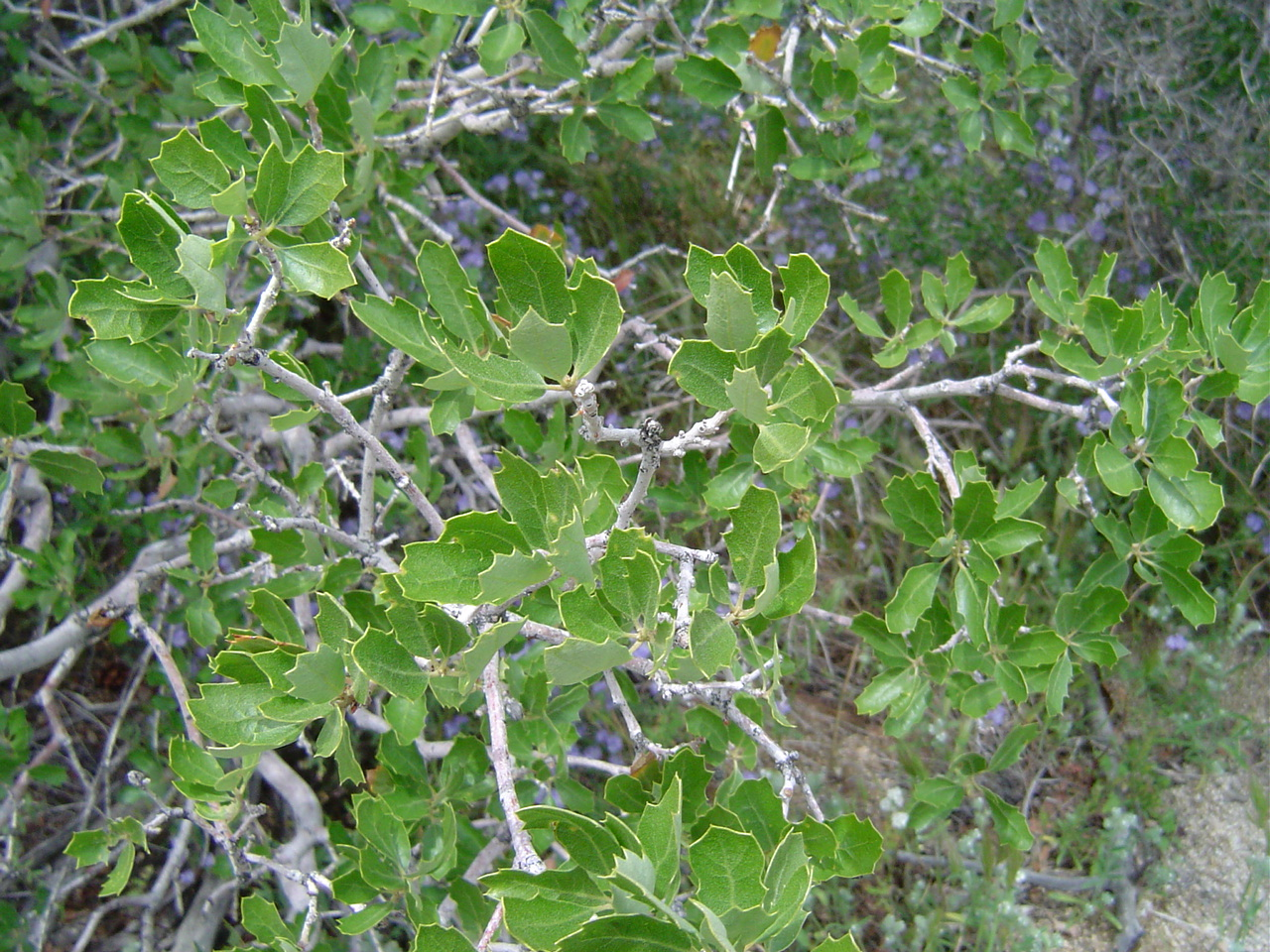
Quercus berberidifolia
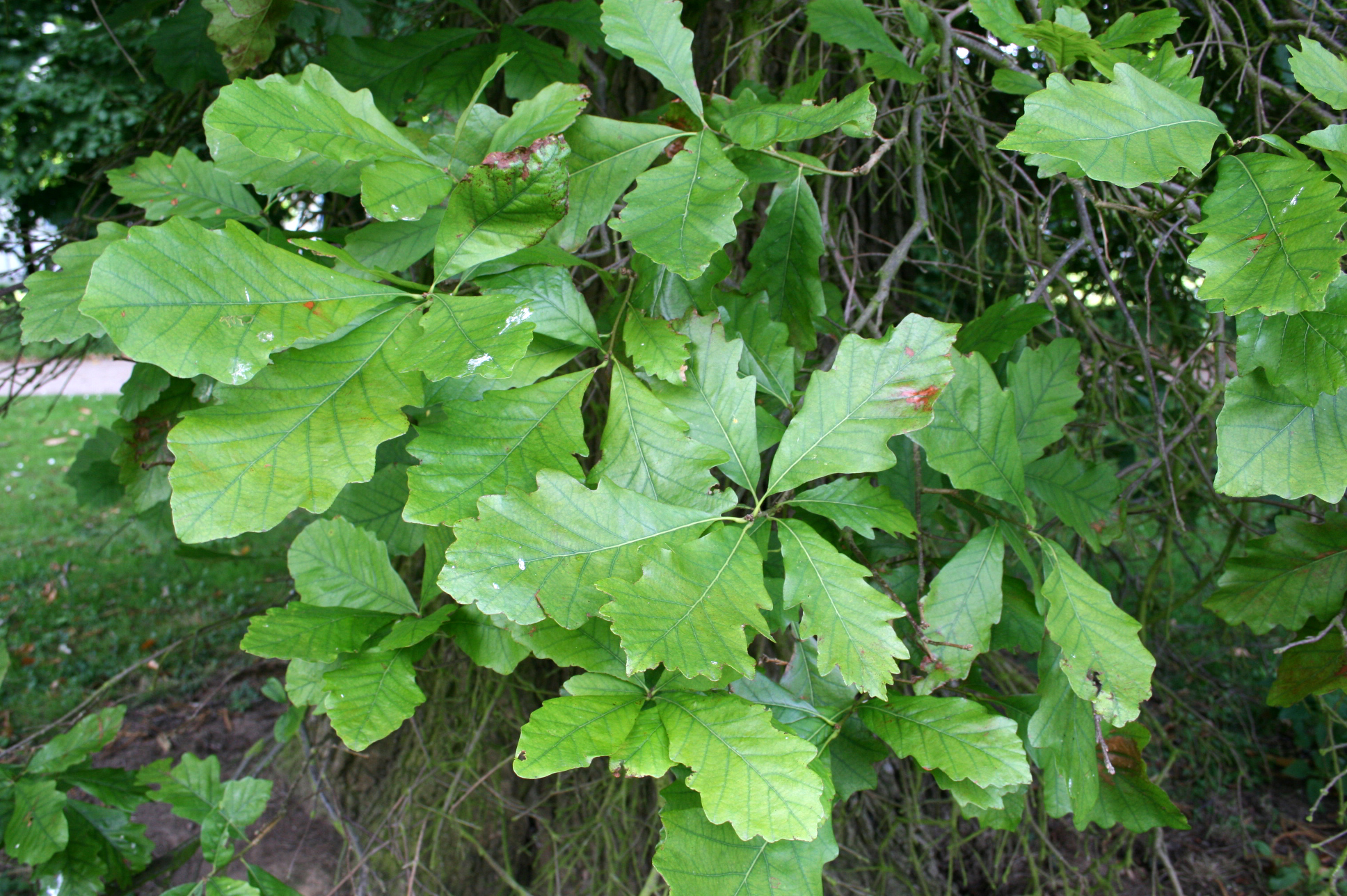
Quercus bicolor
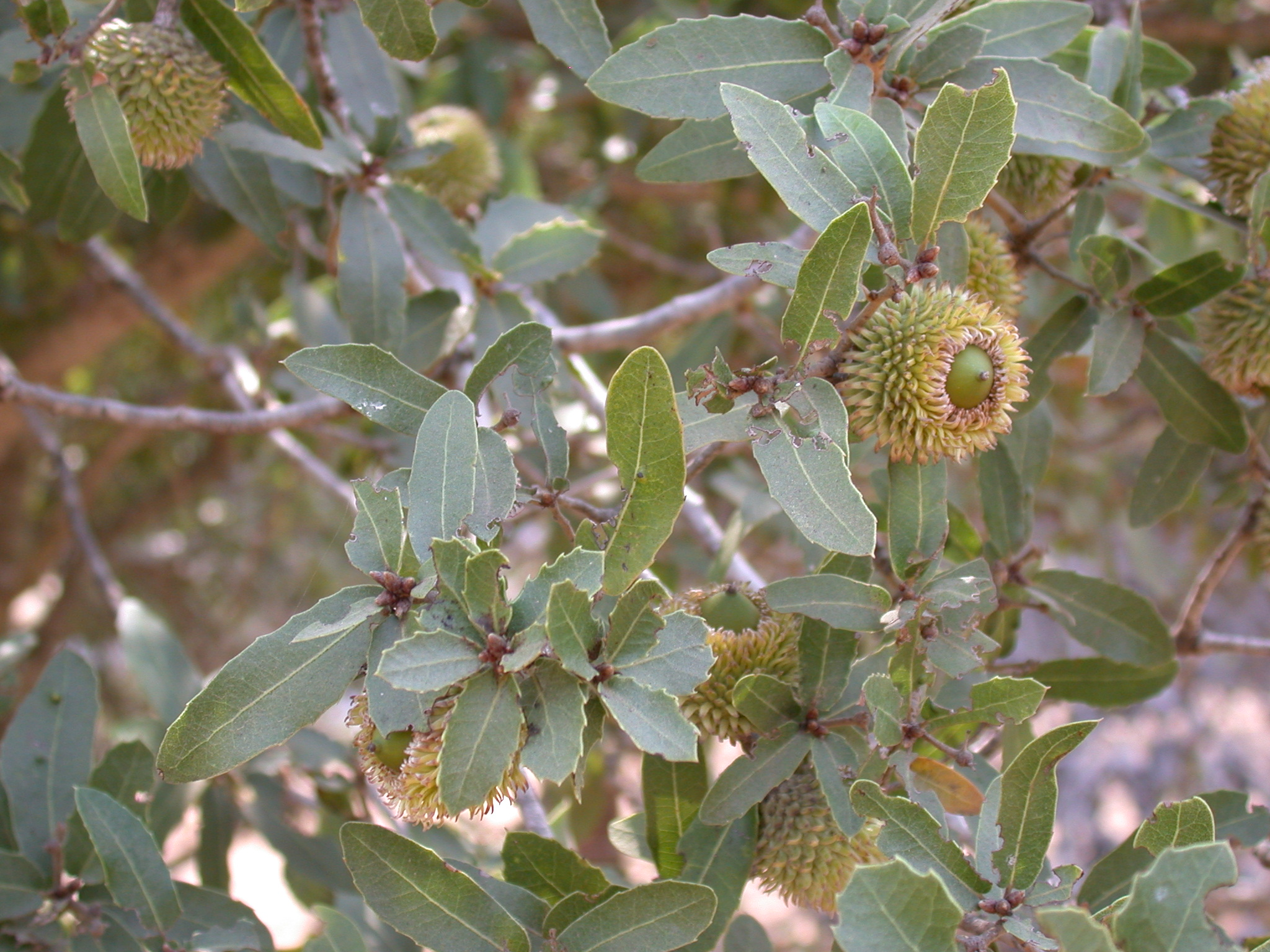
Quercus calliprinos
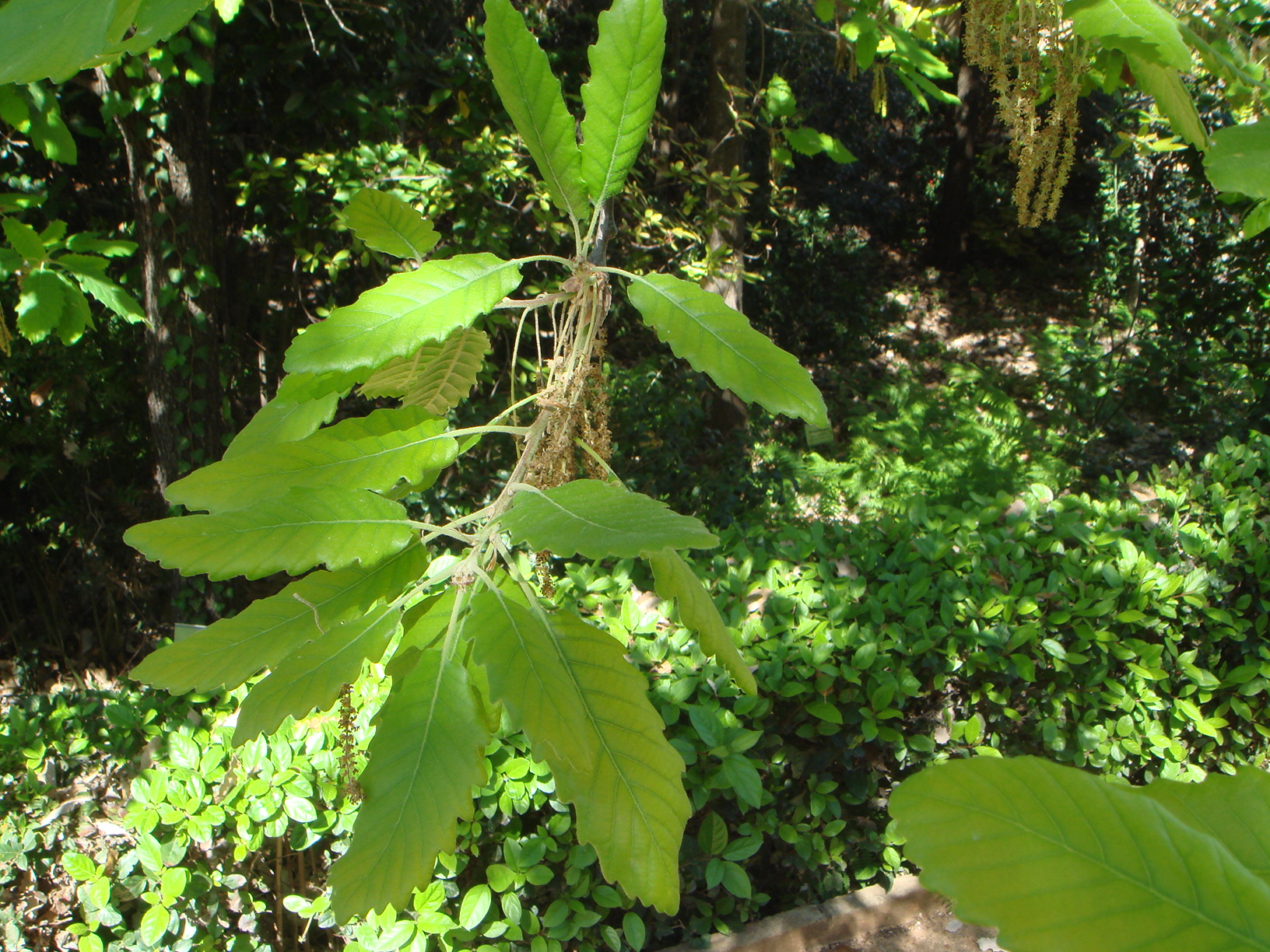
Quercus canariensis
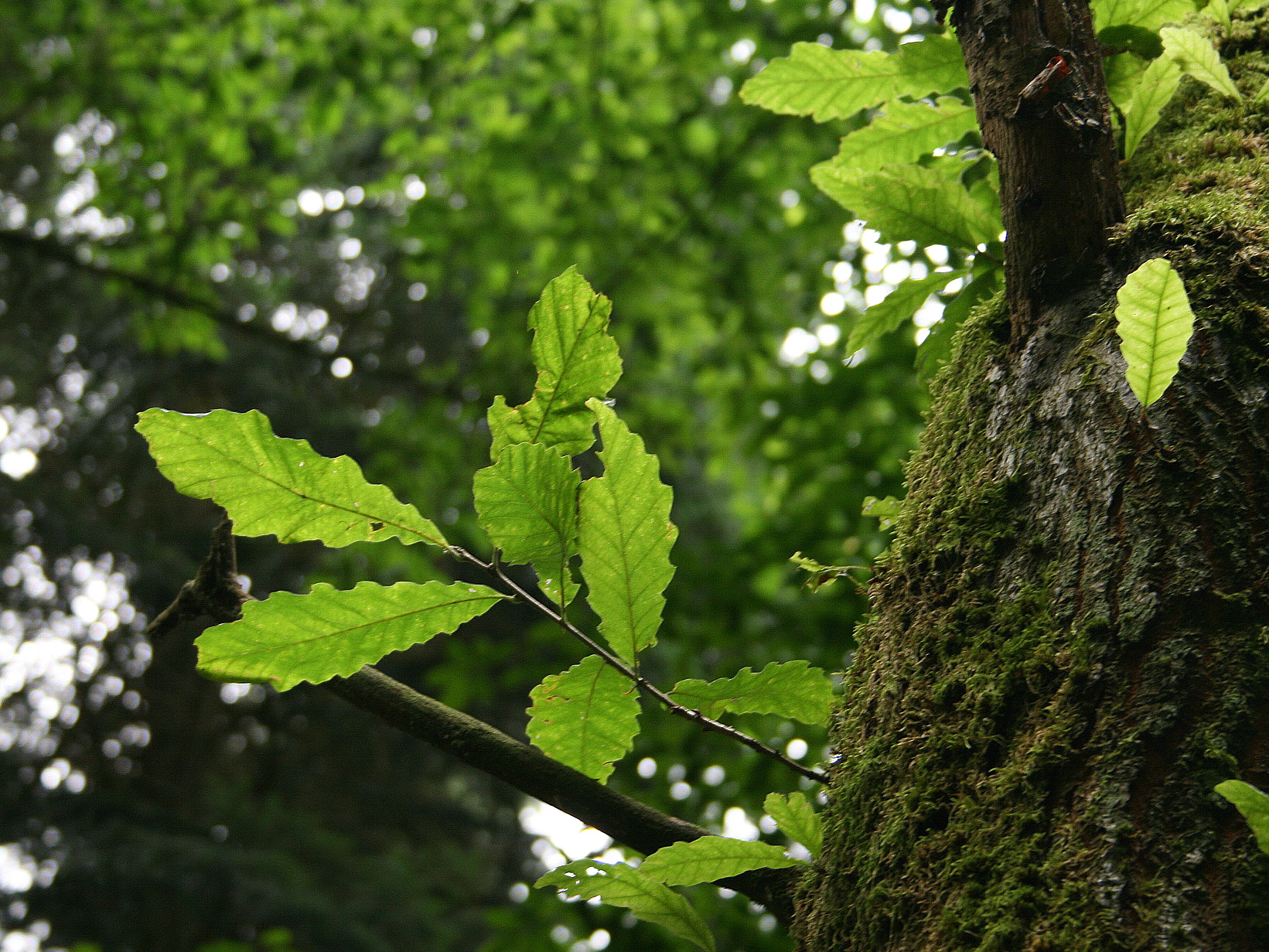
Quercus castaneifolia
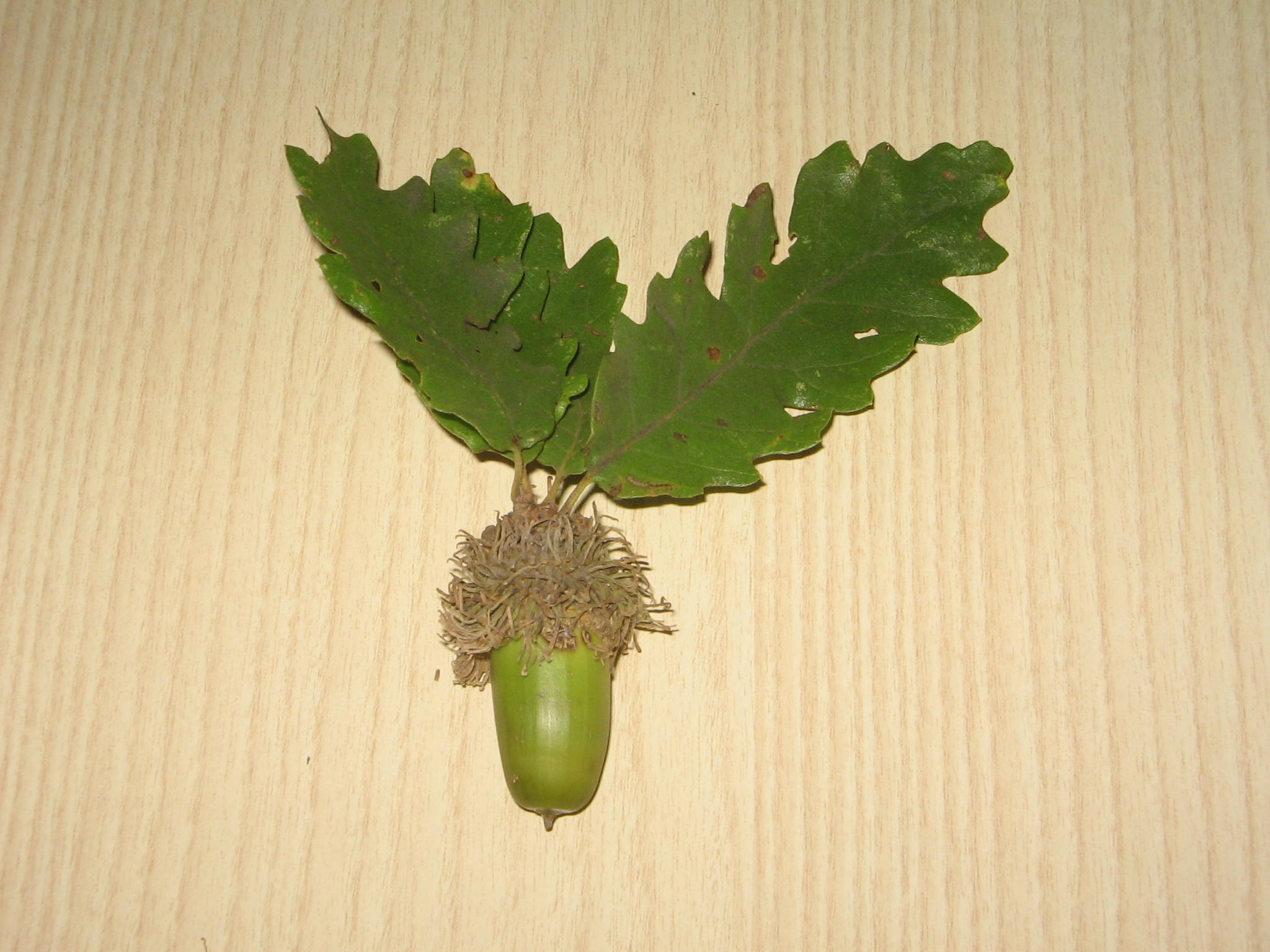
Quercus cerris
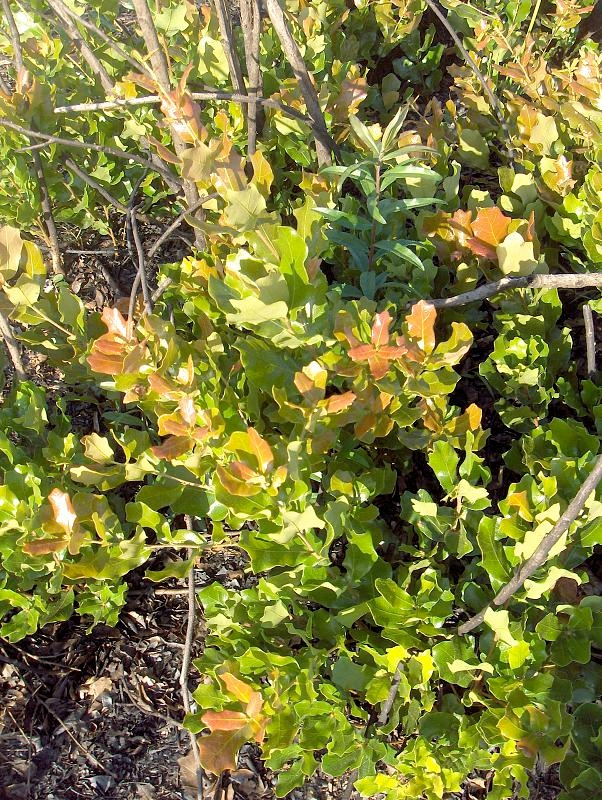
Quercus chapmanii
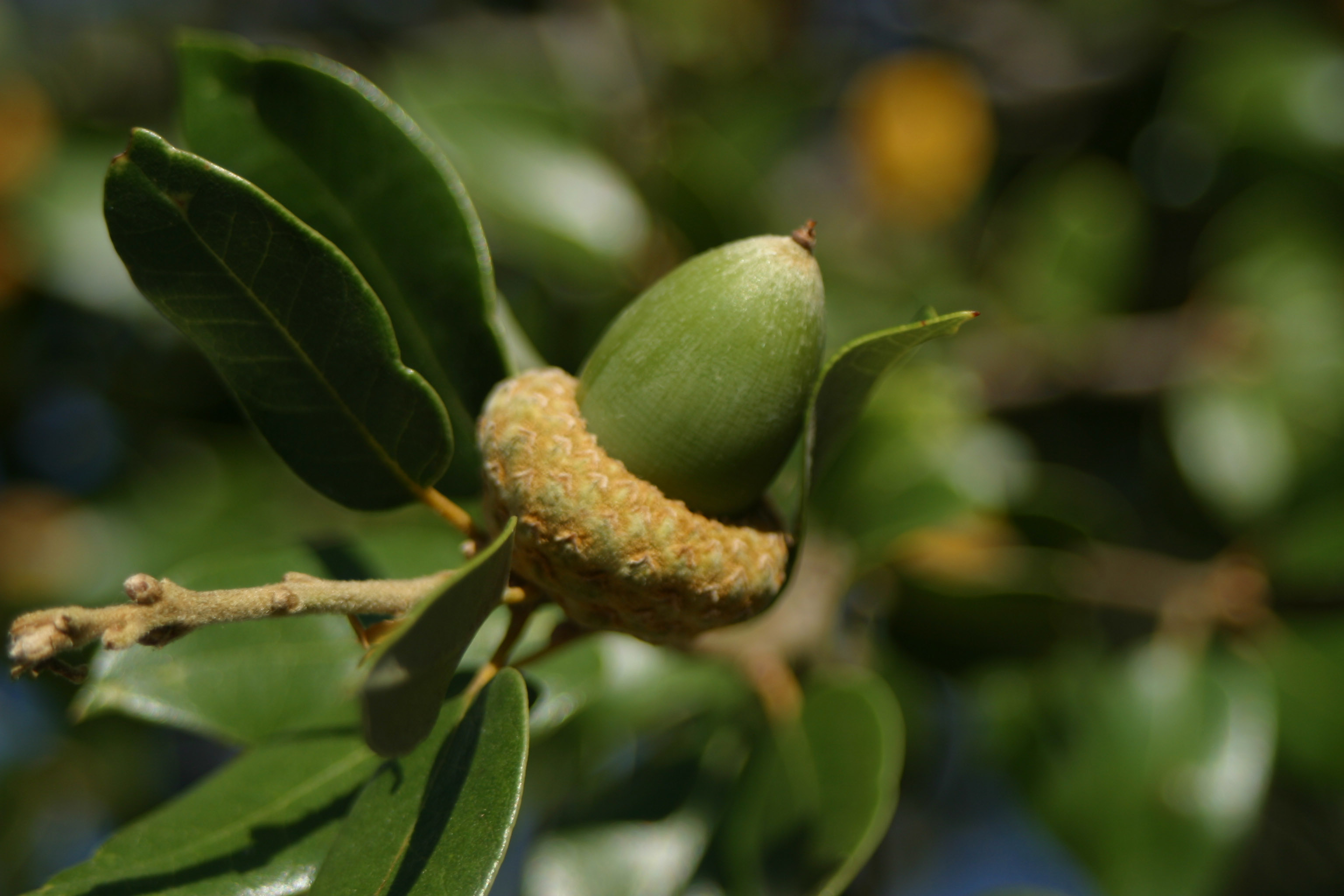
Quercus chrysolepis
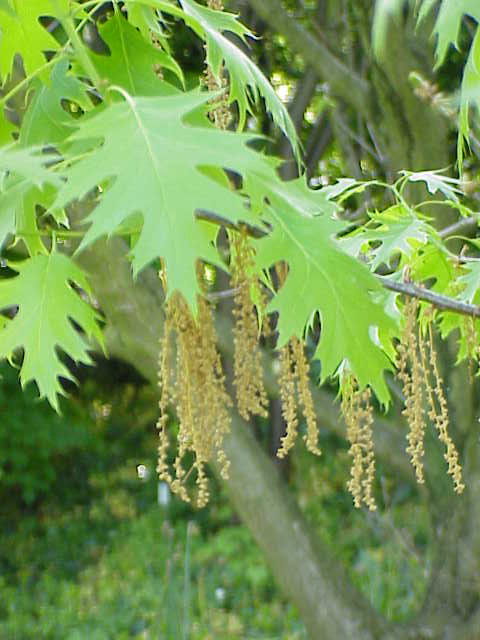
Quercus coccinea
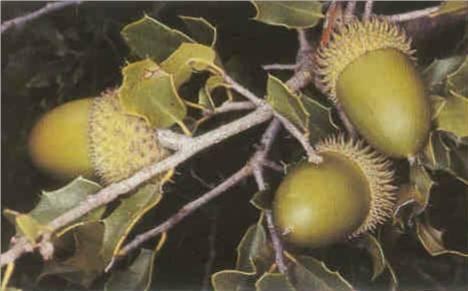
Quercus coccifera
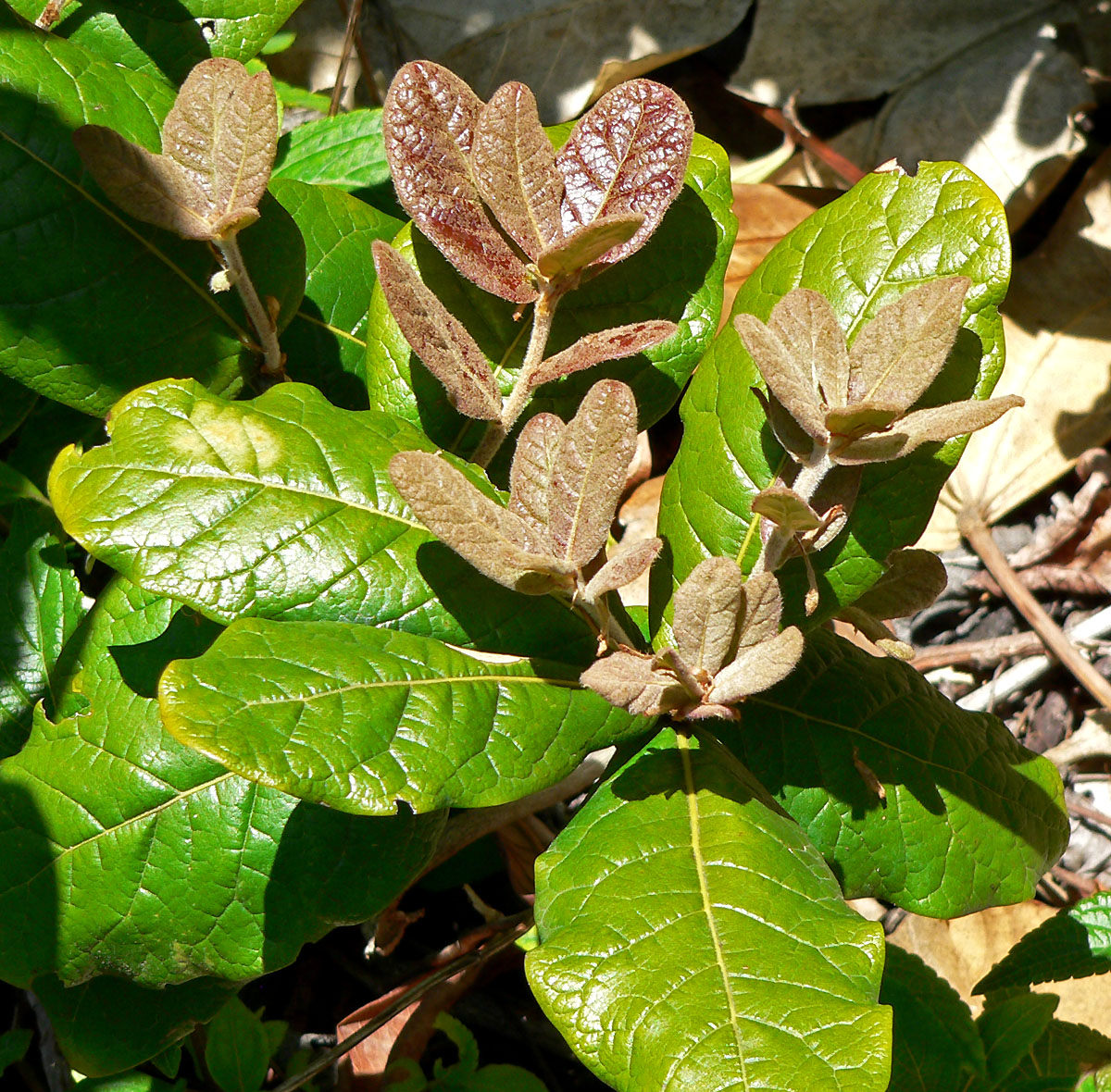
Quercus costaricensis
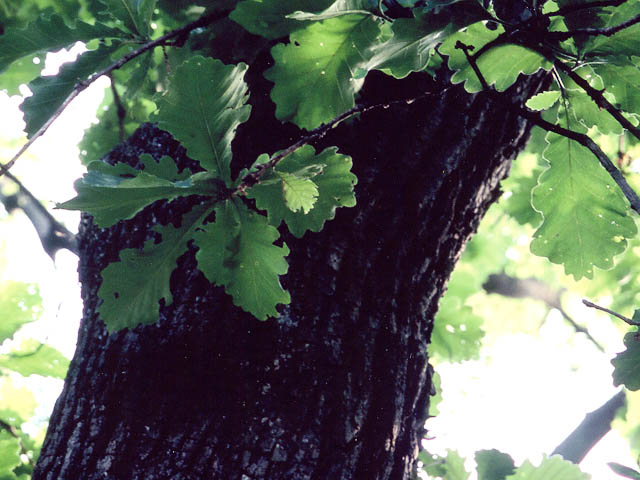
Quercus dentata
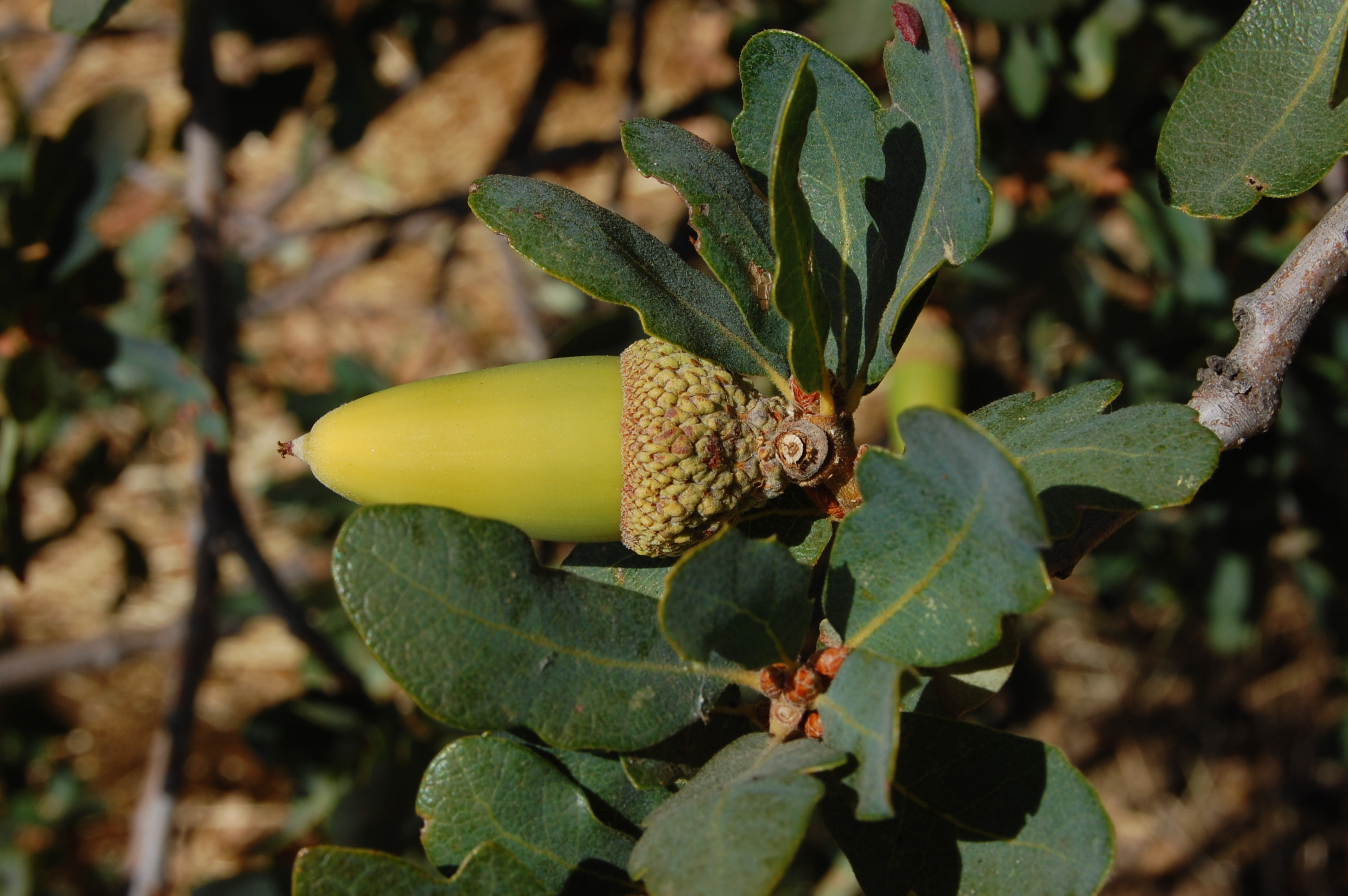
Quercus douglasii
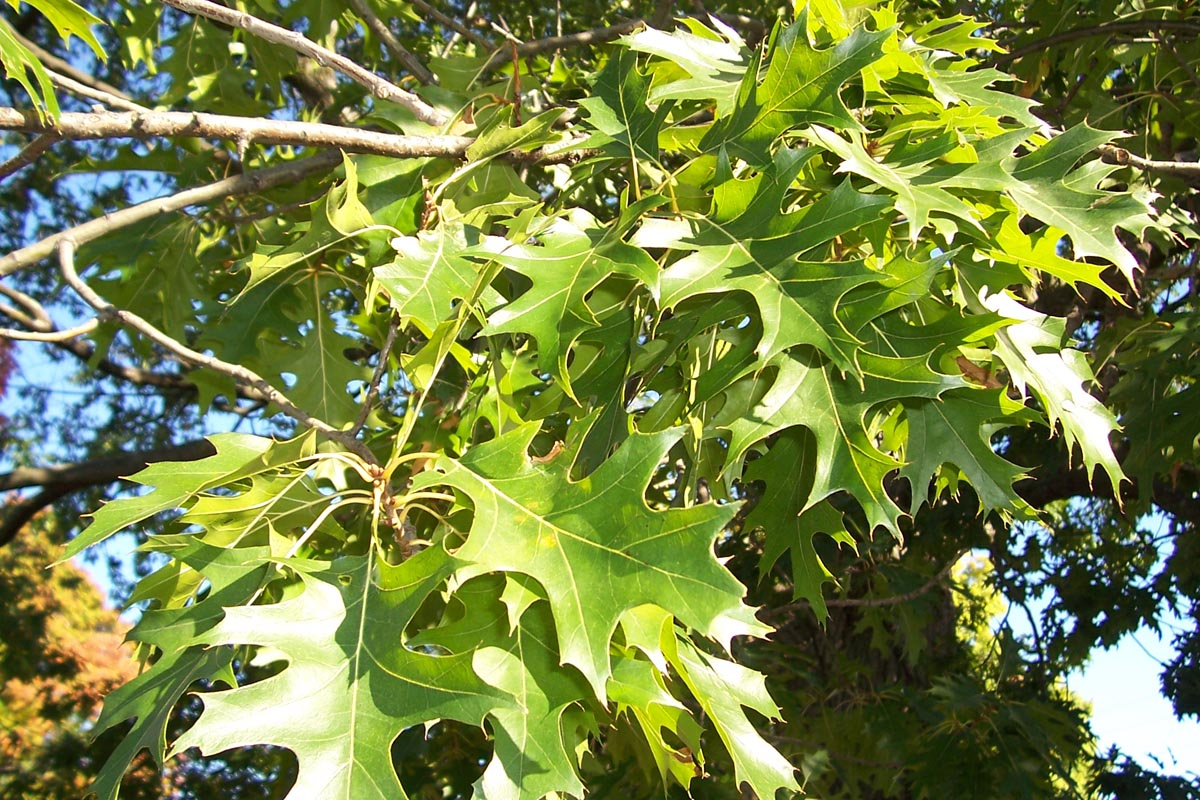
Quercus ellipsoidalis
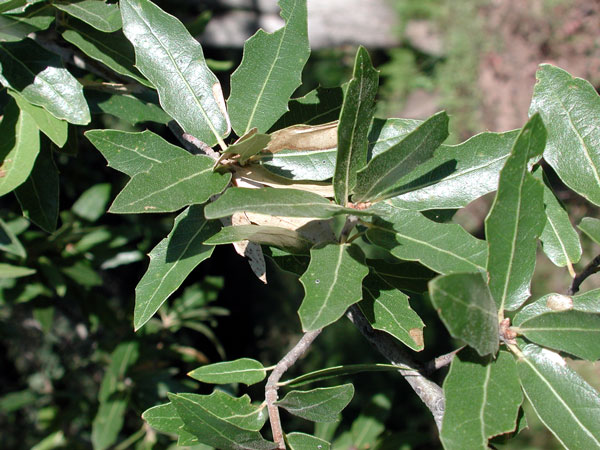
Quercus emoryi
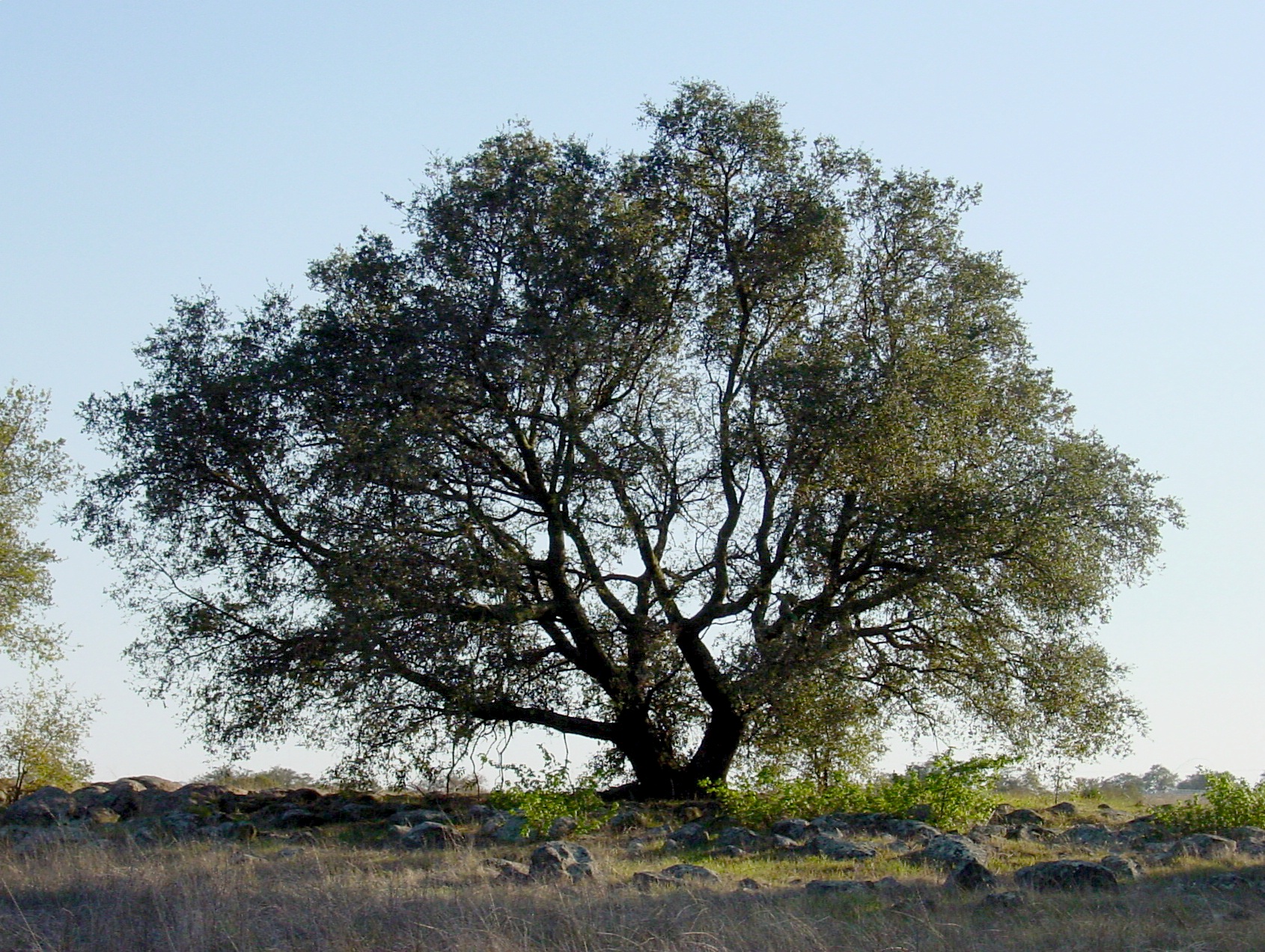
Quercus engelmannii
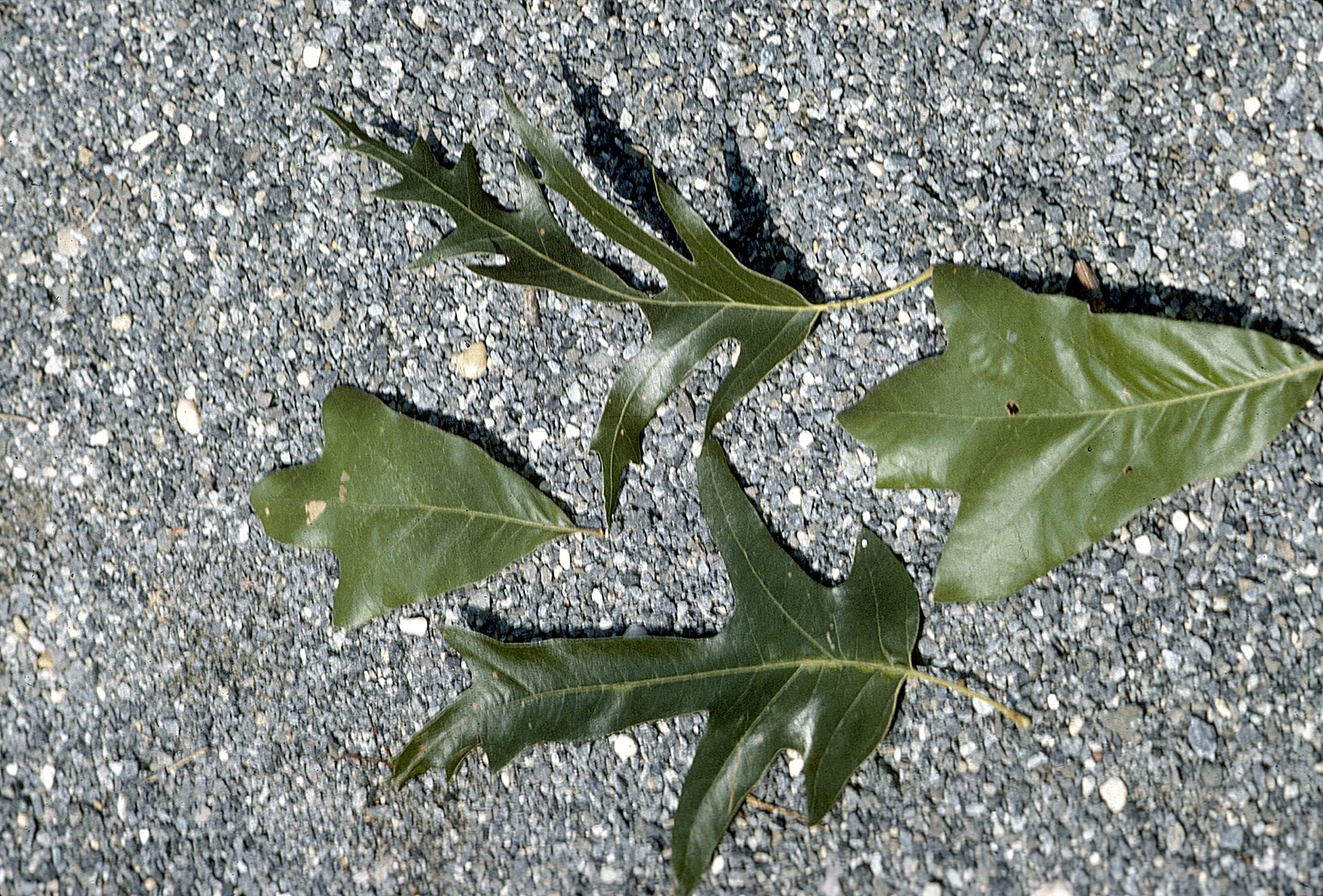
Quercus falcata
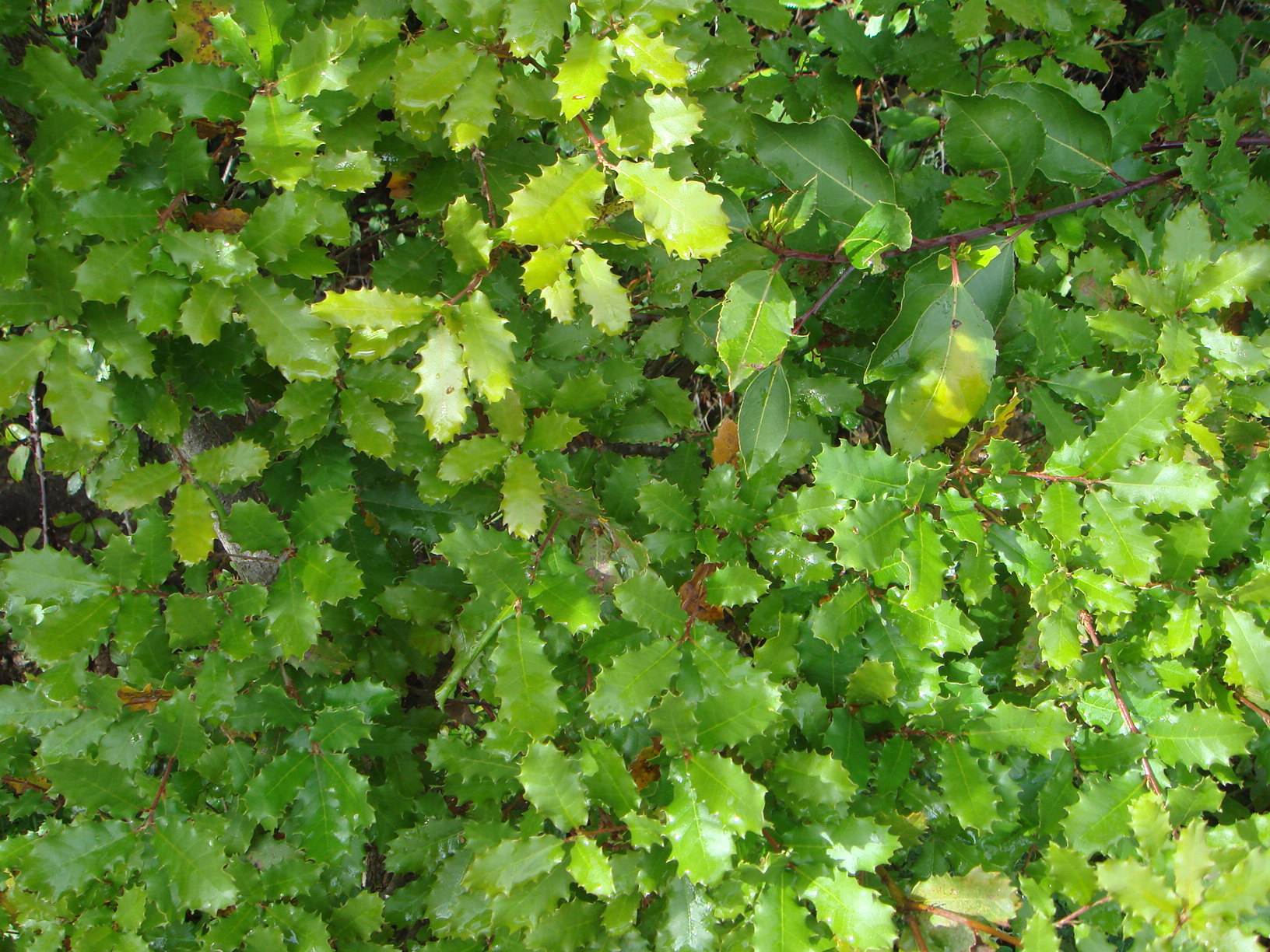
Quercus faginea
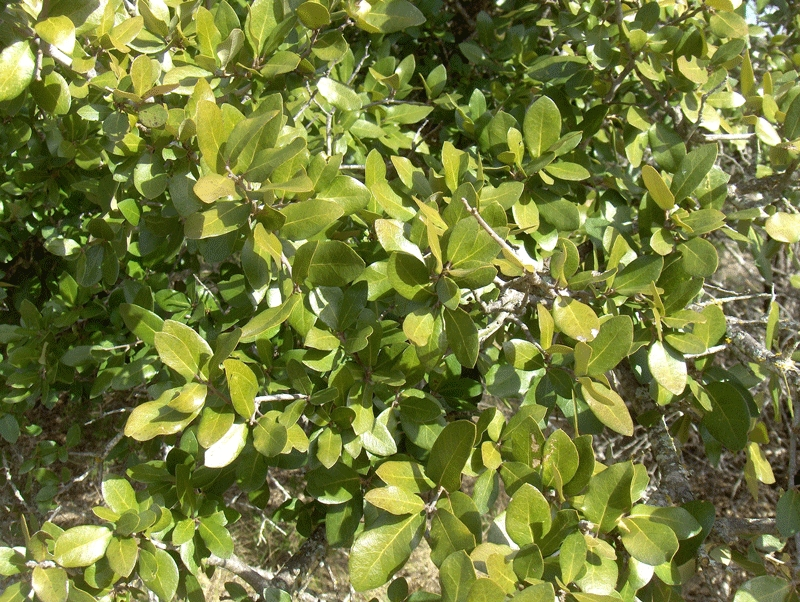
Quercus fusiformis
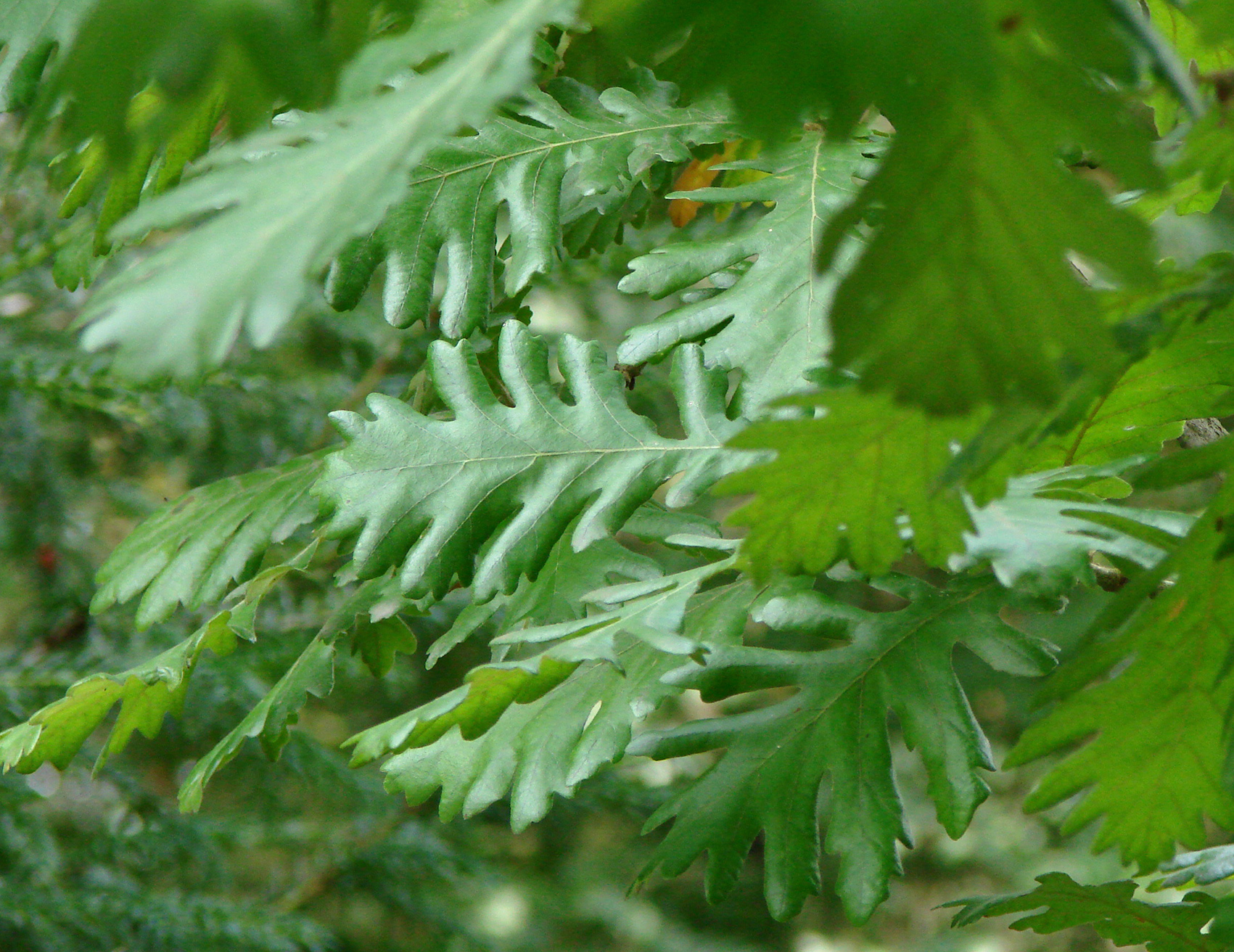
Quercus frainetto
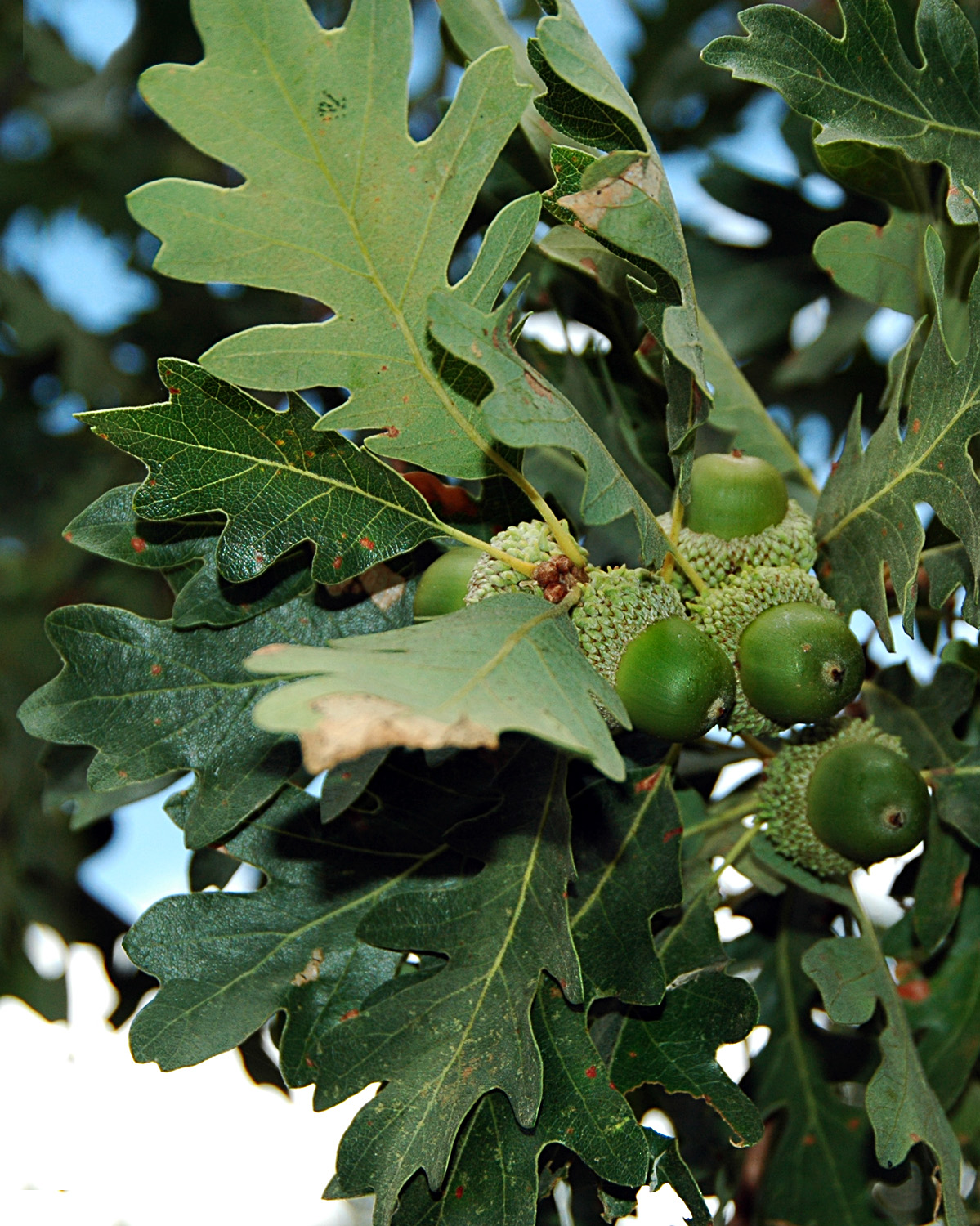
Quercus gambelii
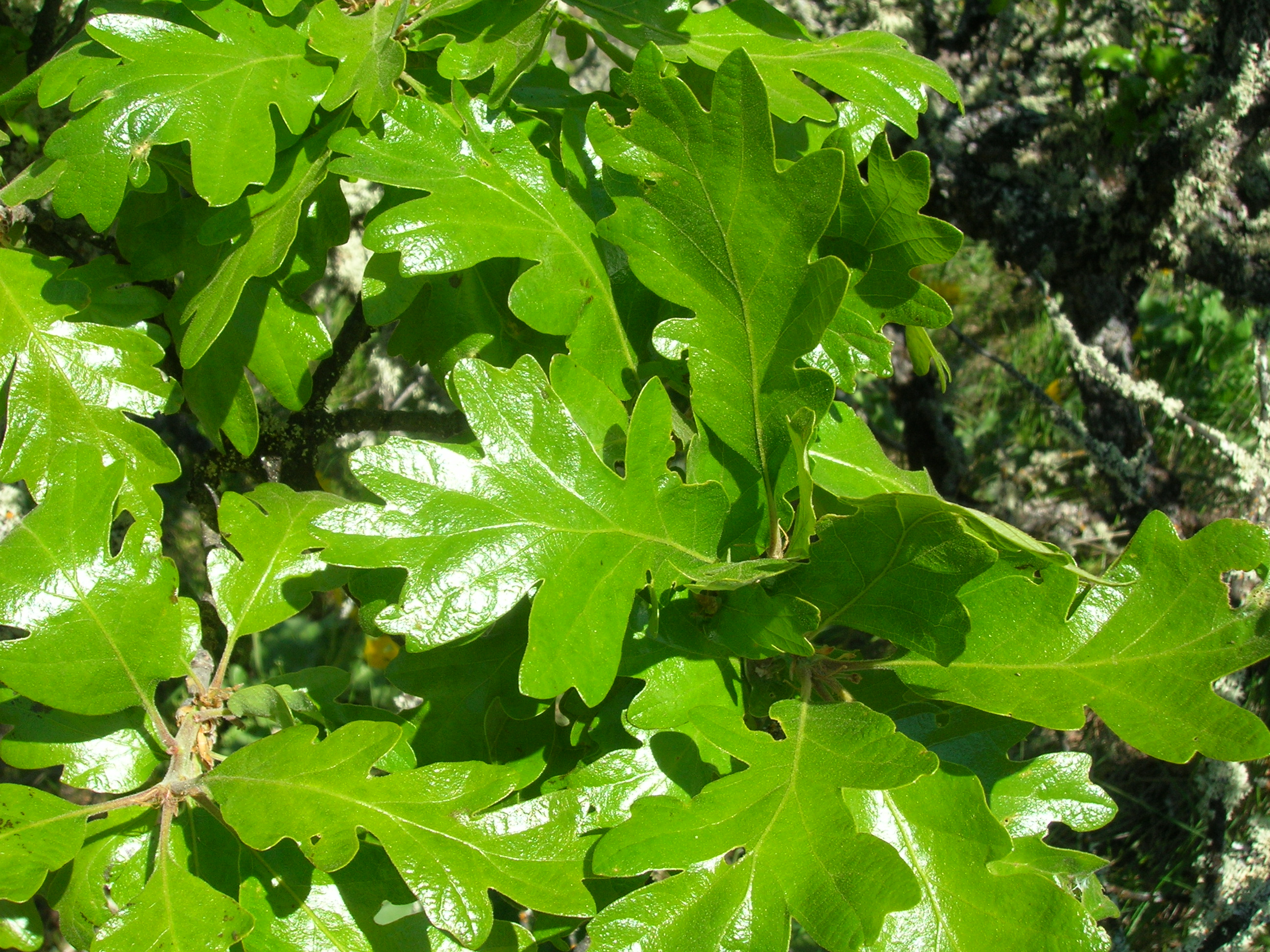
Quercus garryana
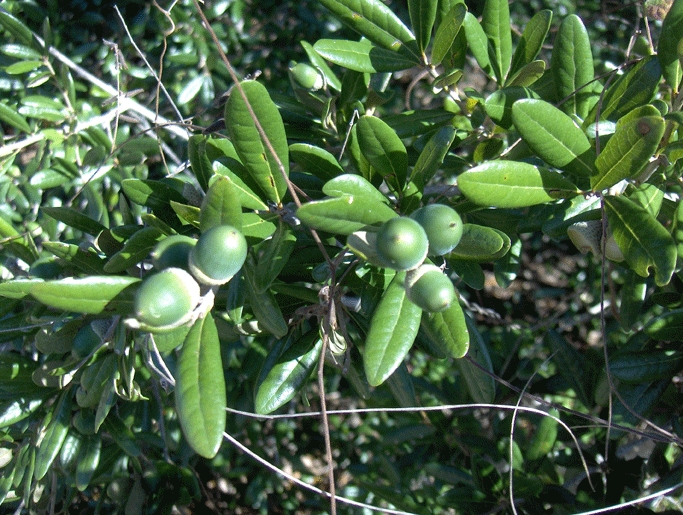
Quercus geminata
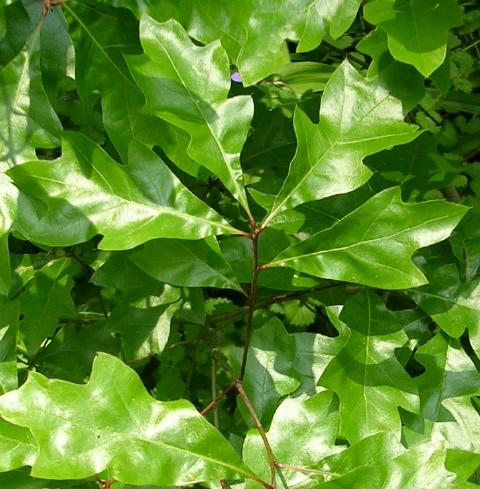
Quercus georgiana
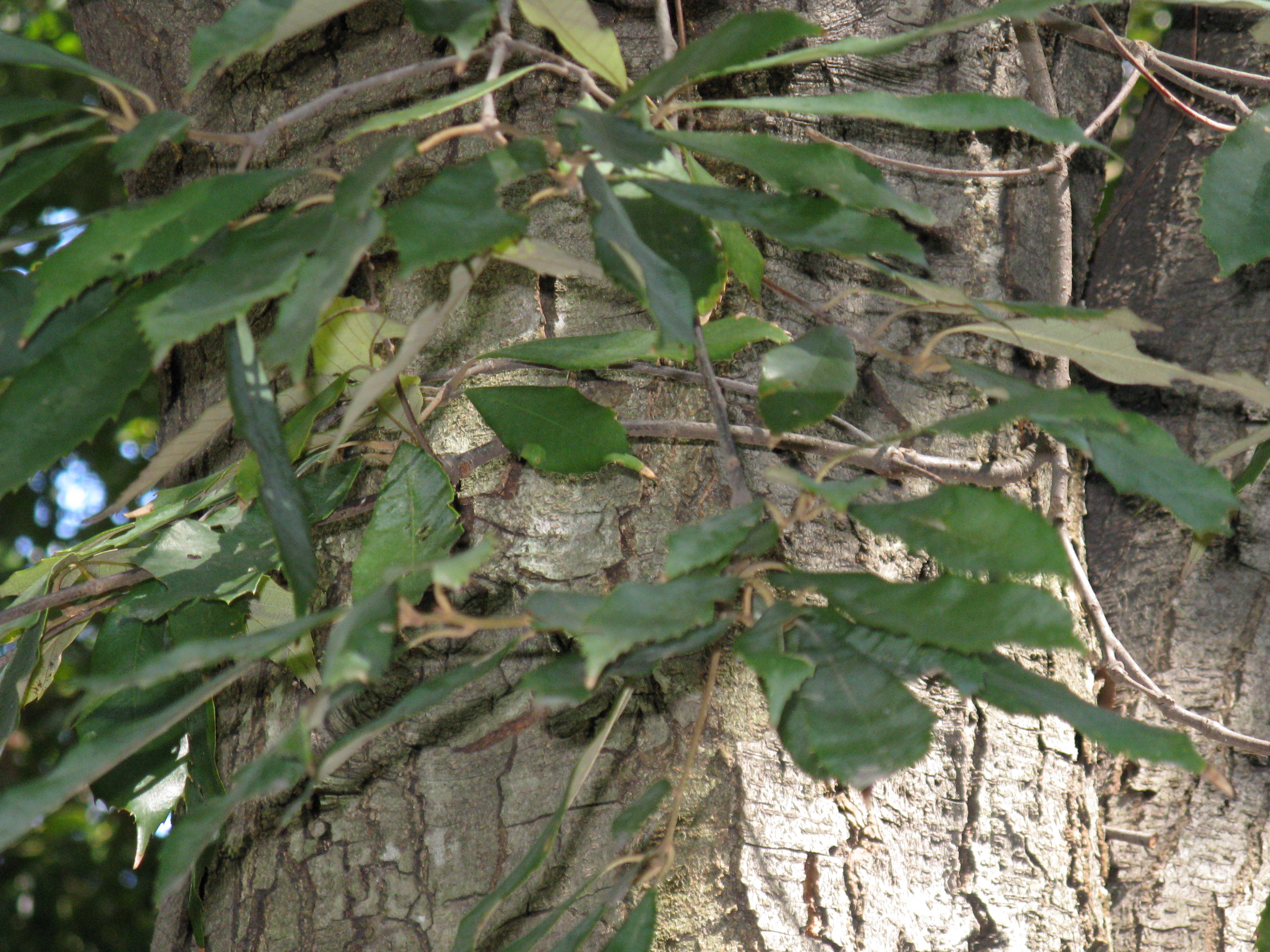
Quercus miyagii
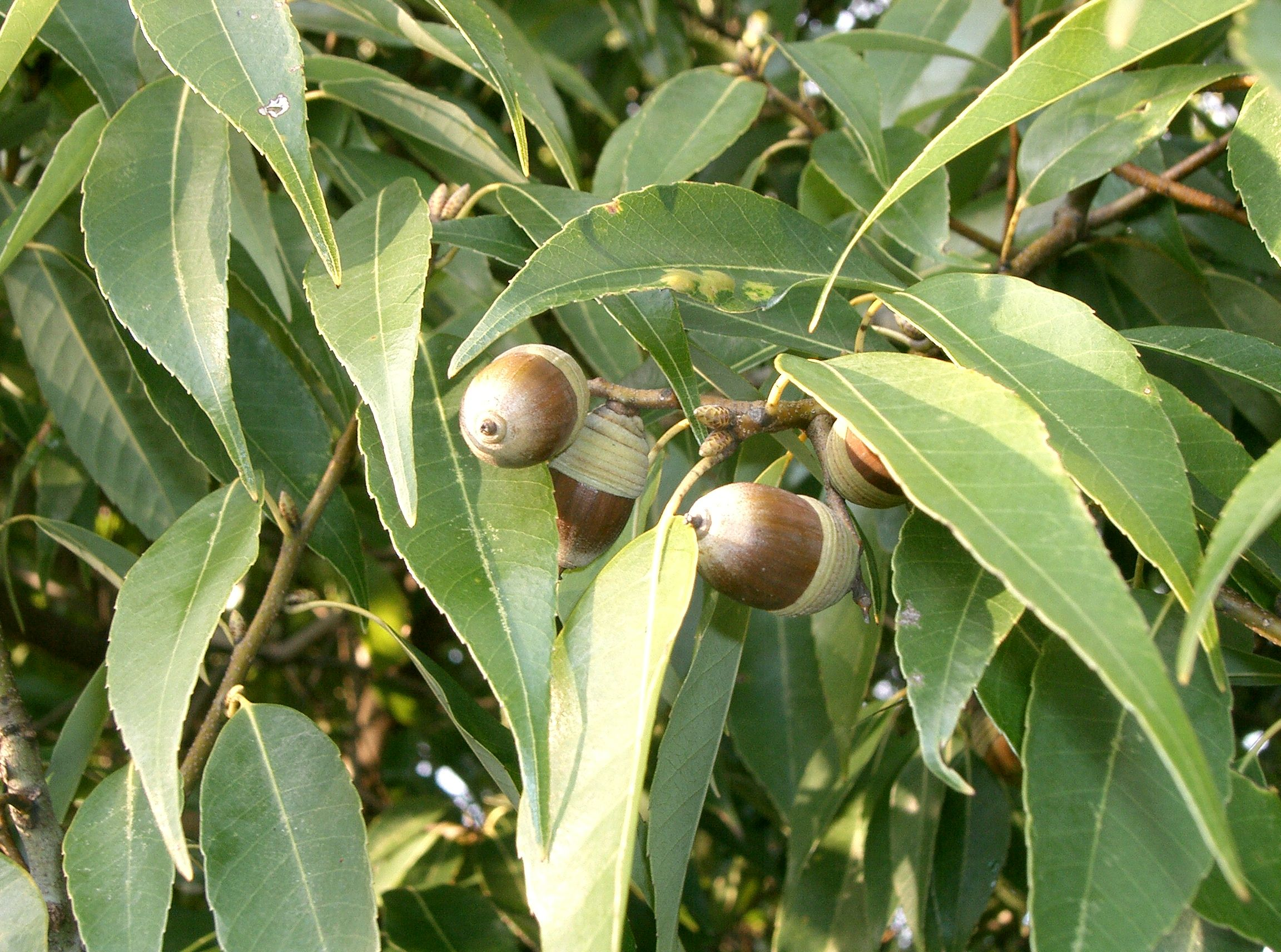
Quercus myrsinifolia
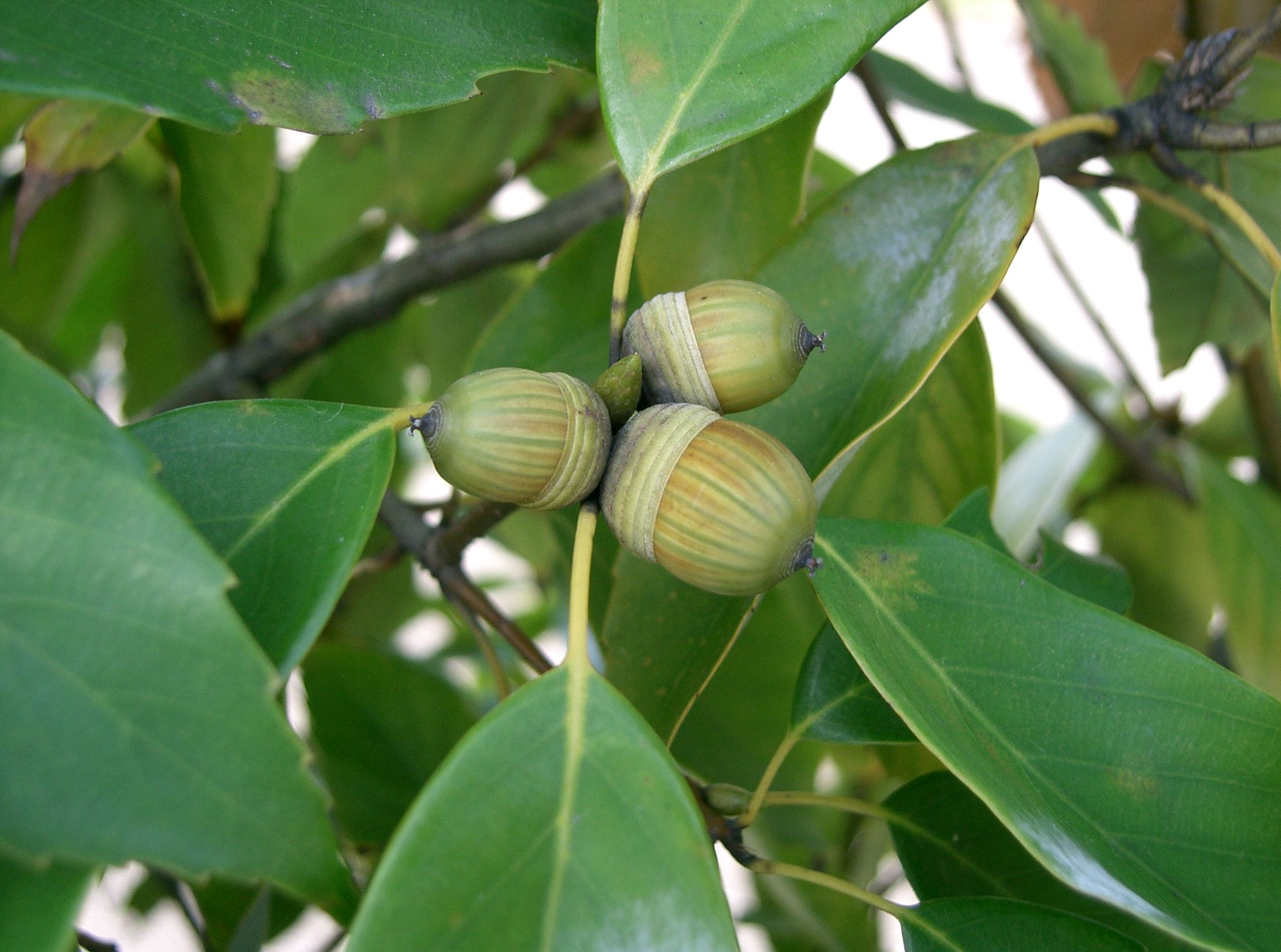
Quercus glauca
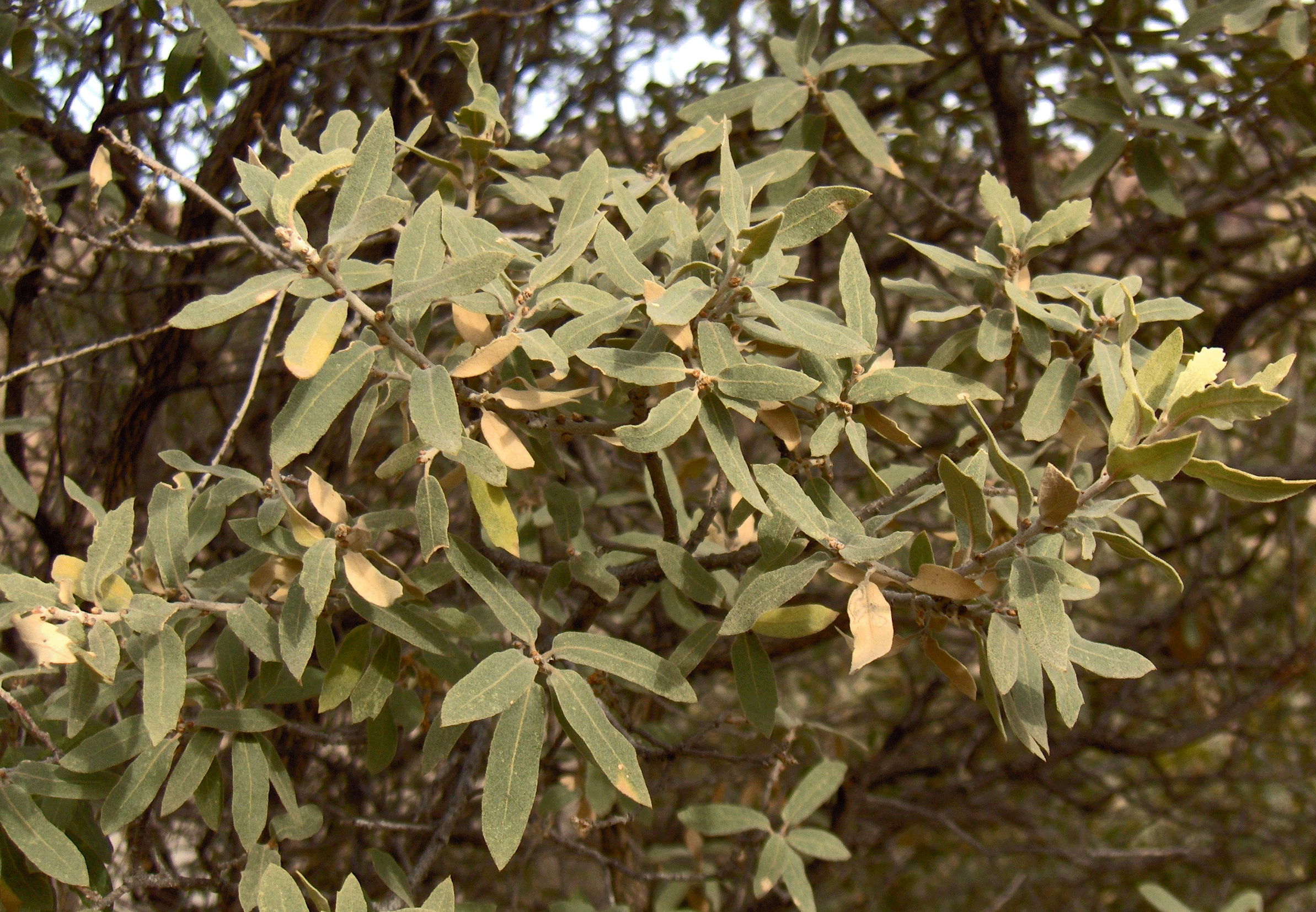
Quercus grisea
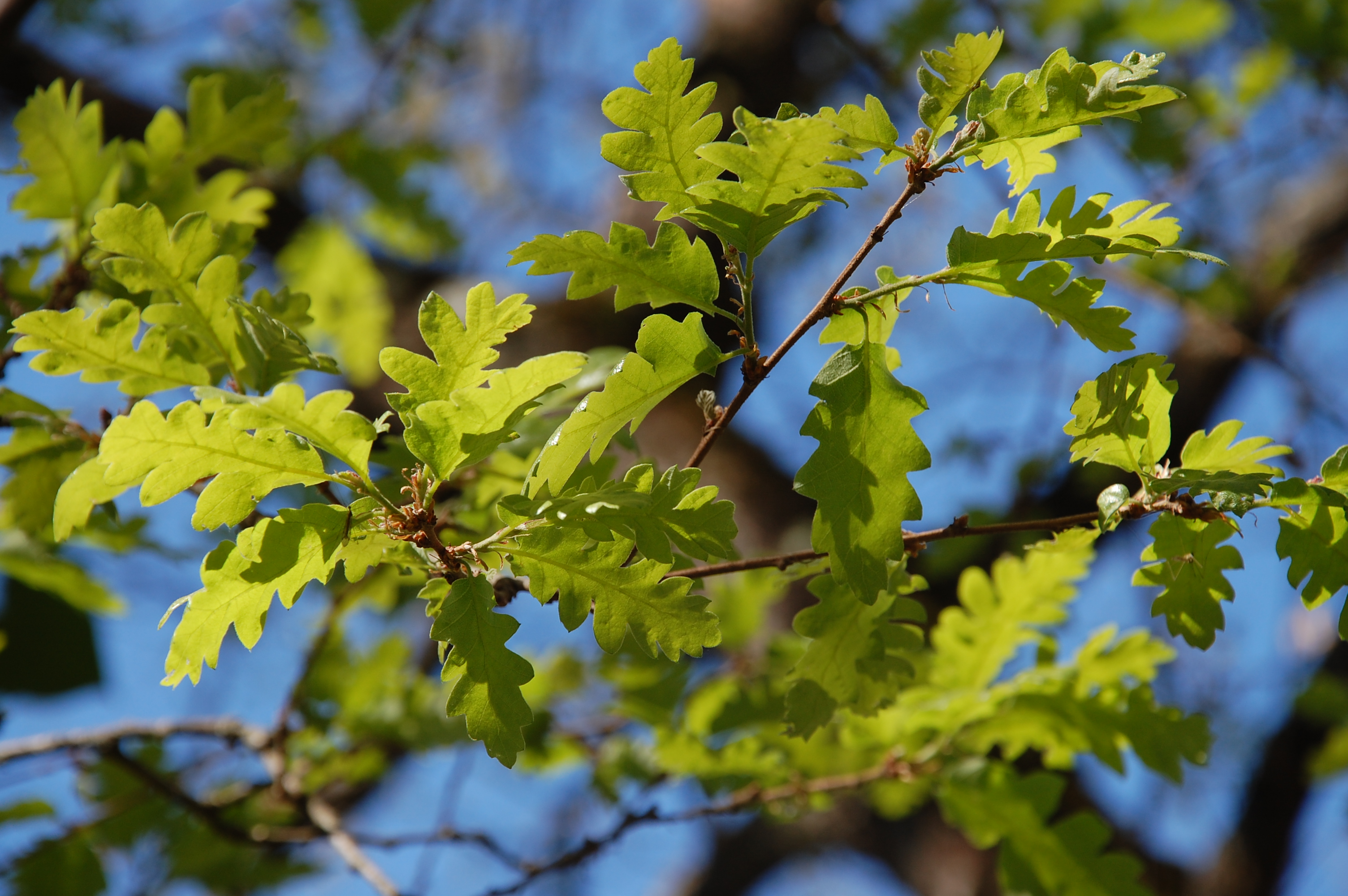
Quercus gussonei
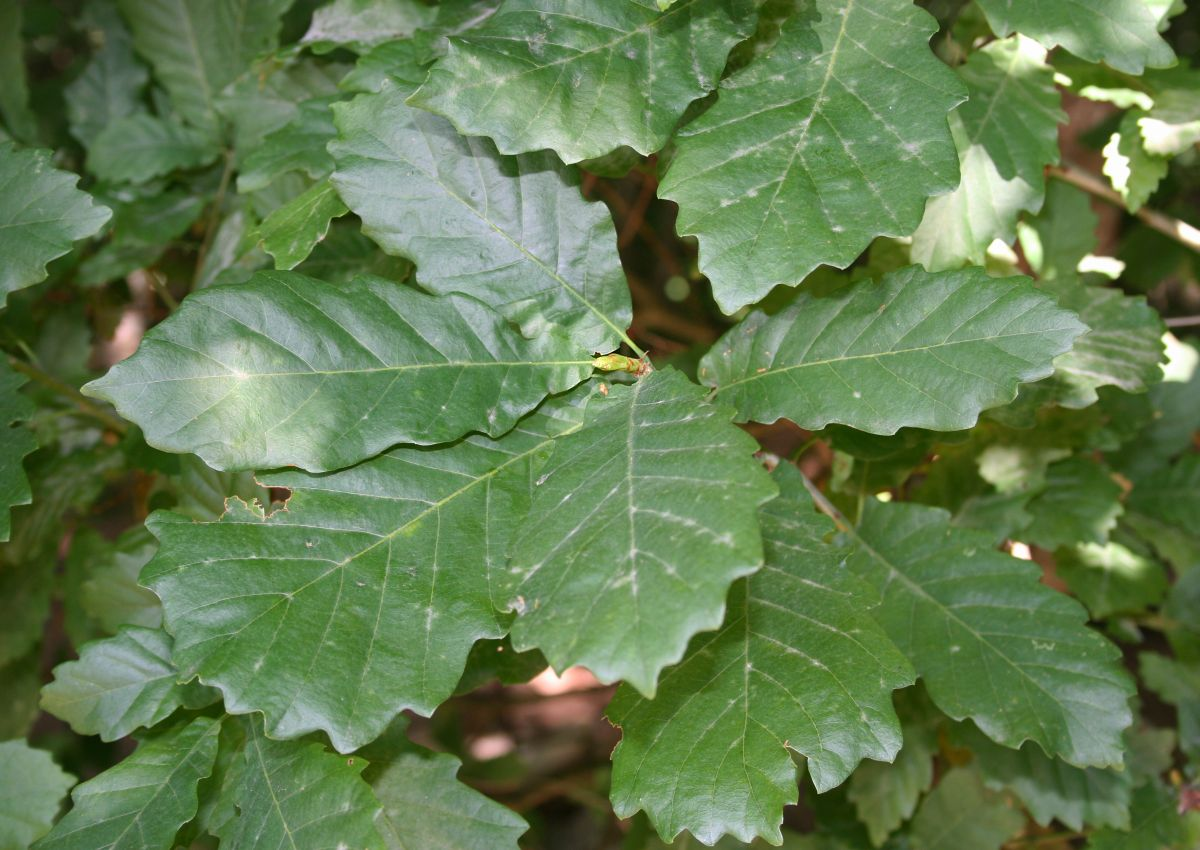
Quercus hartwissiana
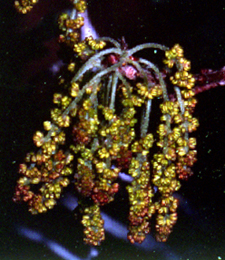
Quercus havardii
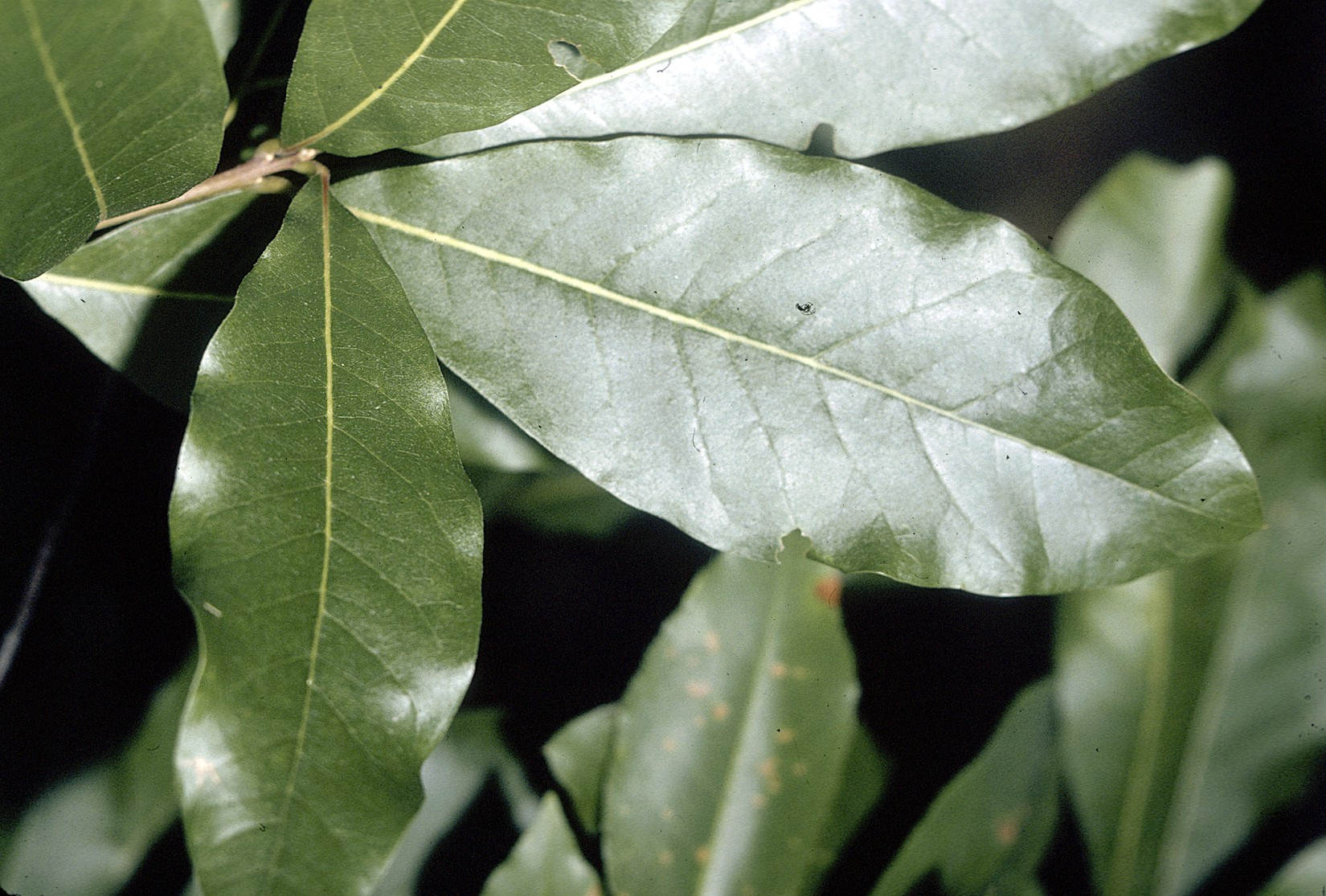
Quercus imbricaria
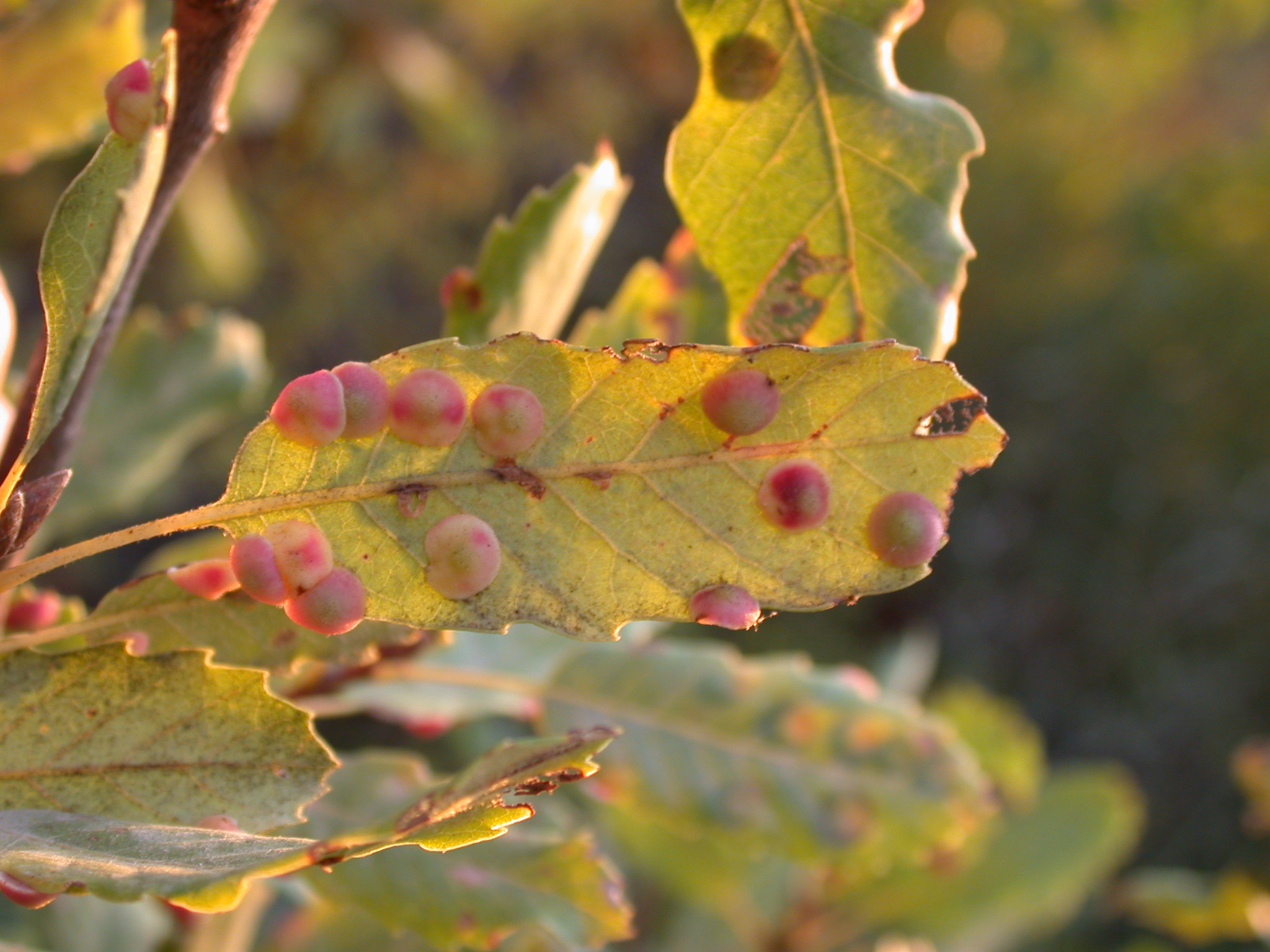
Quercus infectoria
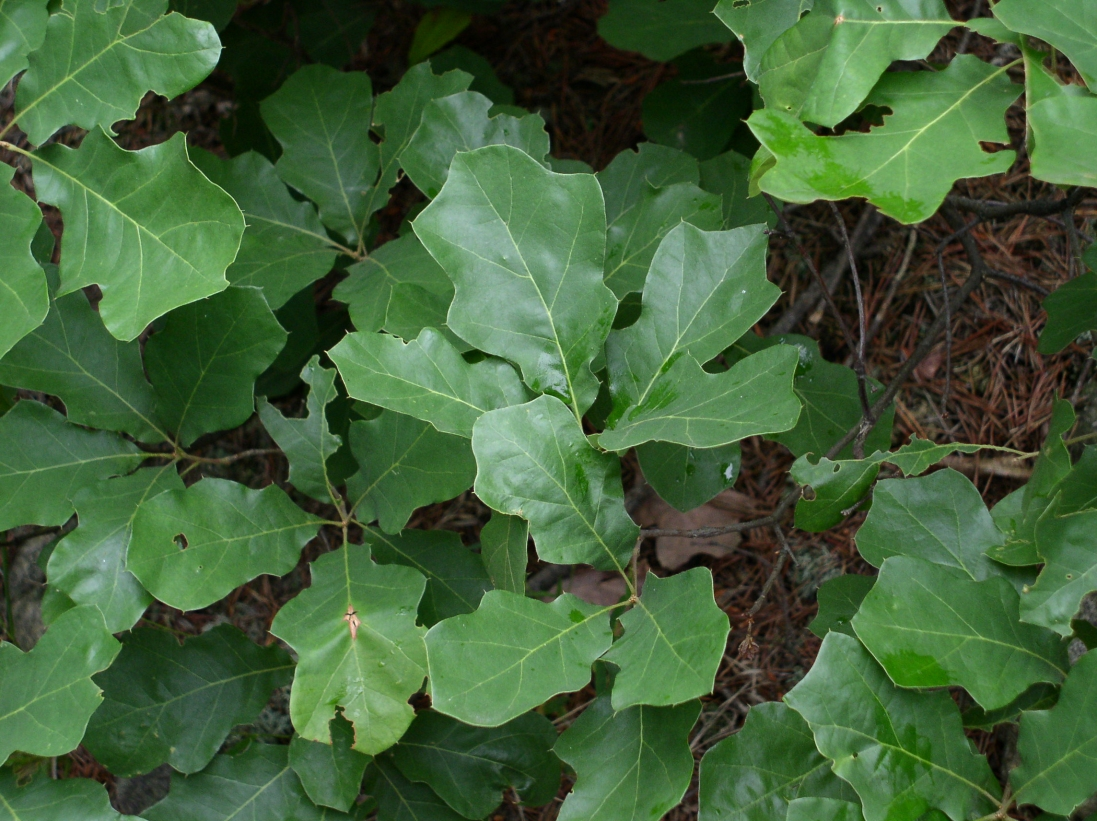
Quercus ilicifolia
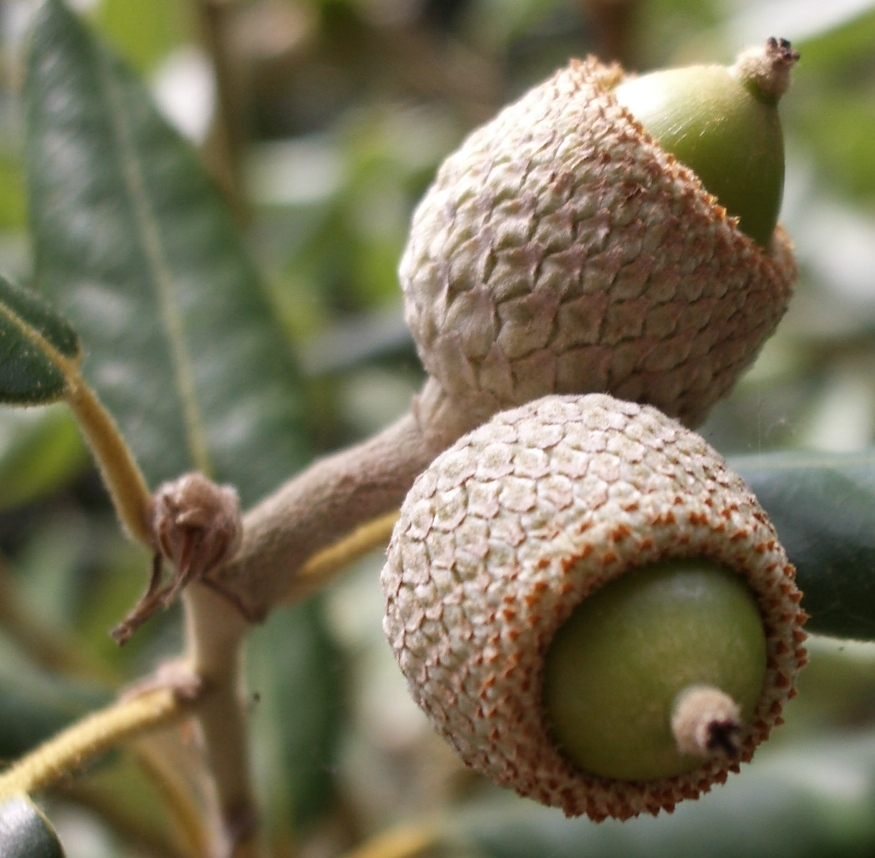
Quercus ilex
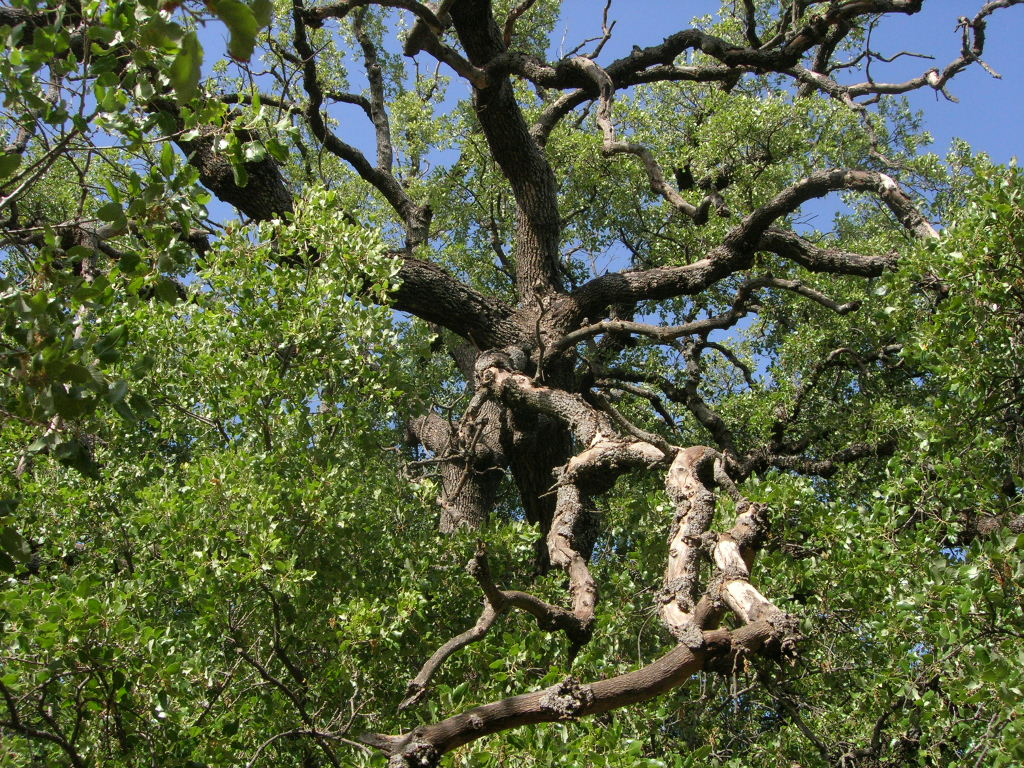
Quercus ithaburensis
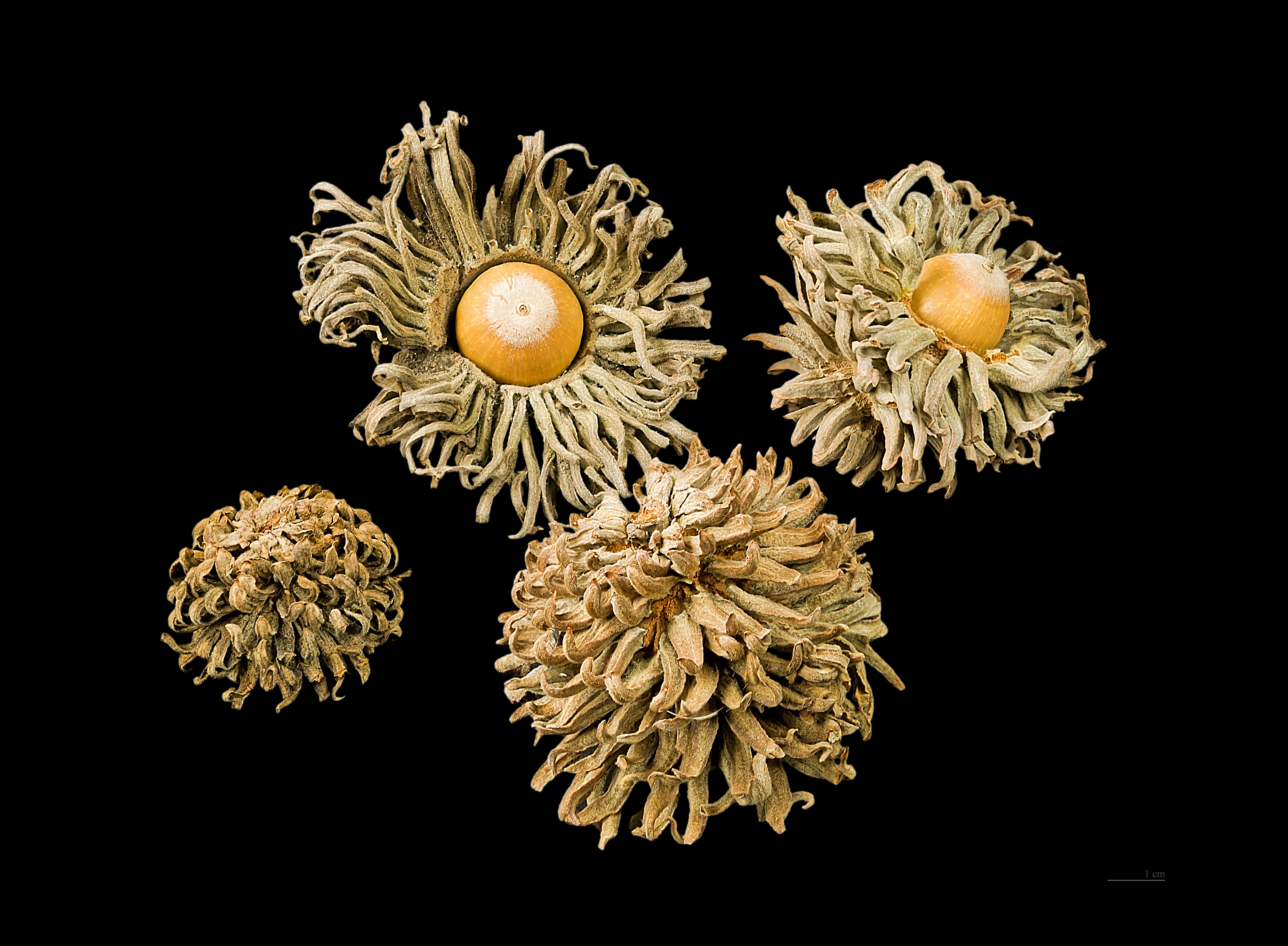
Quercus ithaburensis makkja
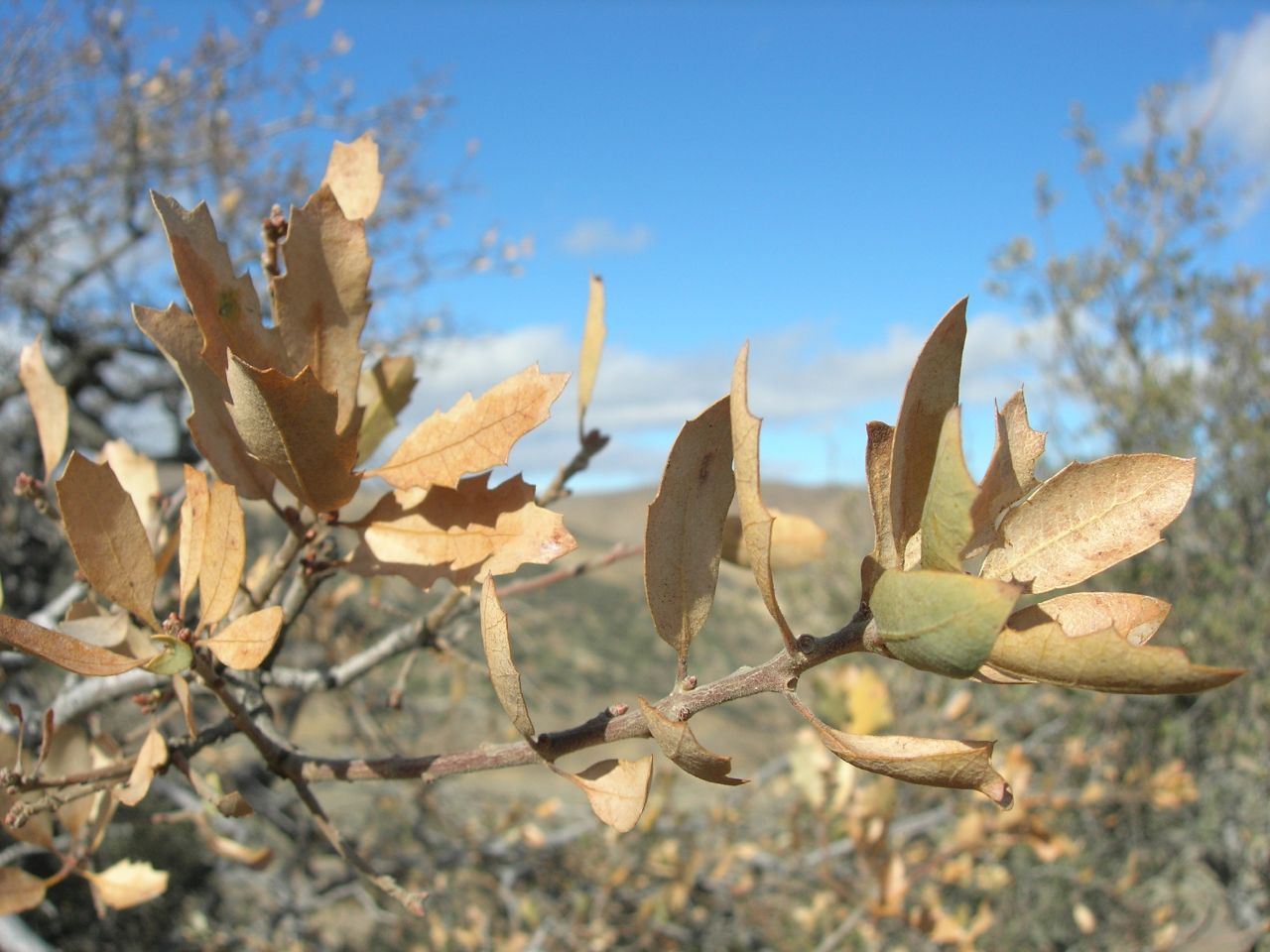
Quercus john-tuckeri
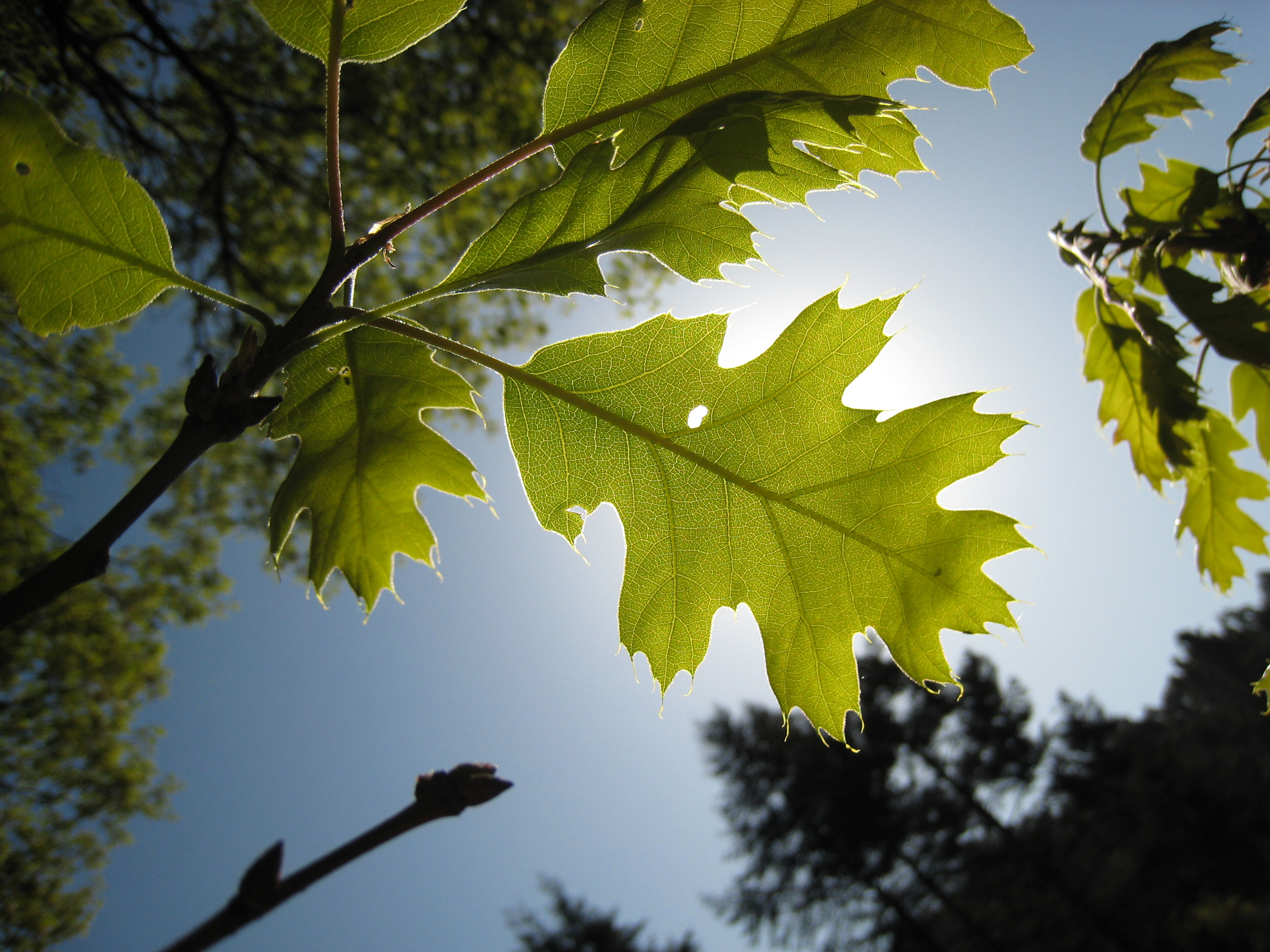
Quercus kelloggii
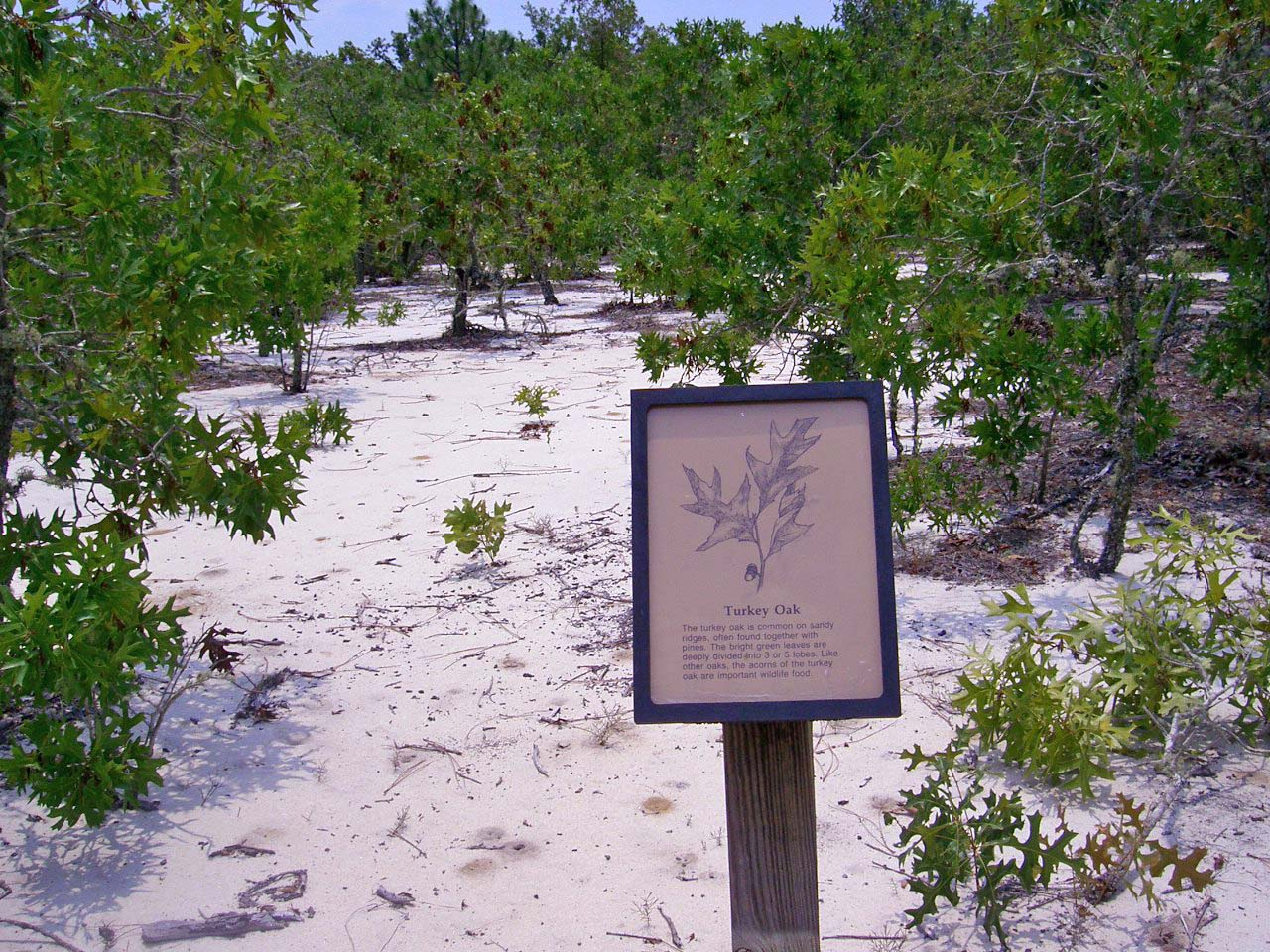
Quercus laevis
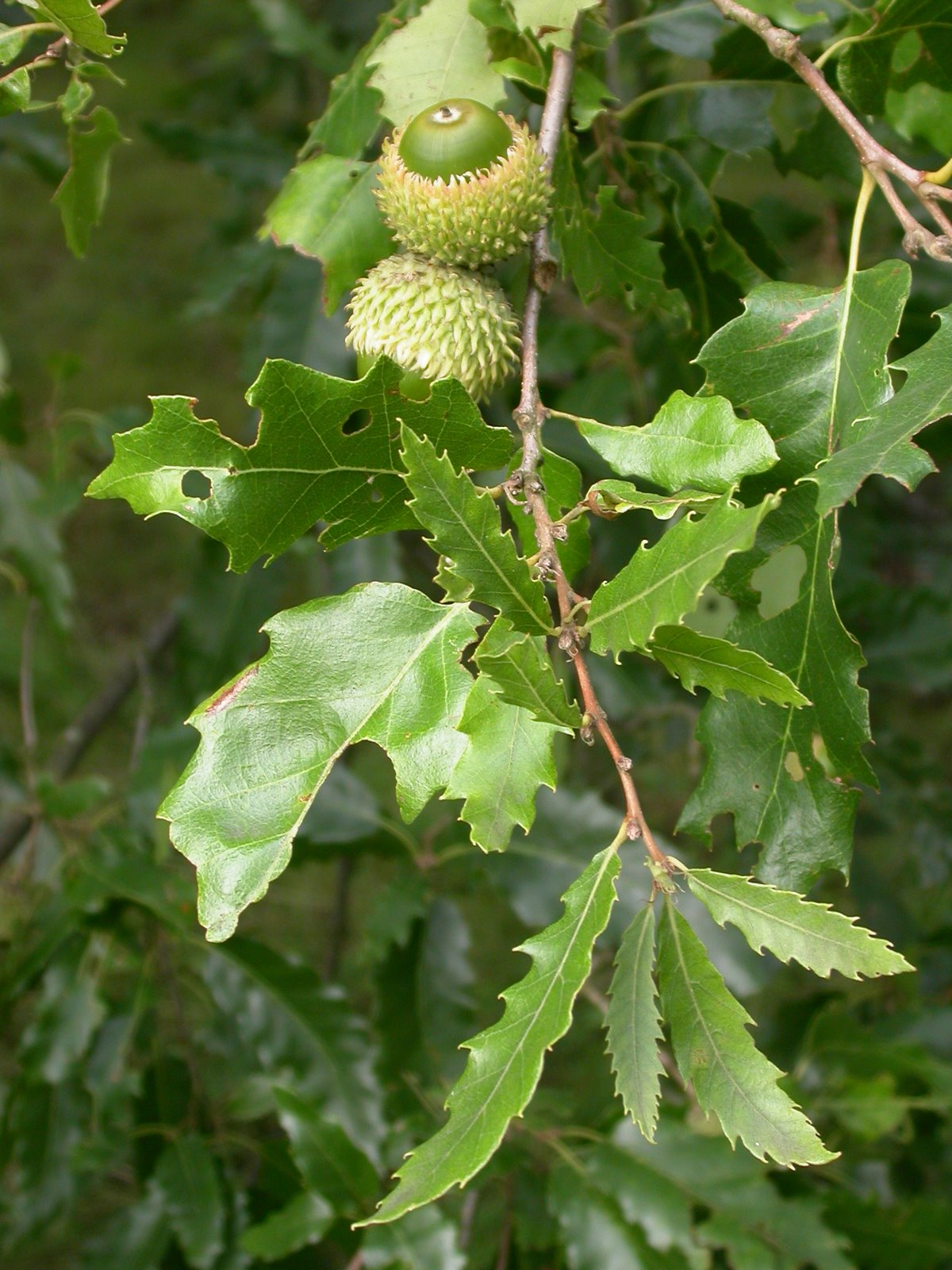
Quercus libani
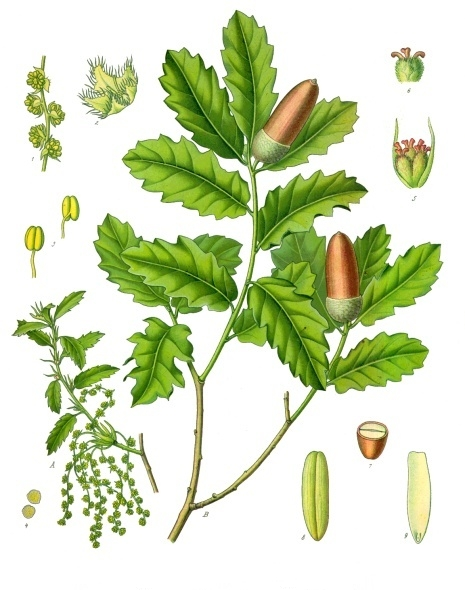
Quercus lusitanica
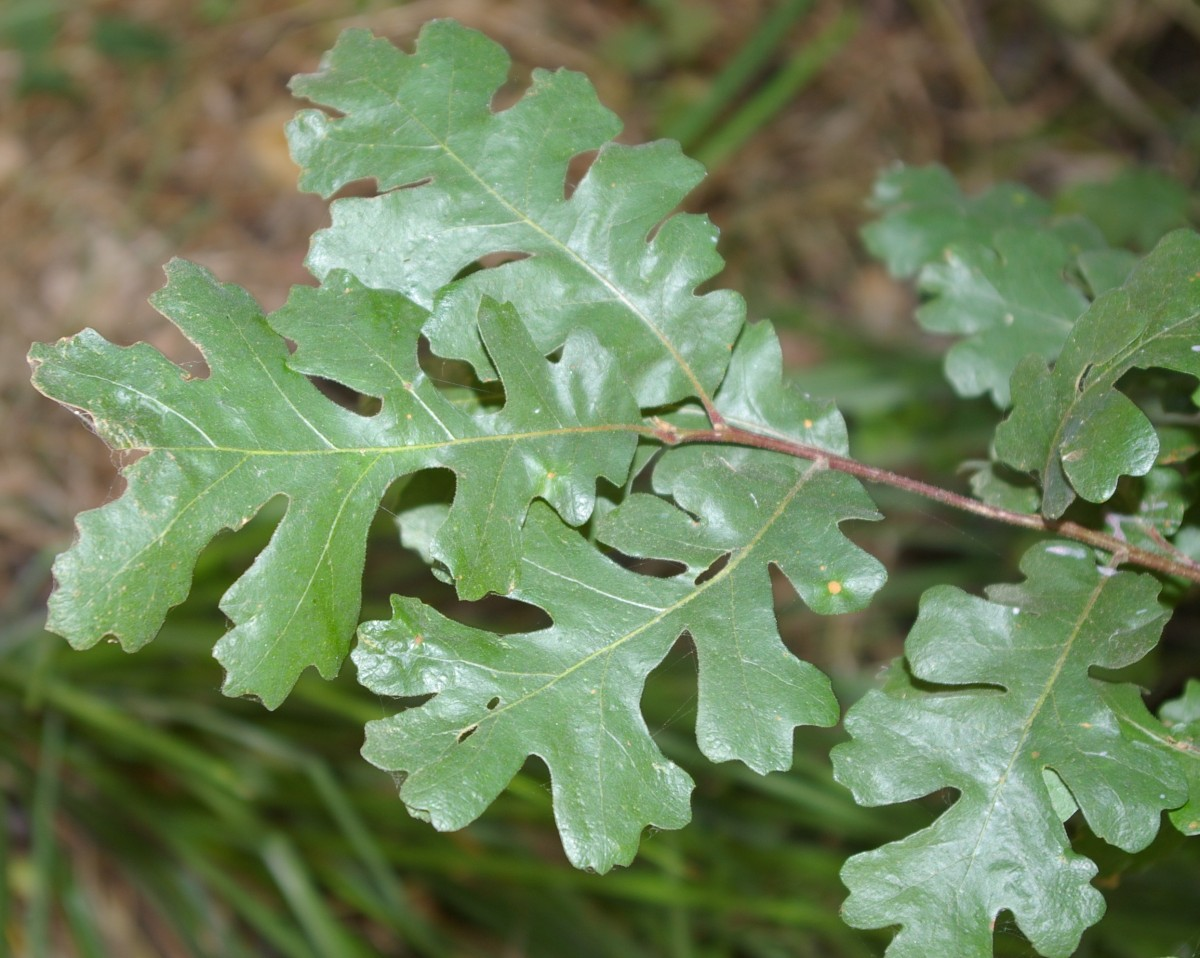
Quercus lobata
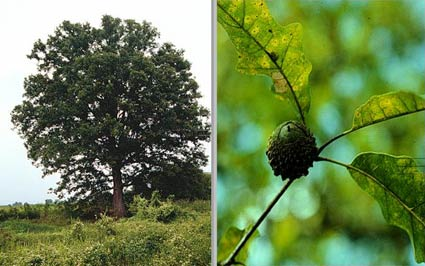
Quercus lyrata
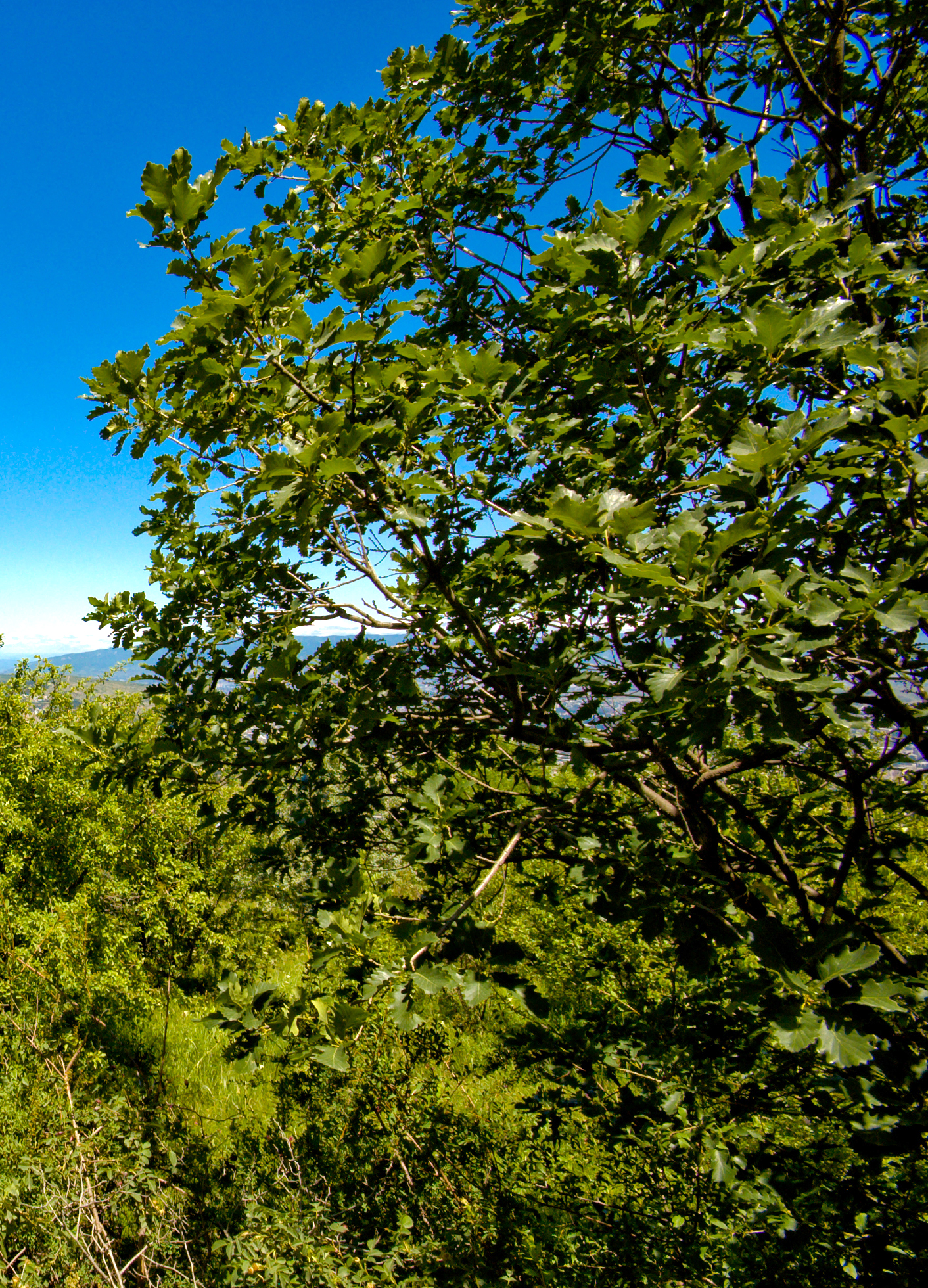
Quercus macranthera
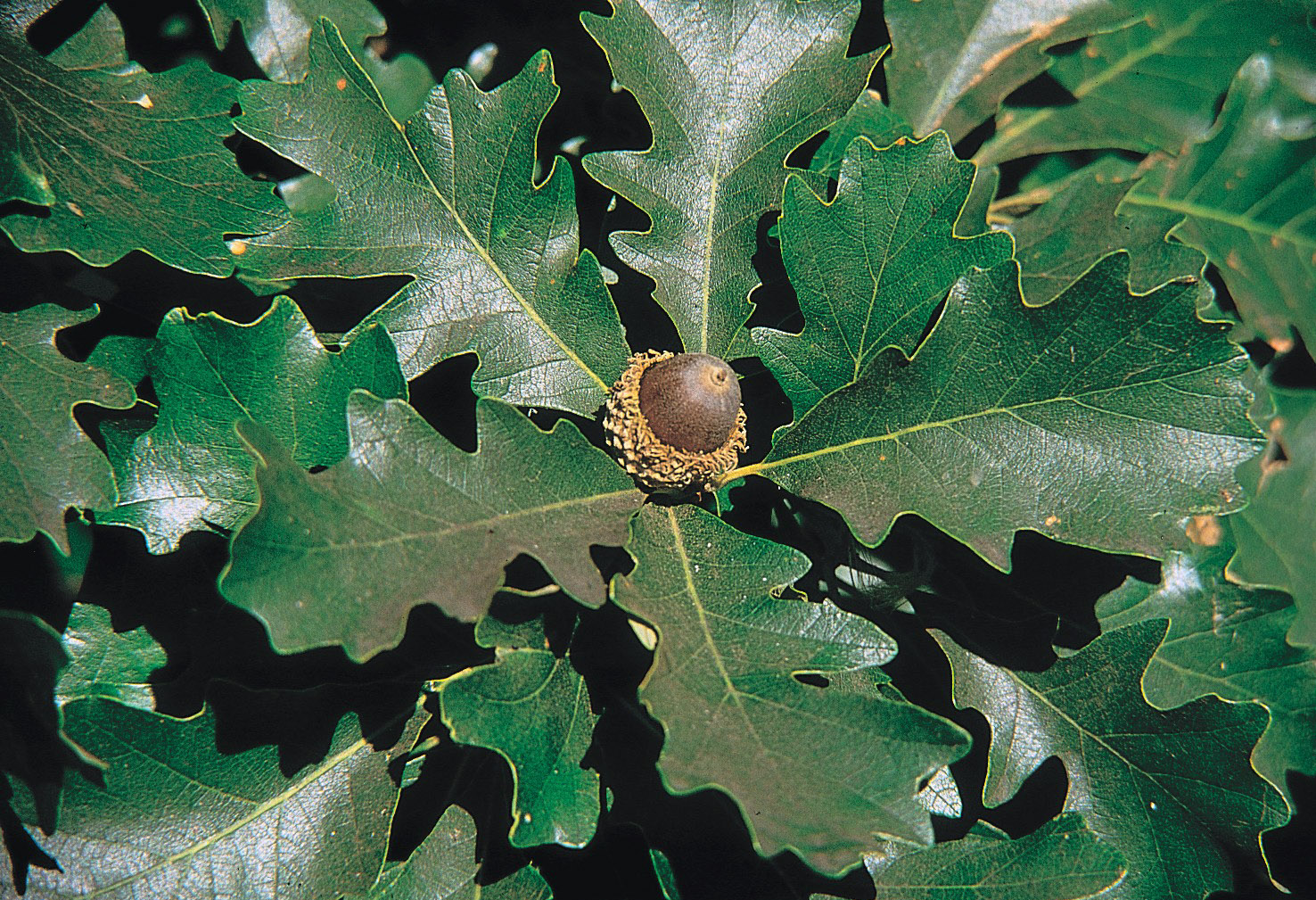
Quercus macrocarpa
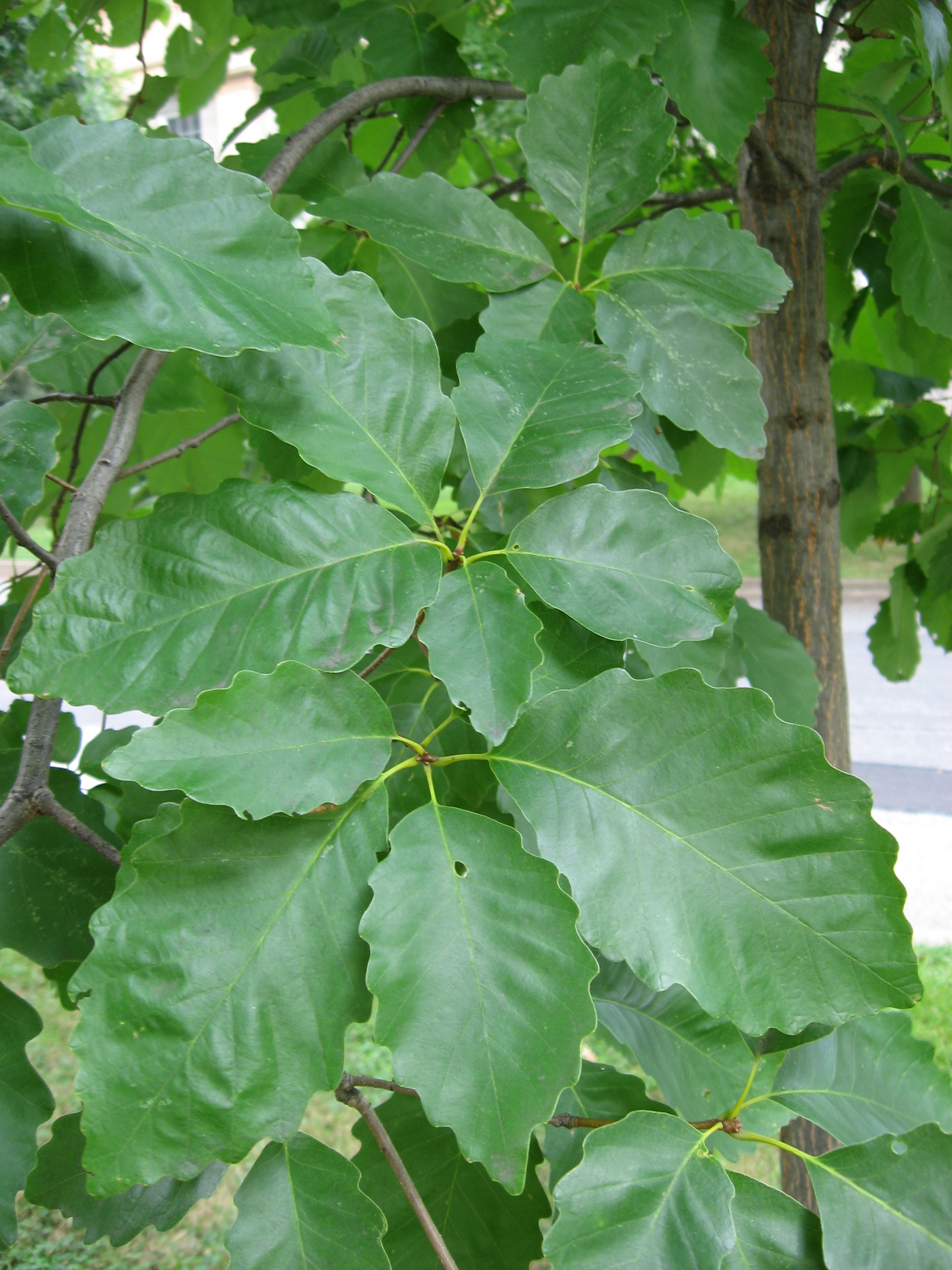
Quercus michauxii
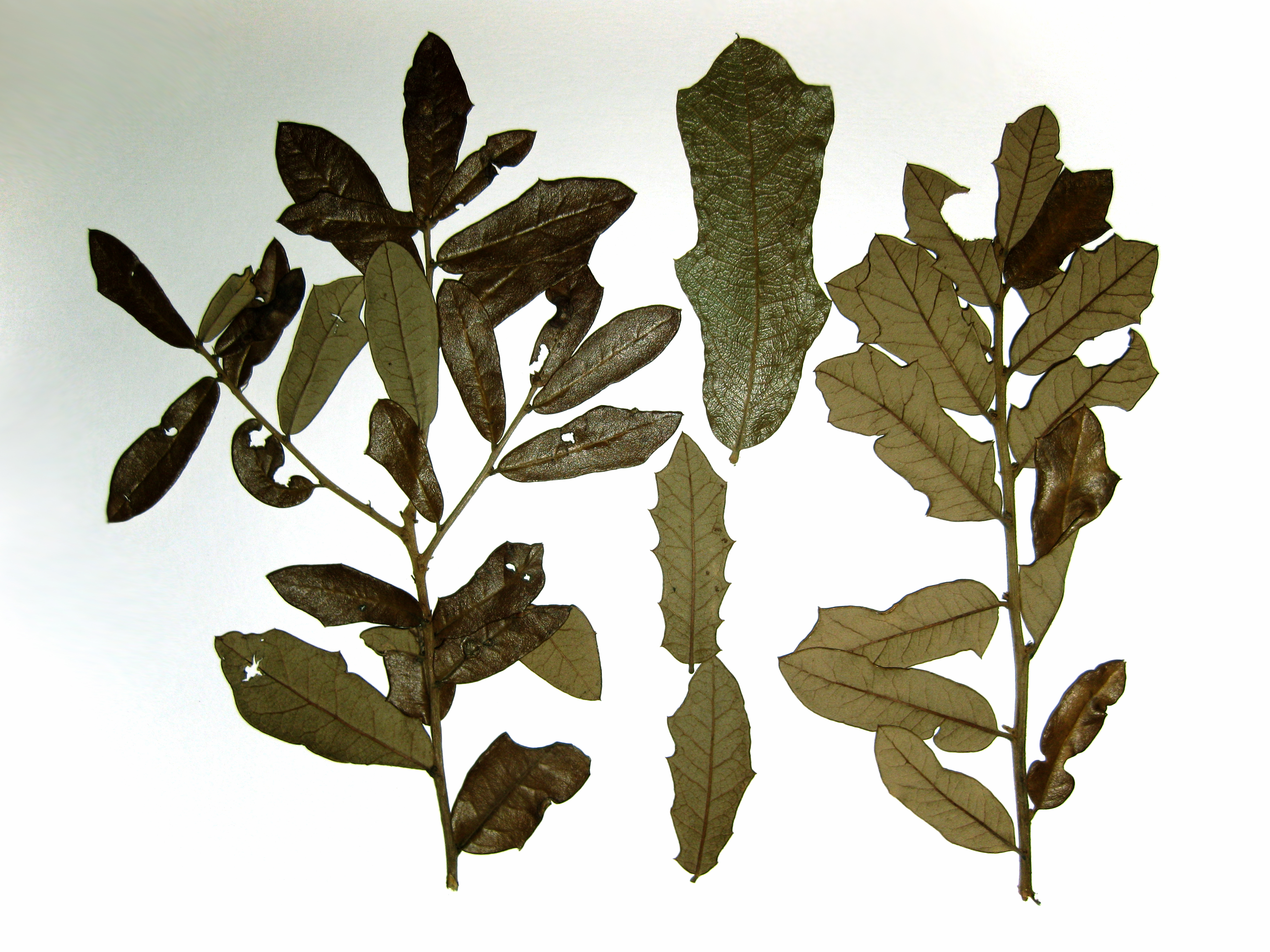
Quercus minima
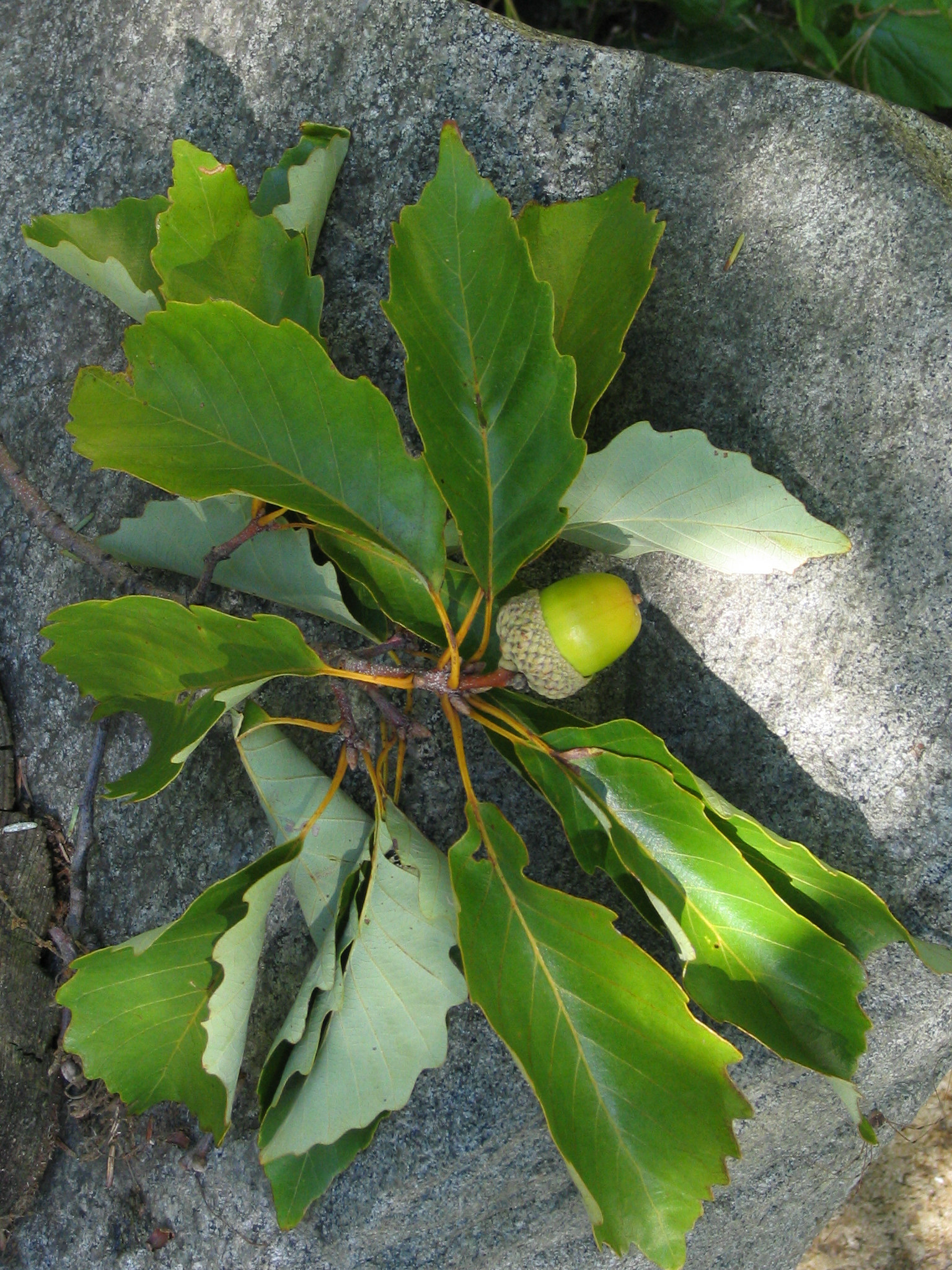
Quercus montana
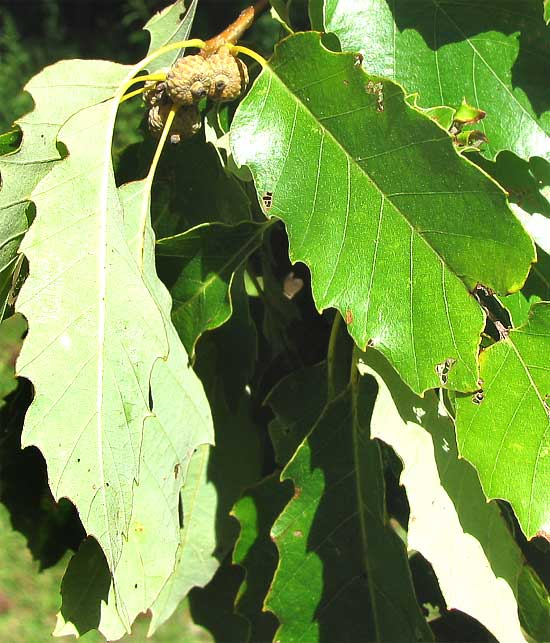
Quercus muehlenbergii
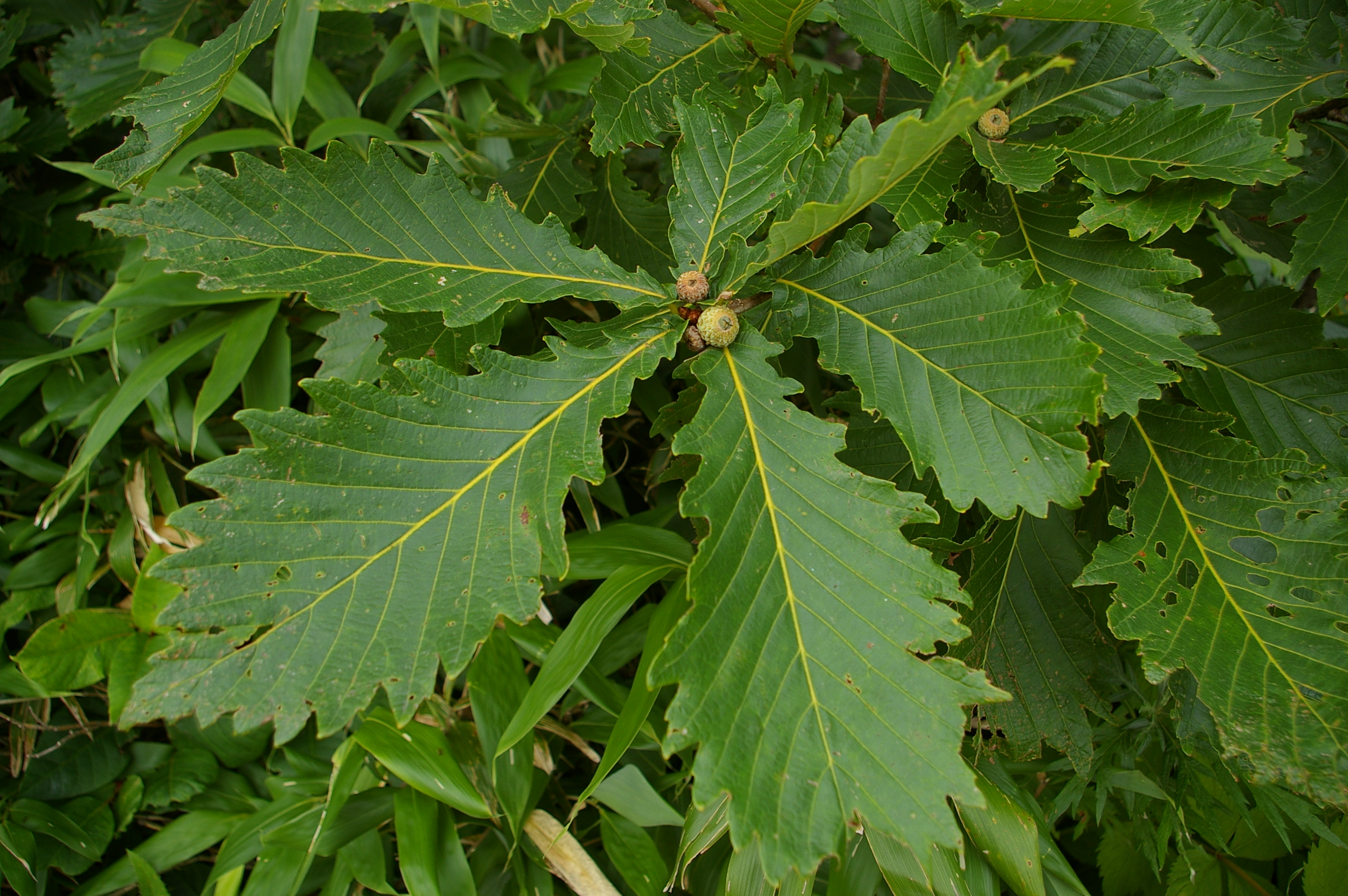
Quercus mongolica
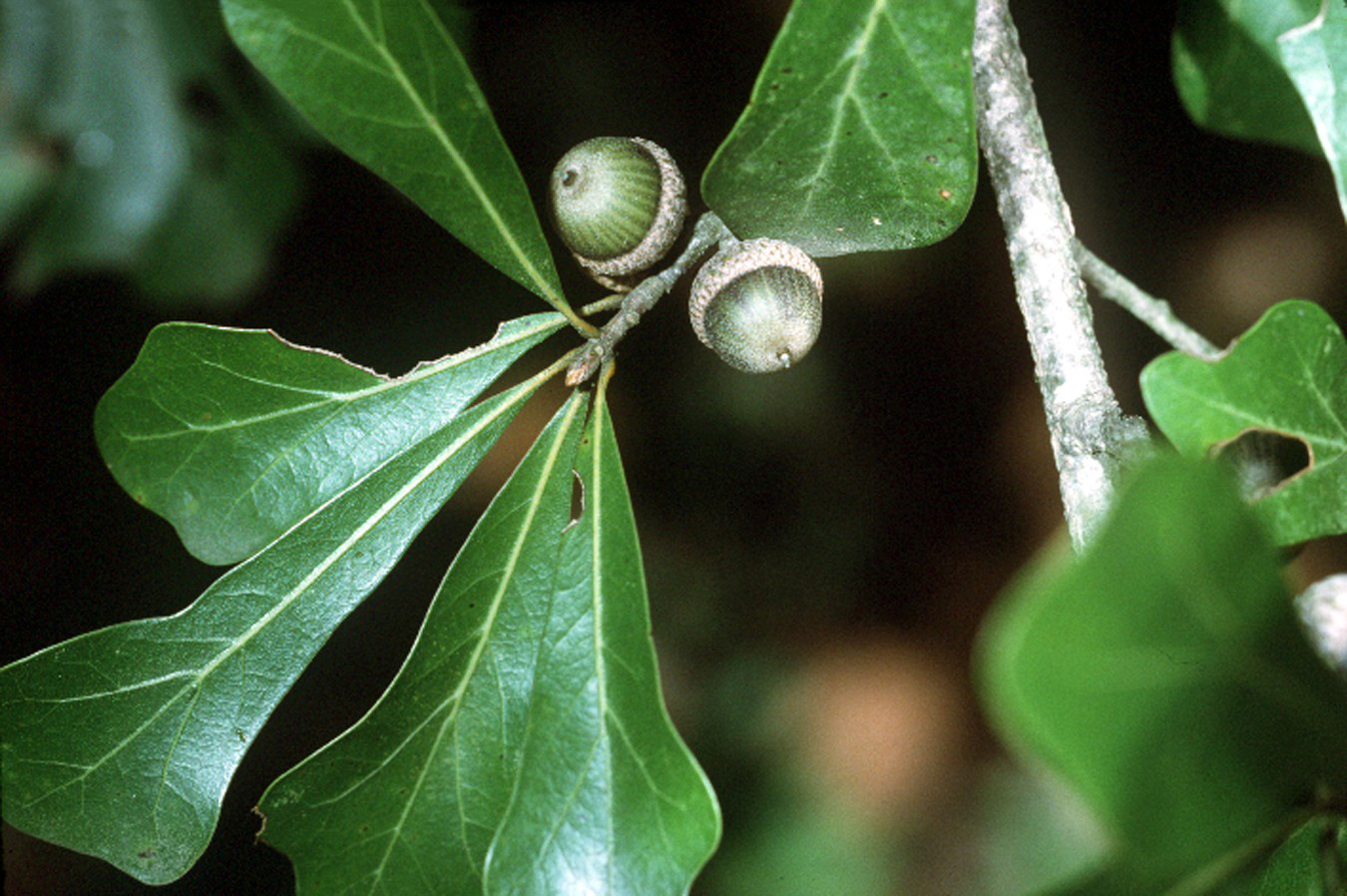
Quercus nigra
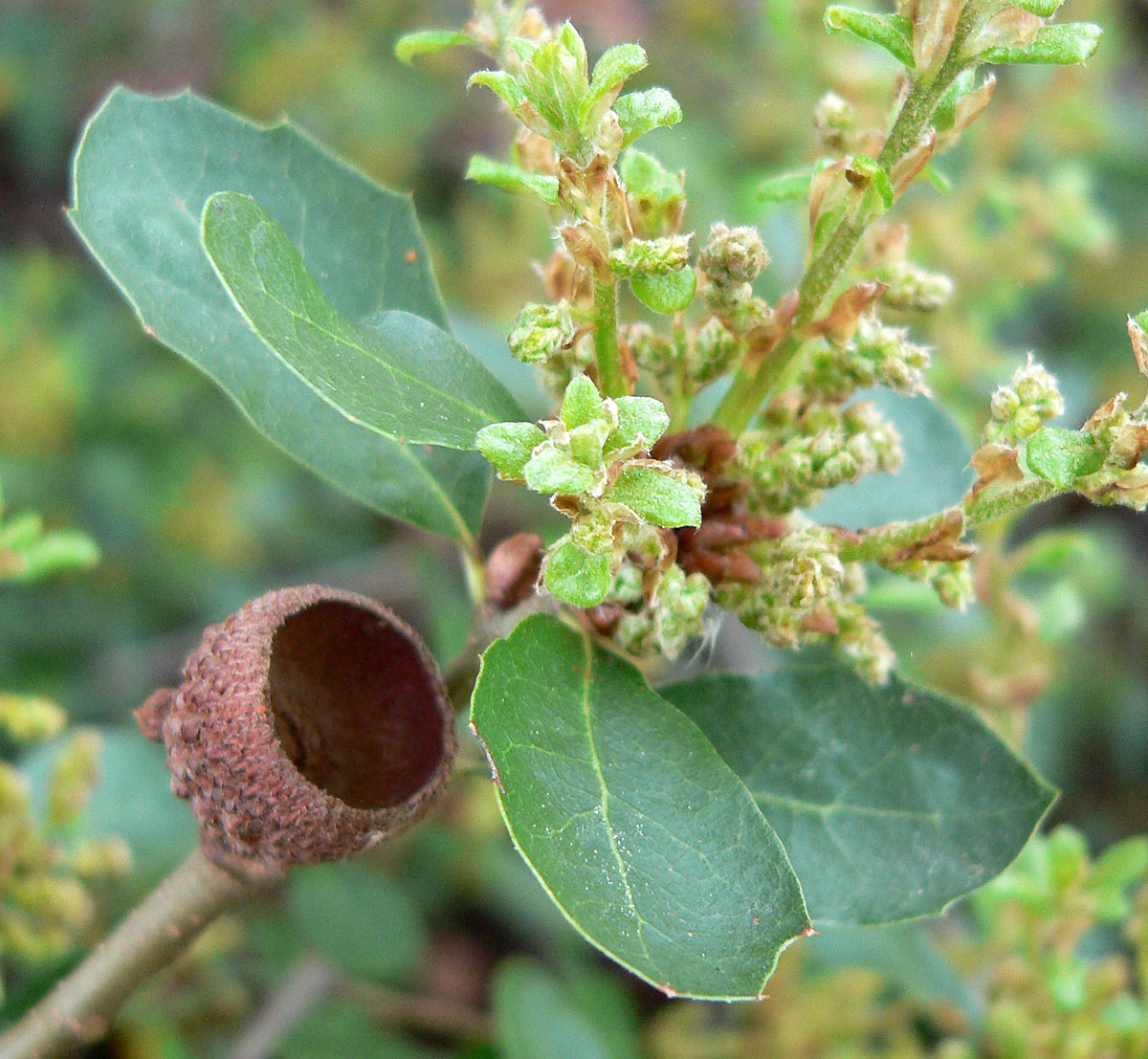
Quercus pacifica
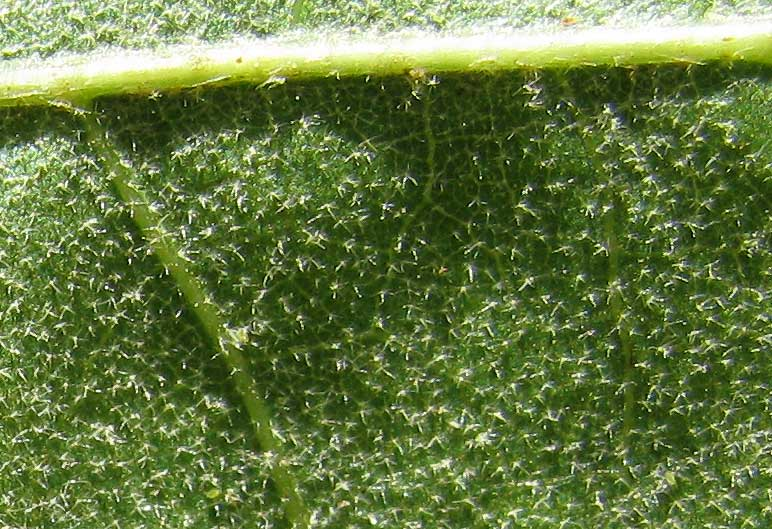
Quercus pagoda
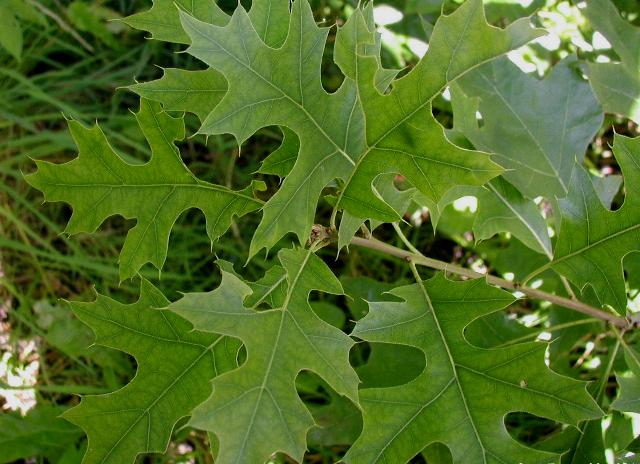
Quercus palustris
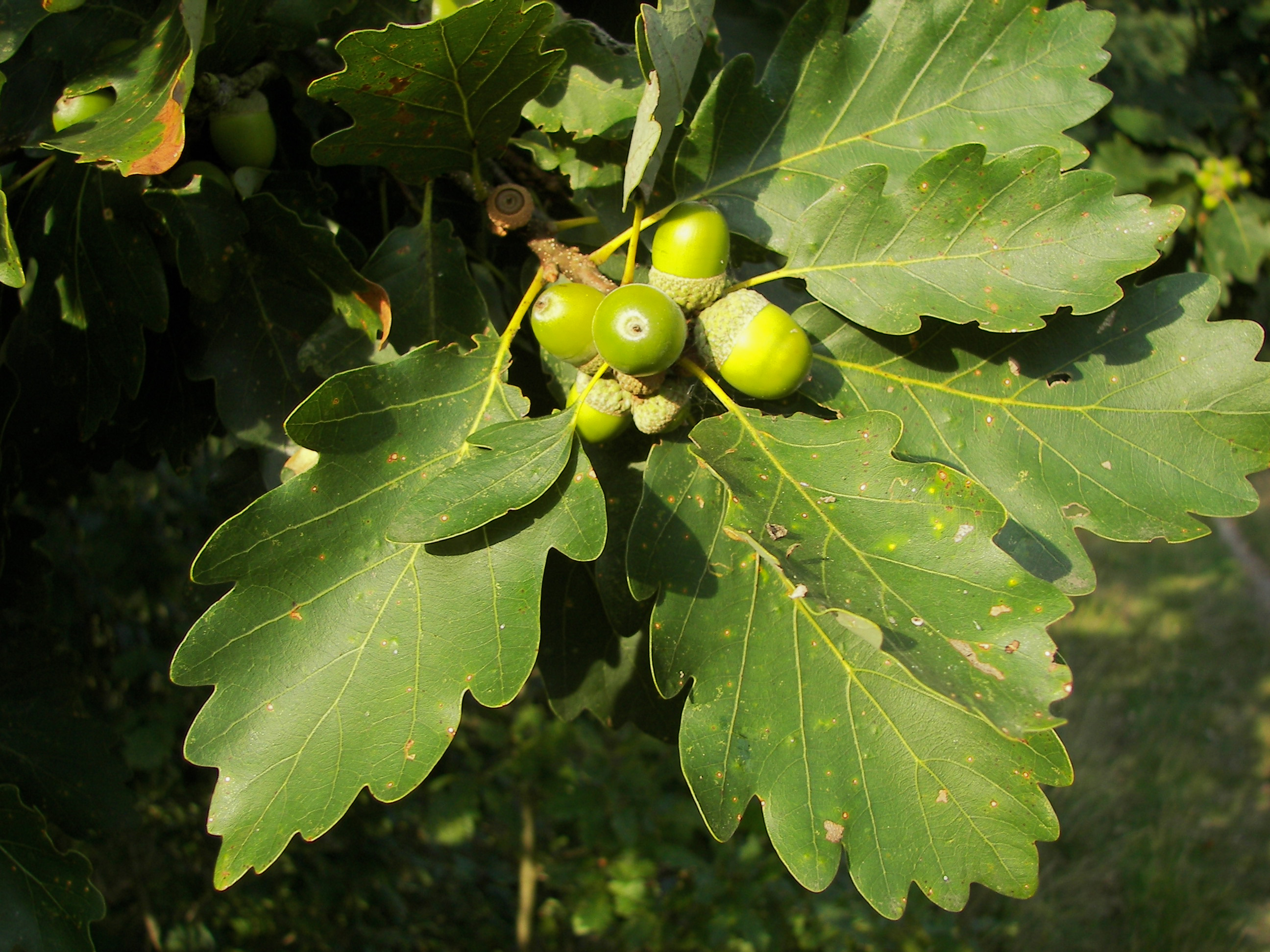
Quercus petraea
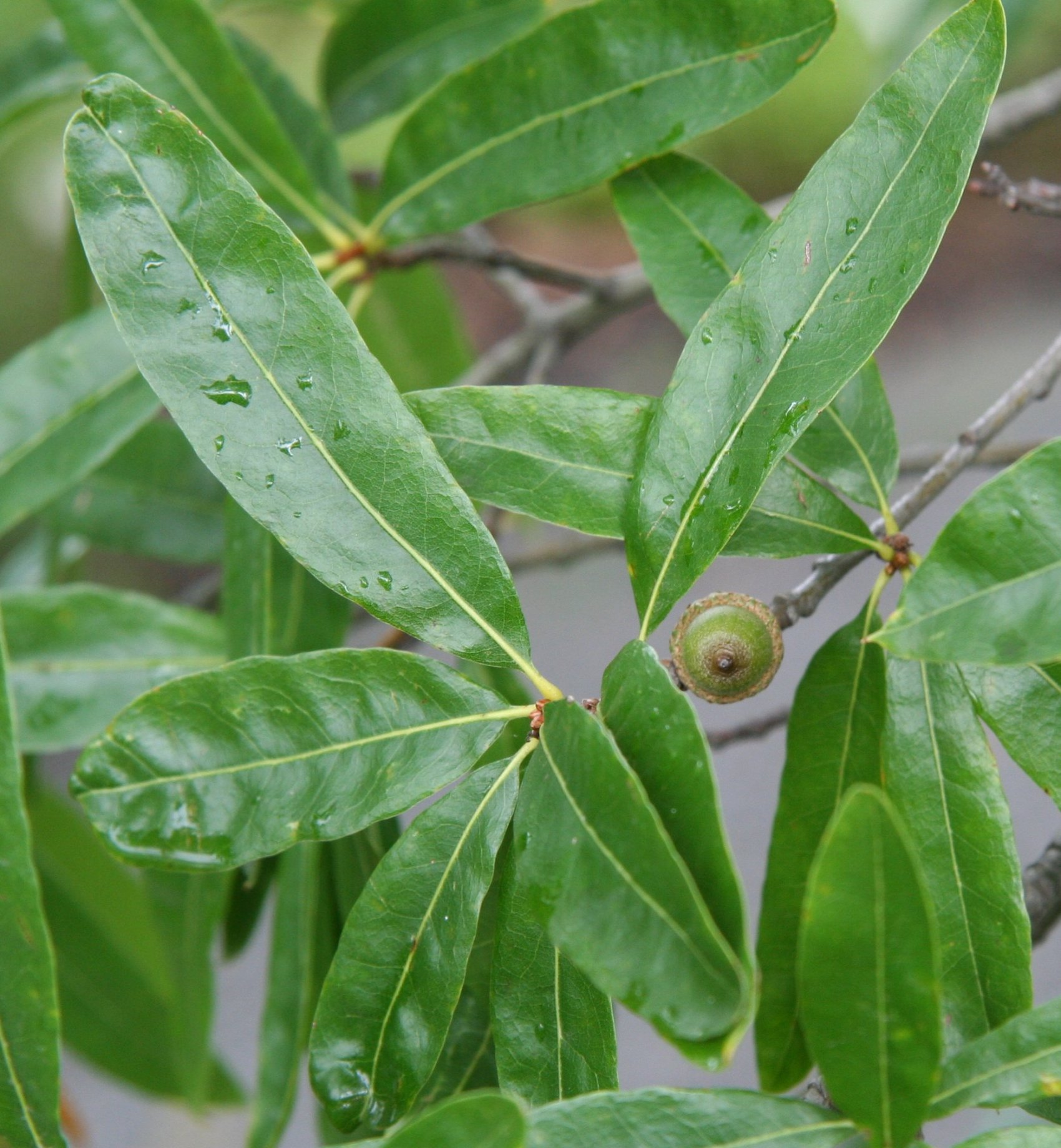
Quercus phellos
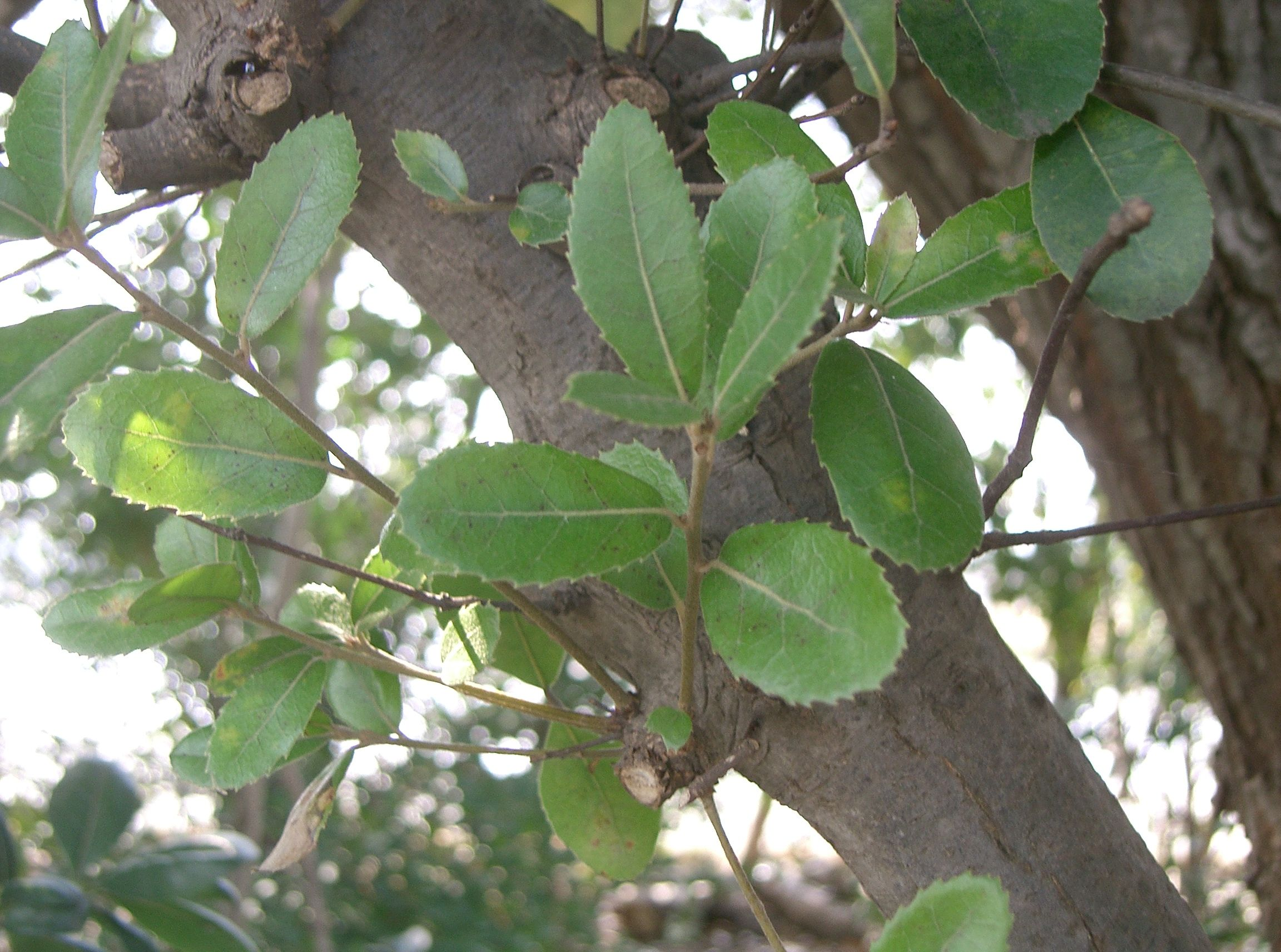
Quercus phillyraeoides
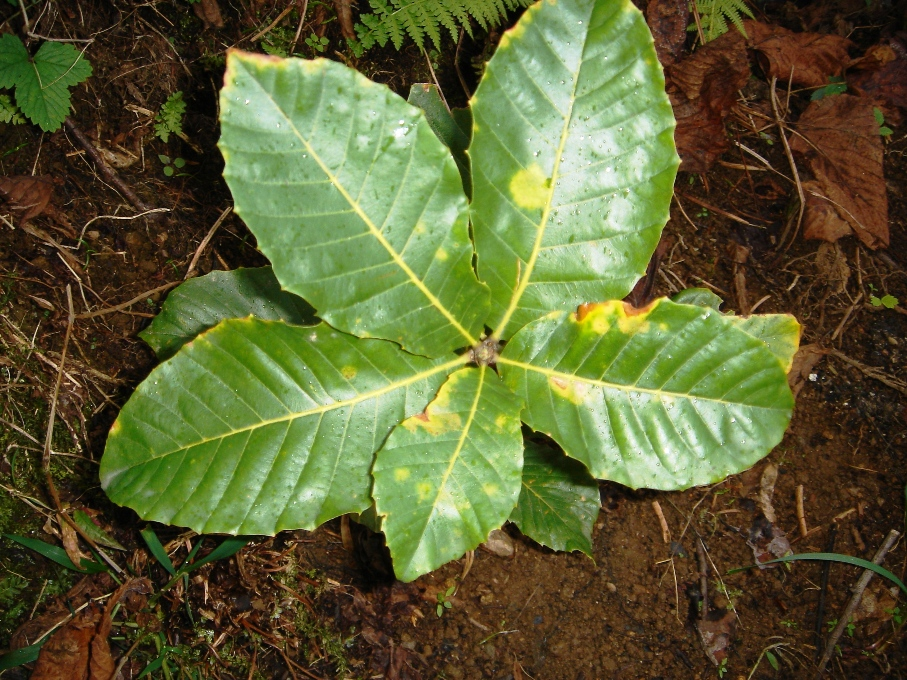
Quercus pontica
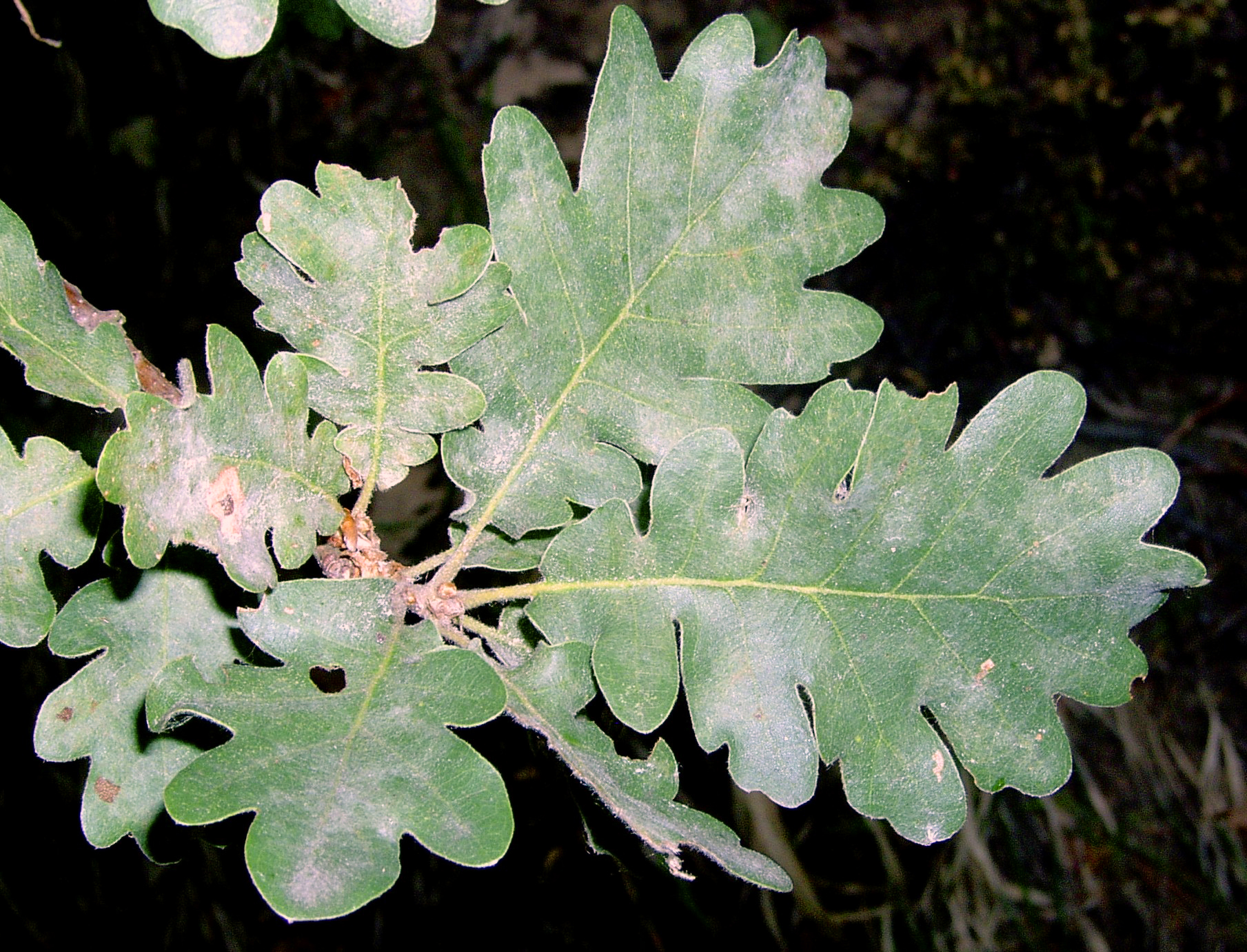
Quercus pubescens
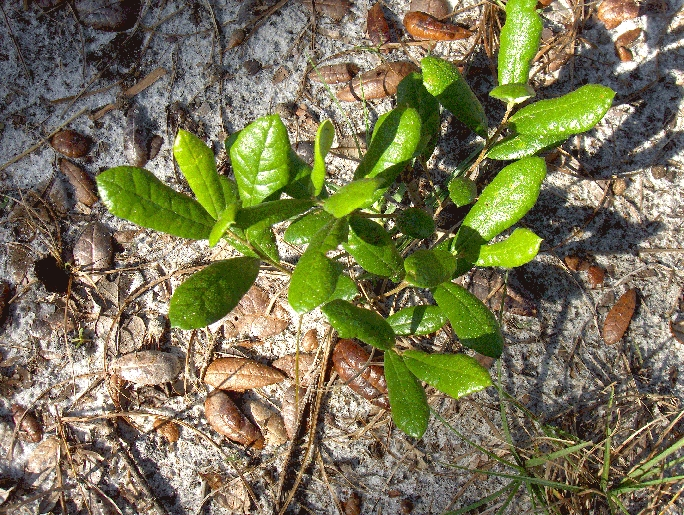
Quercus pumila
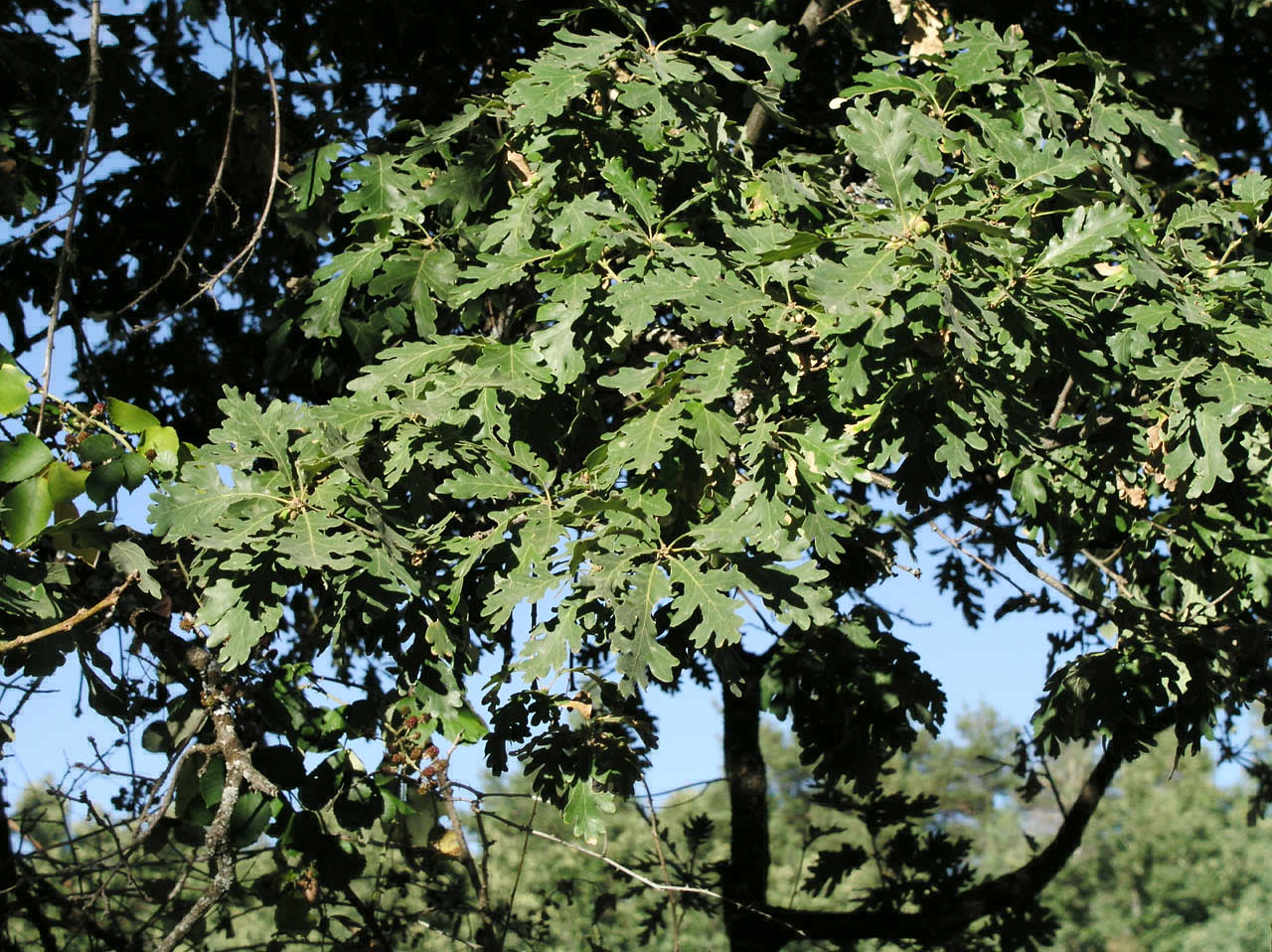
Quercus pyrenaica
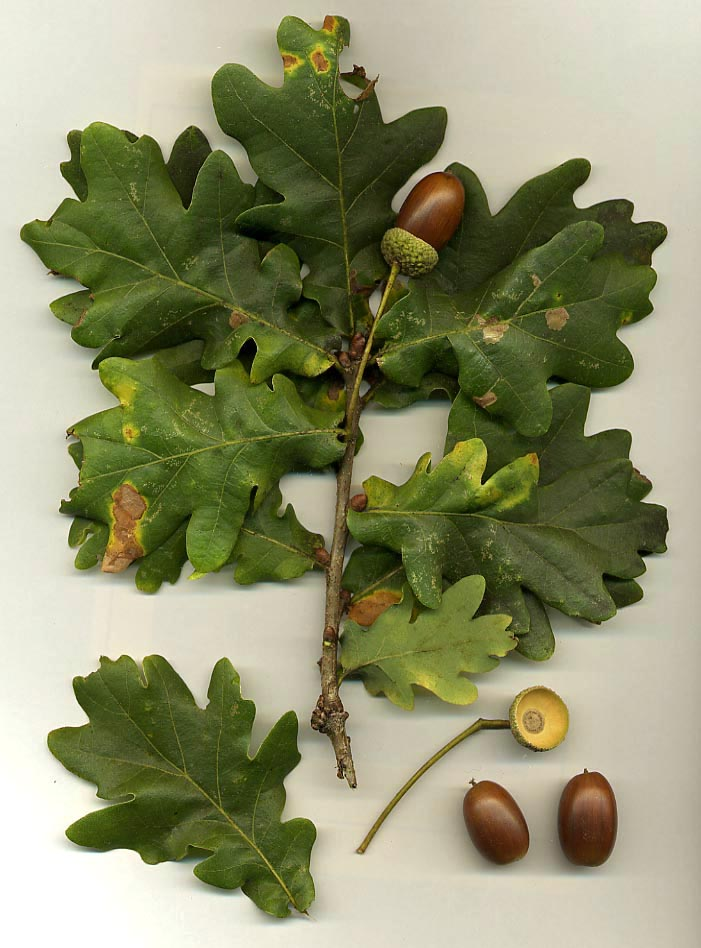
Quercus robur
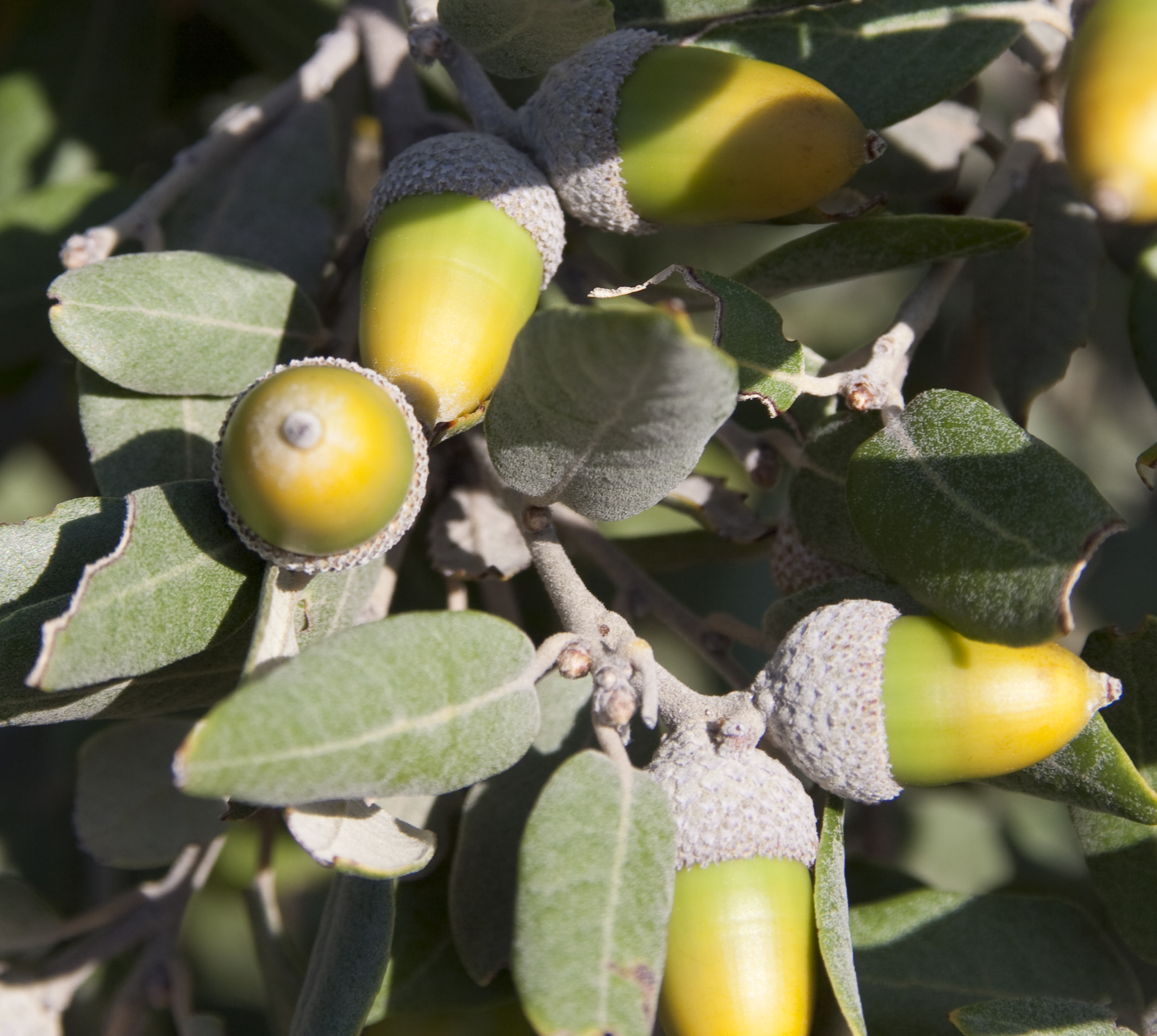
Quercus rotundifolia
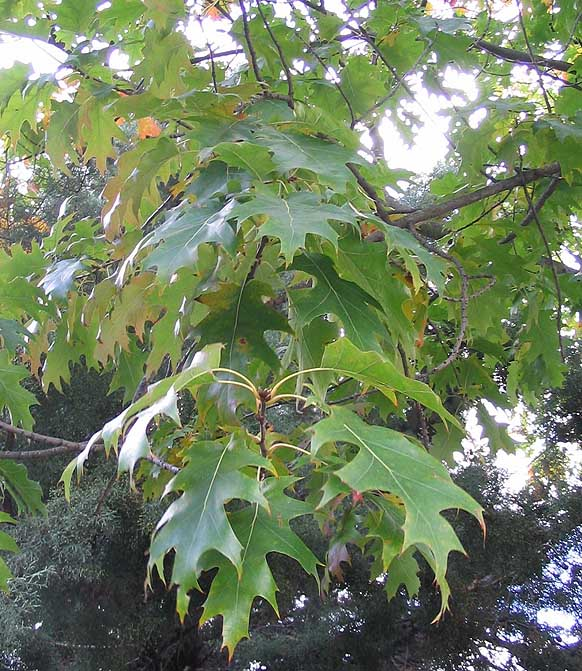
Quercus rubra
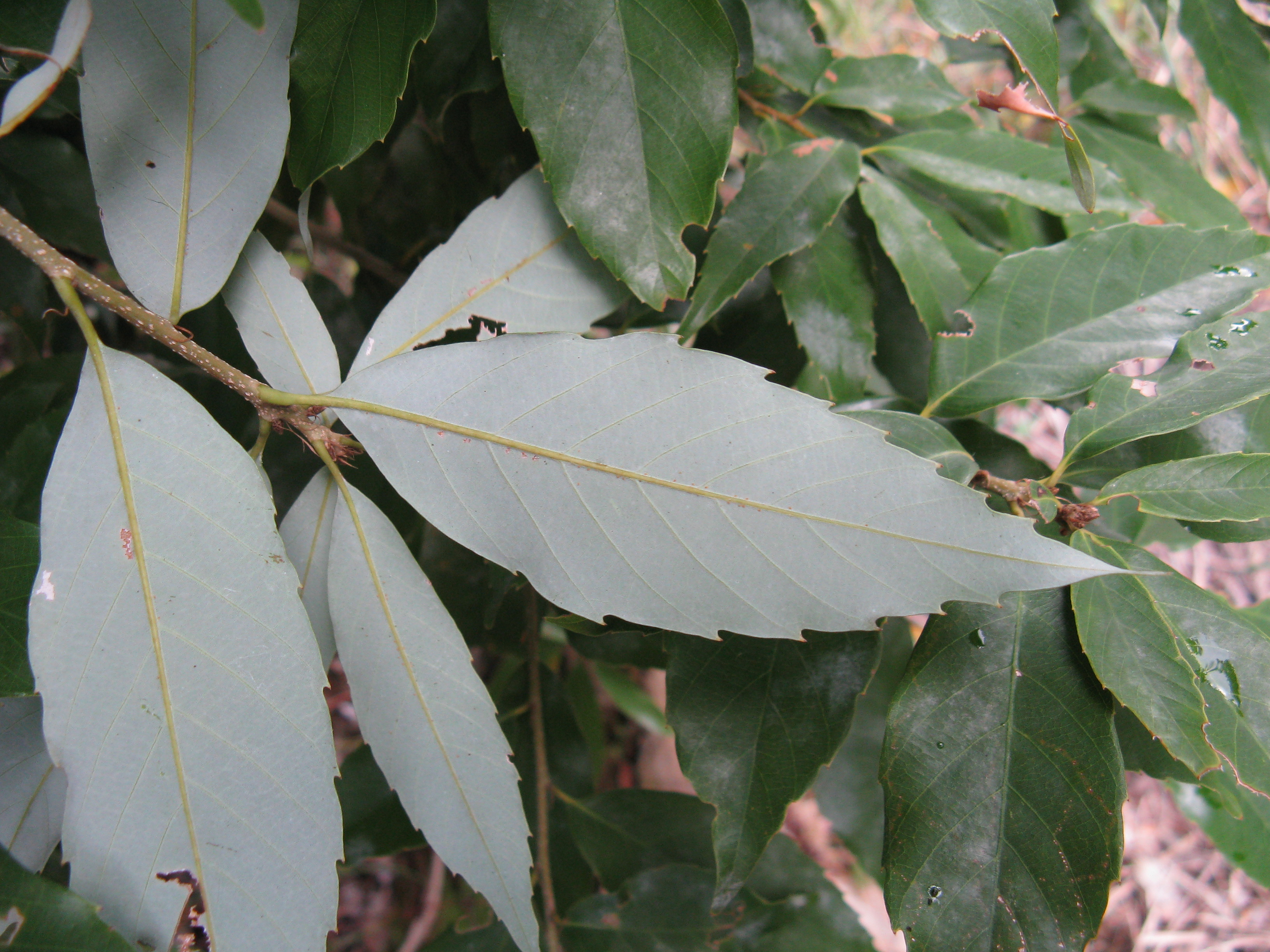
Quercus salicina
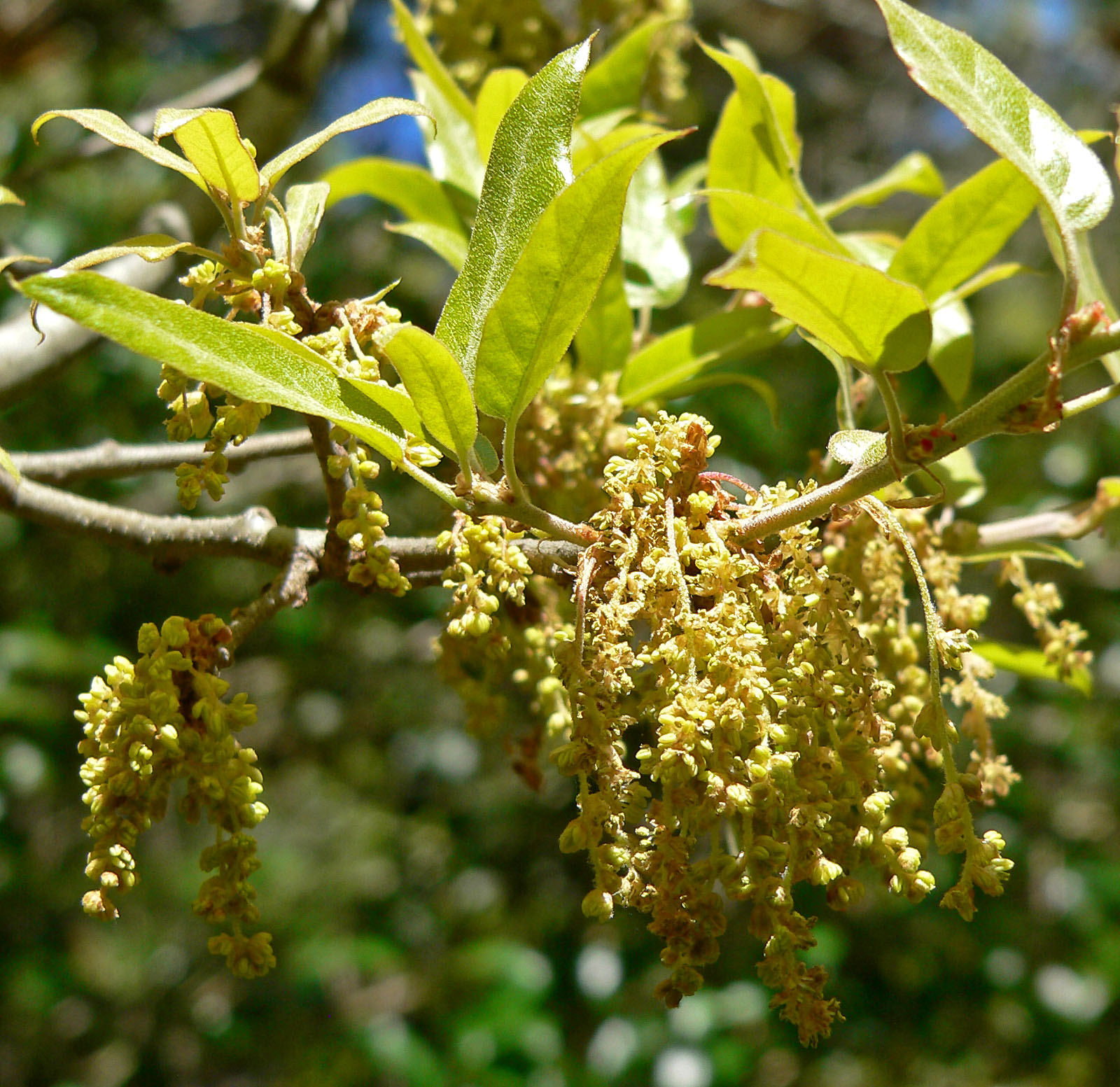
Quercus saltillensis
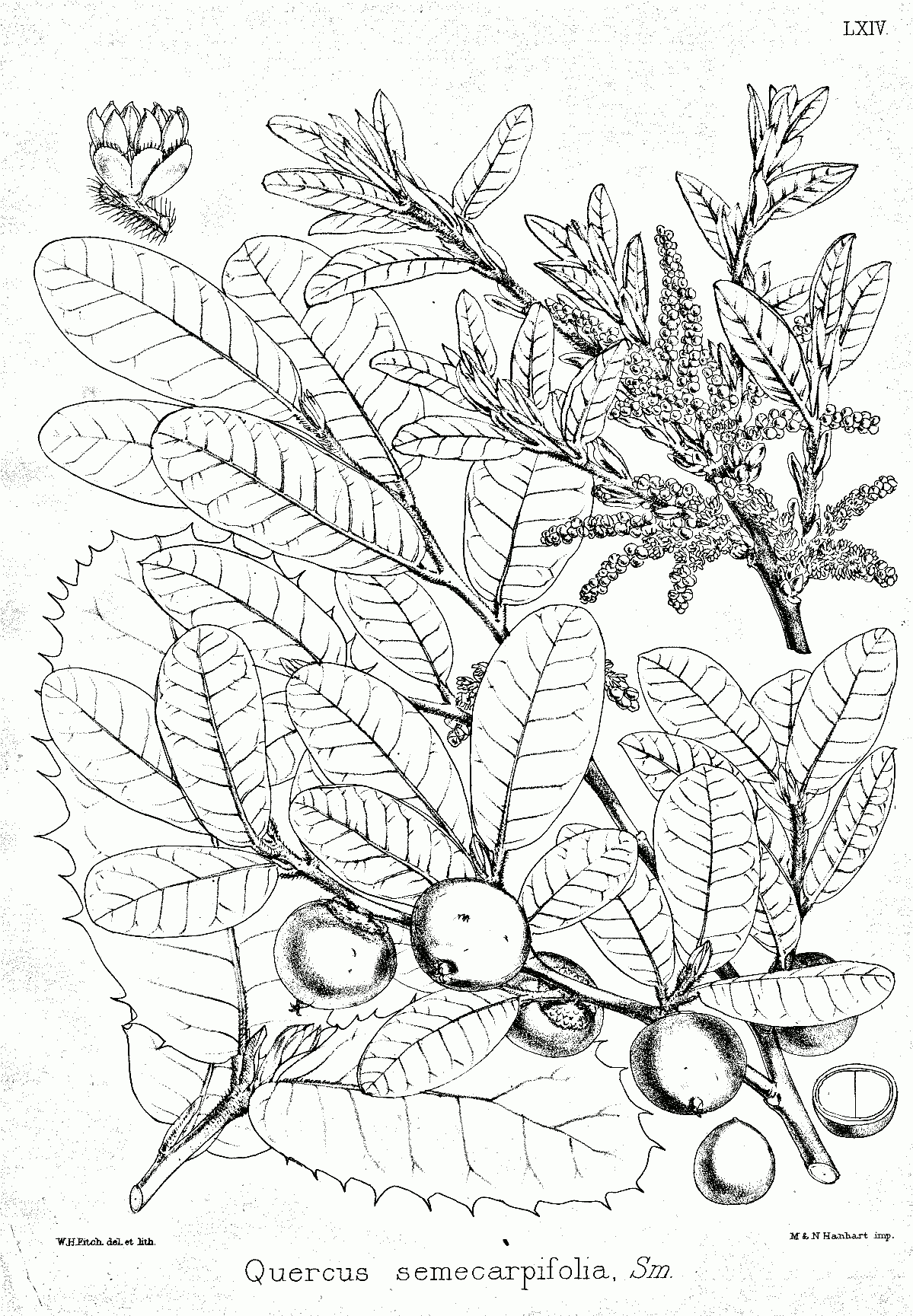
Quercus semecarpifolia
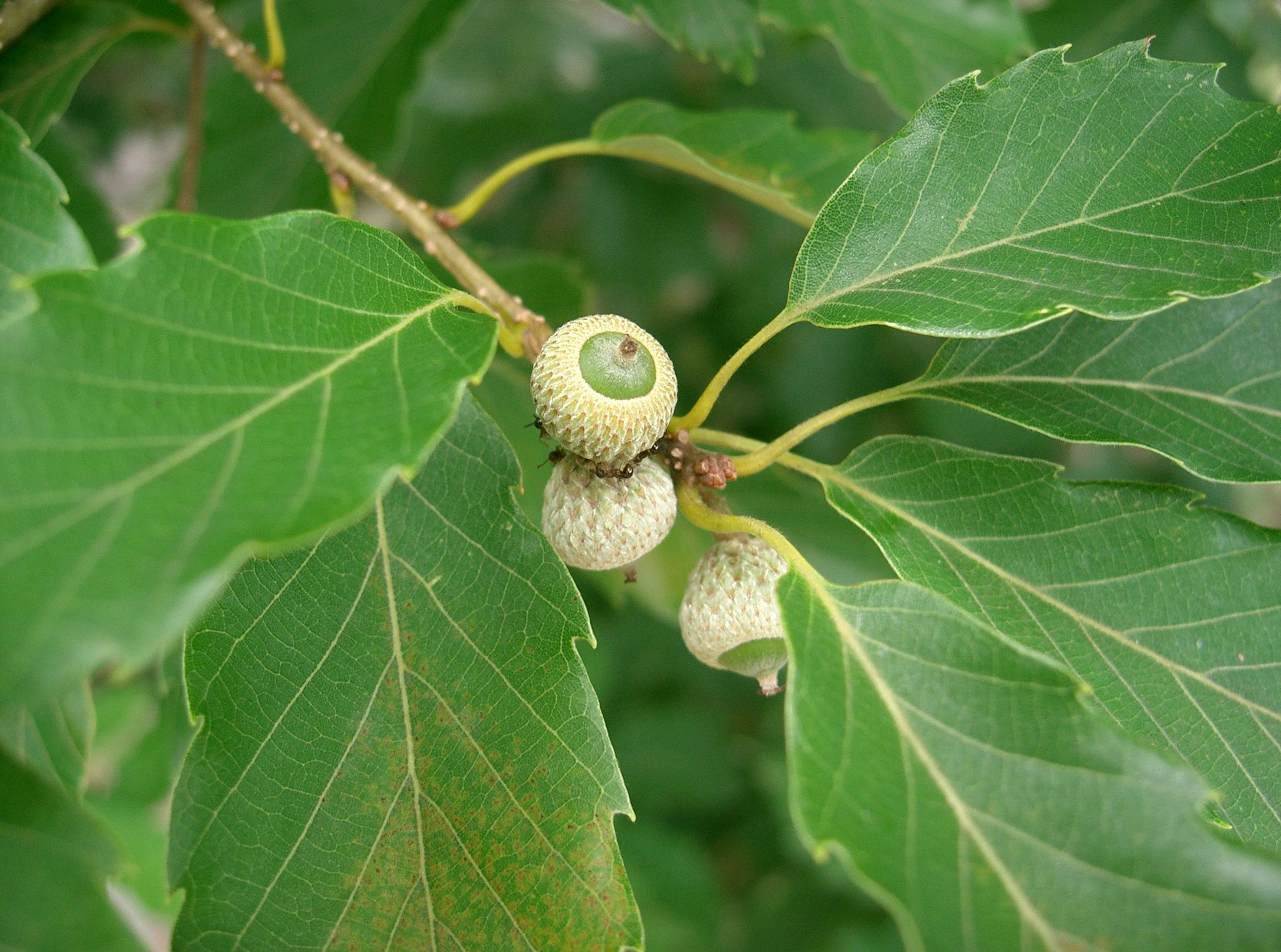
Quercus serrata
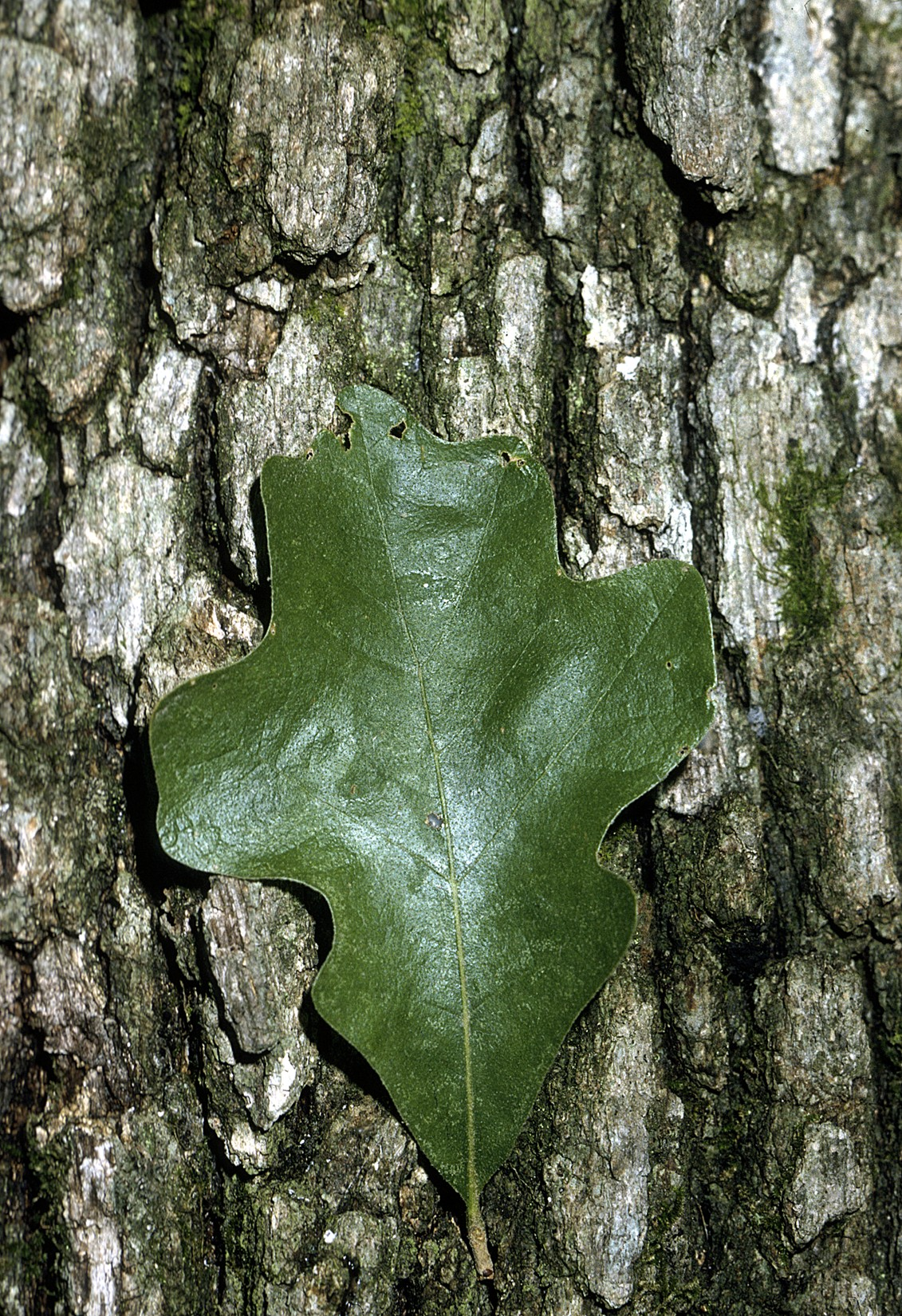
Quercus stellata
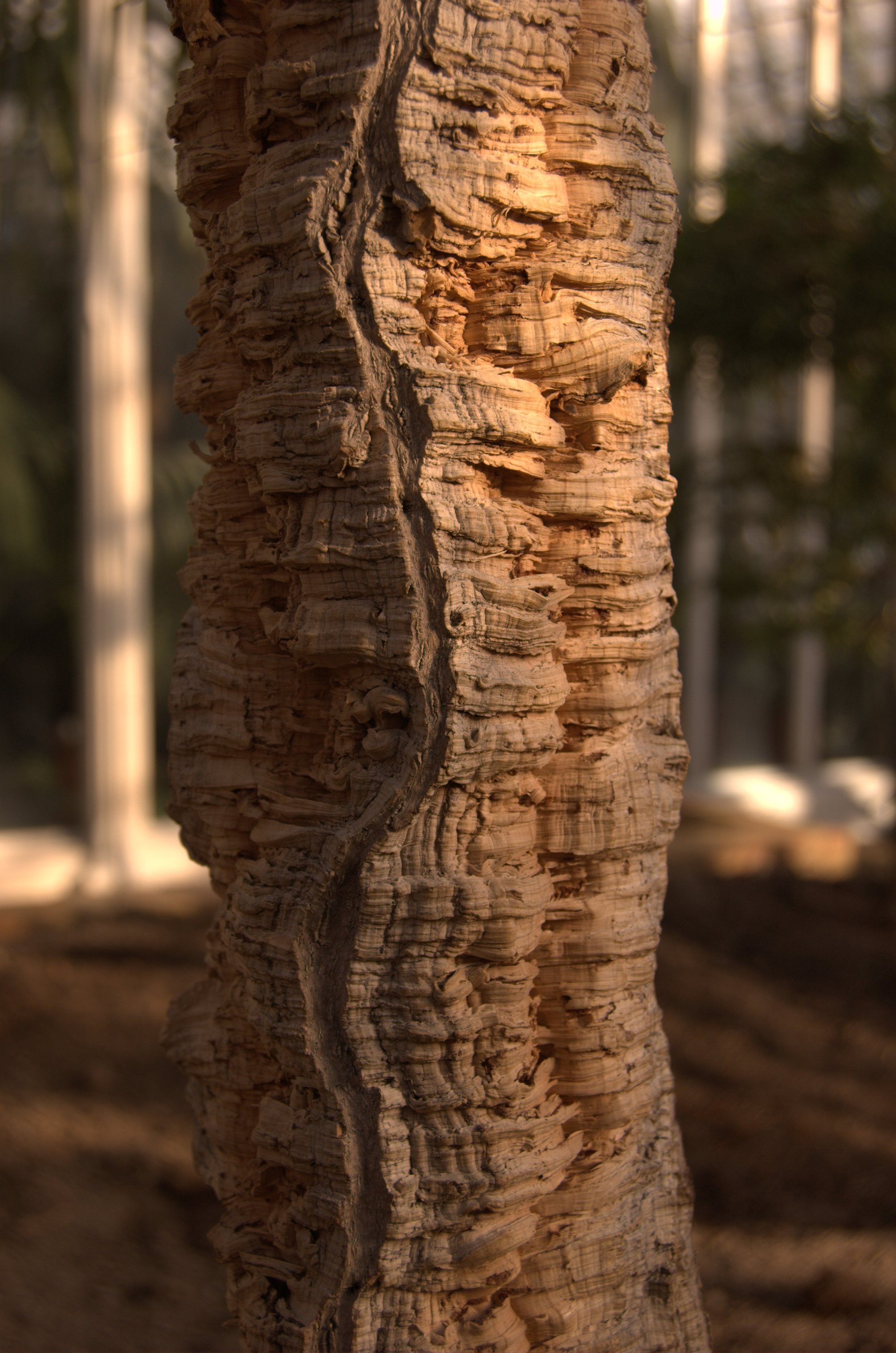
Quercus suber
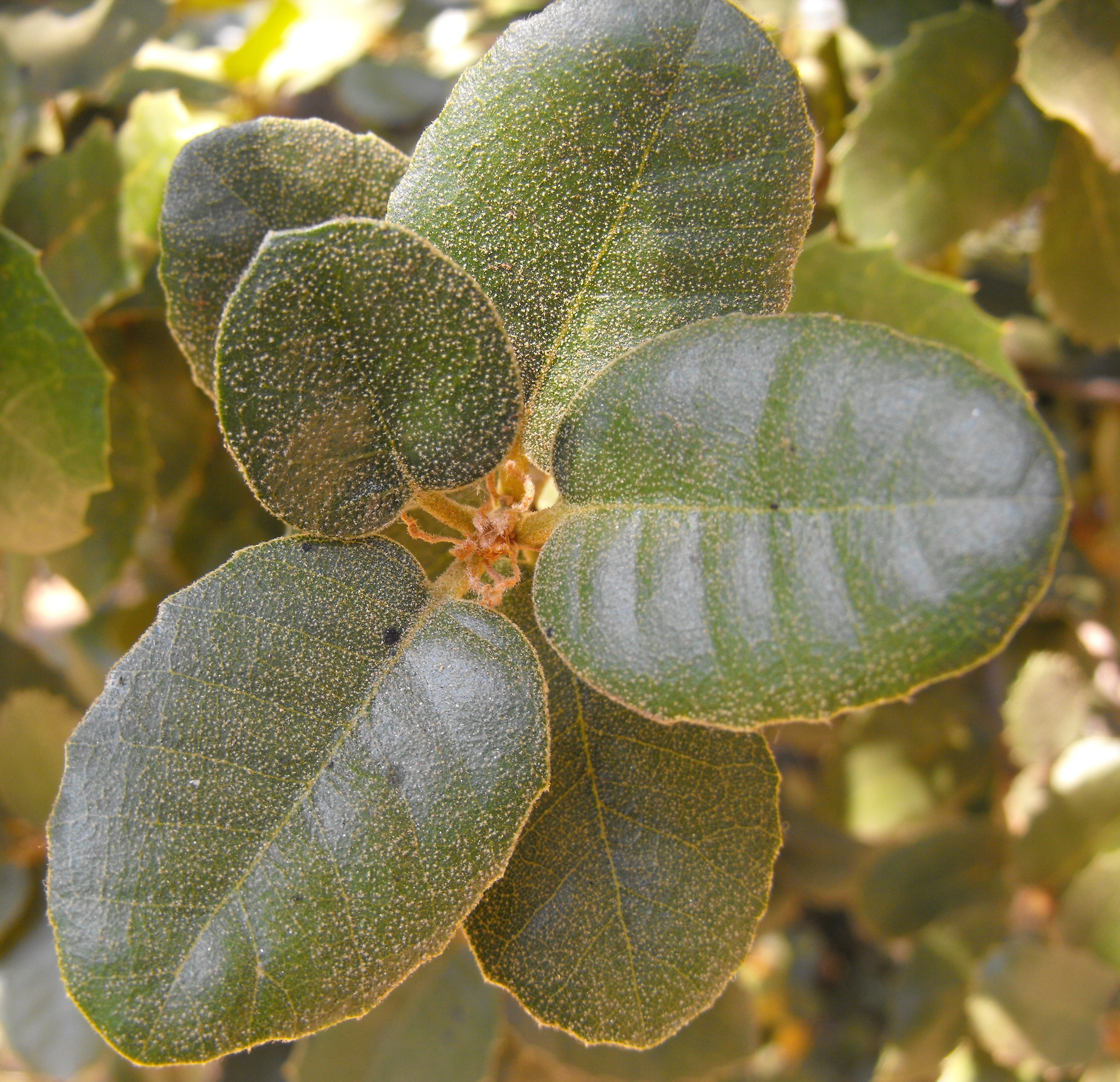
Quercus tomentella
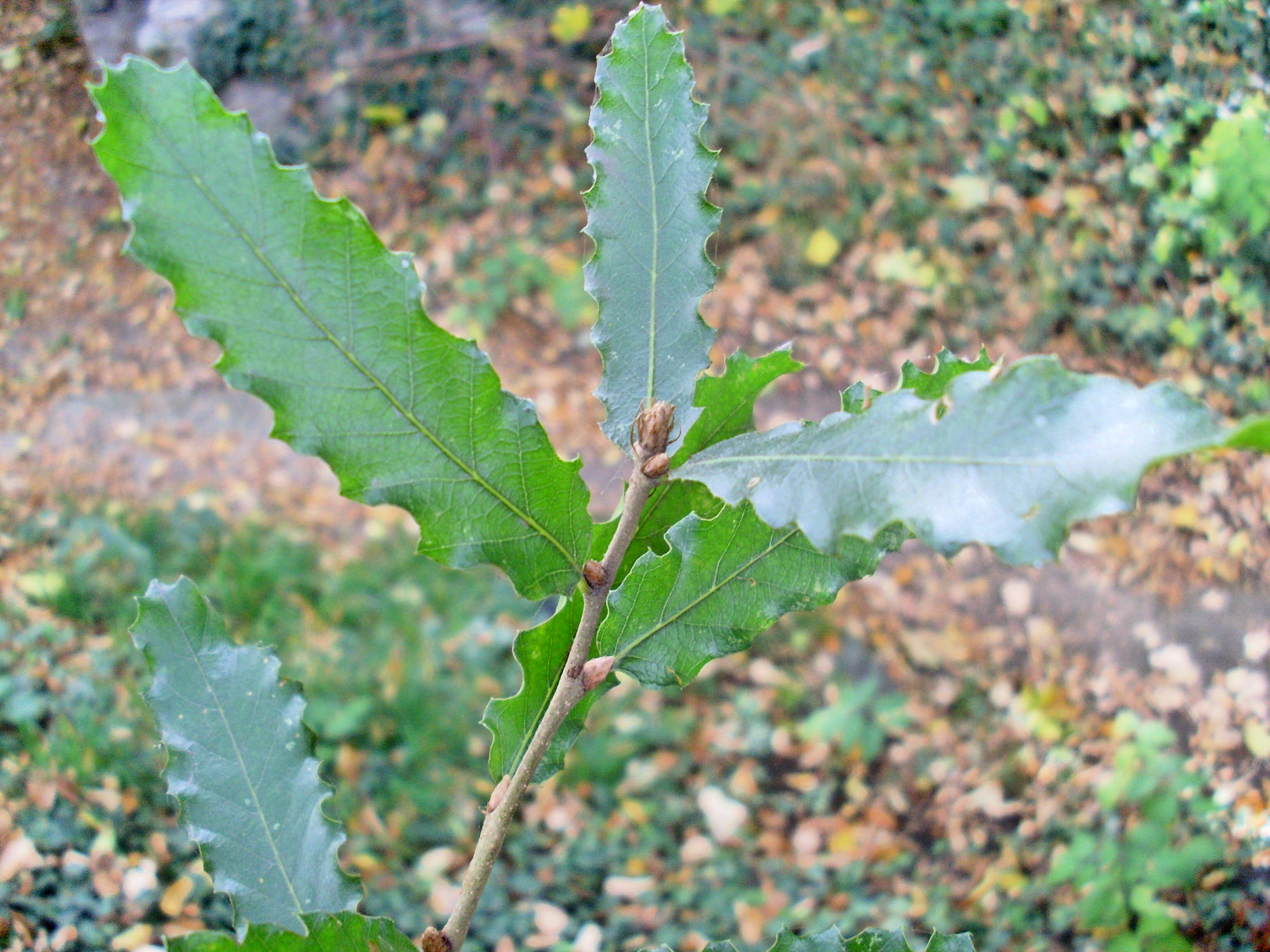
Quercus trojana
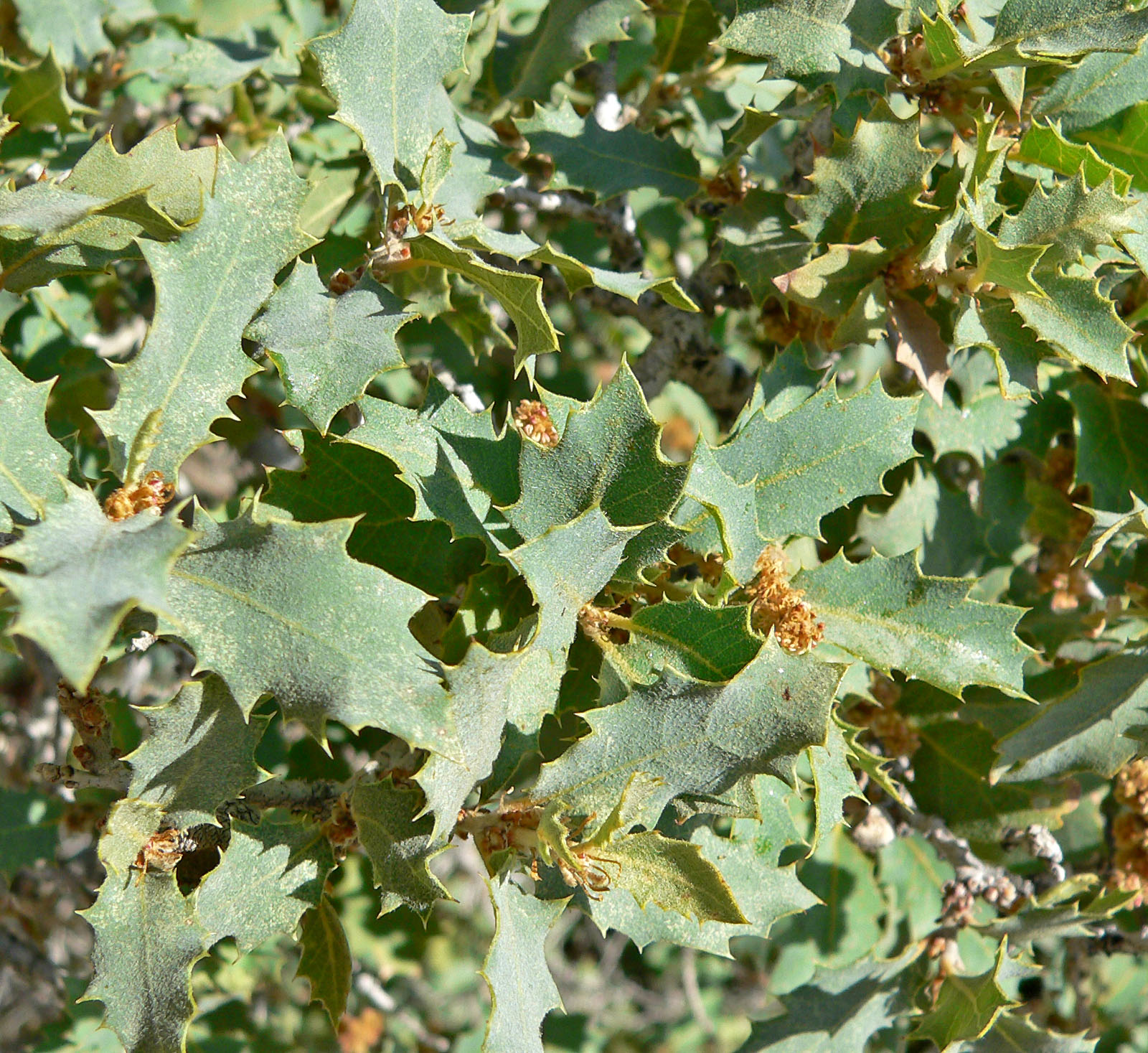
Quercus turbinella
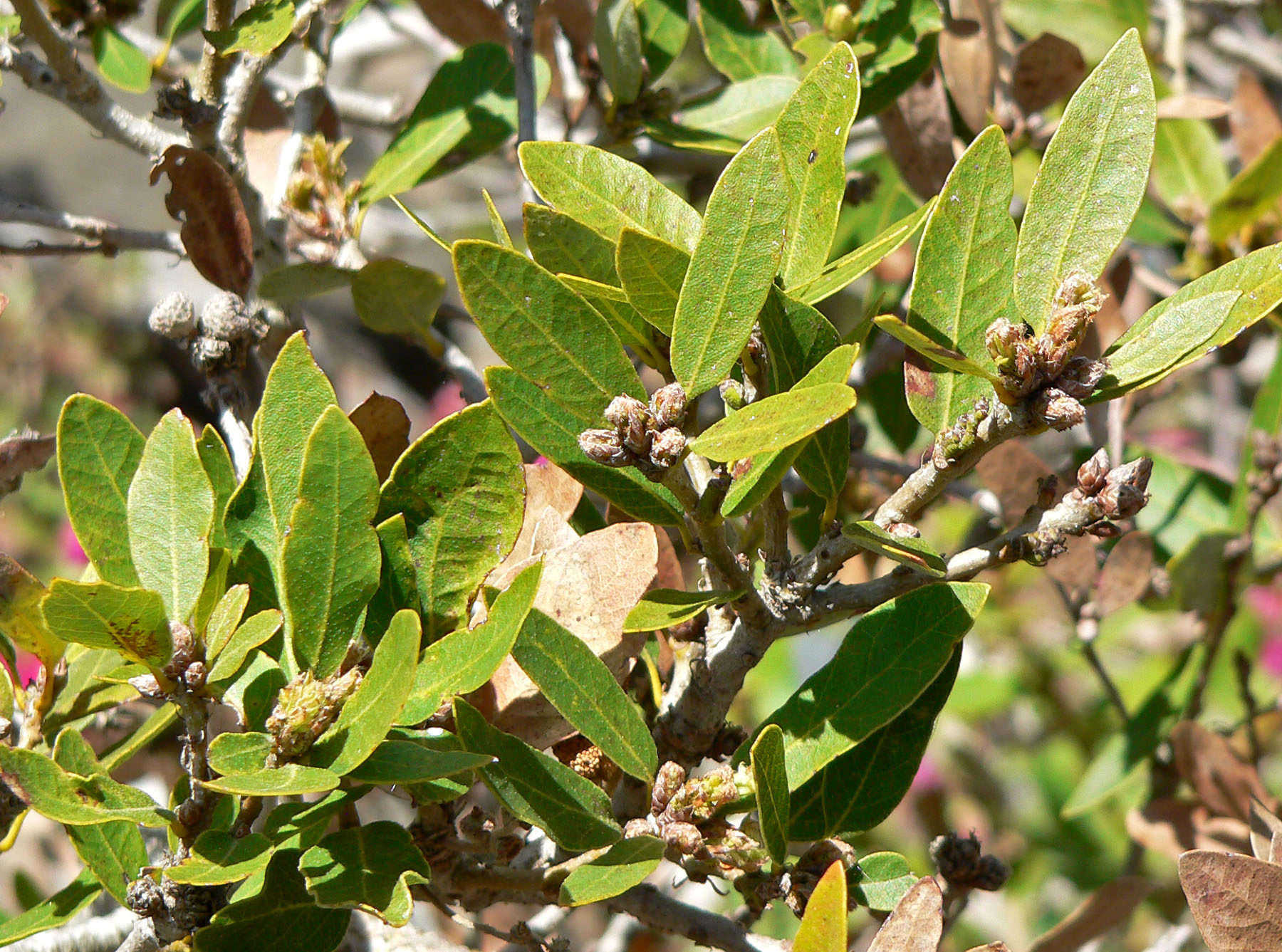
Quercus vaccinifolia
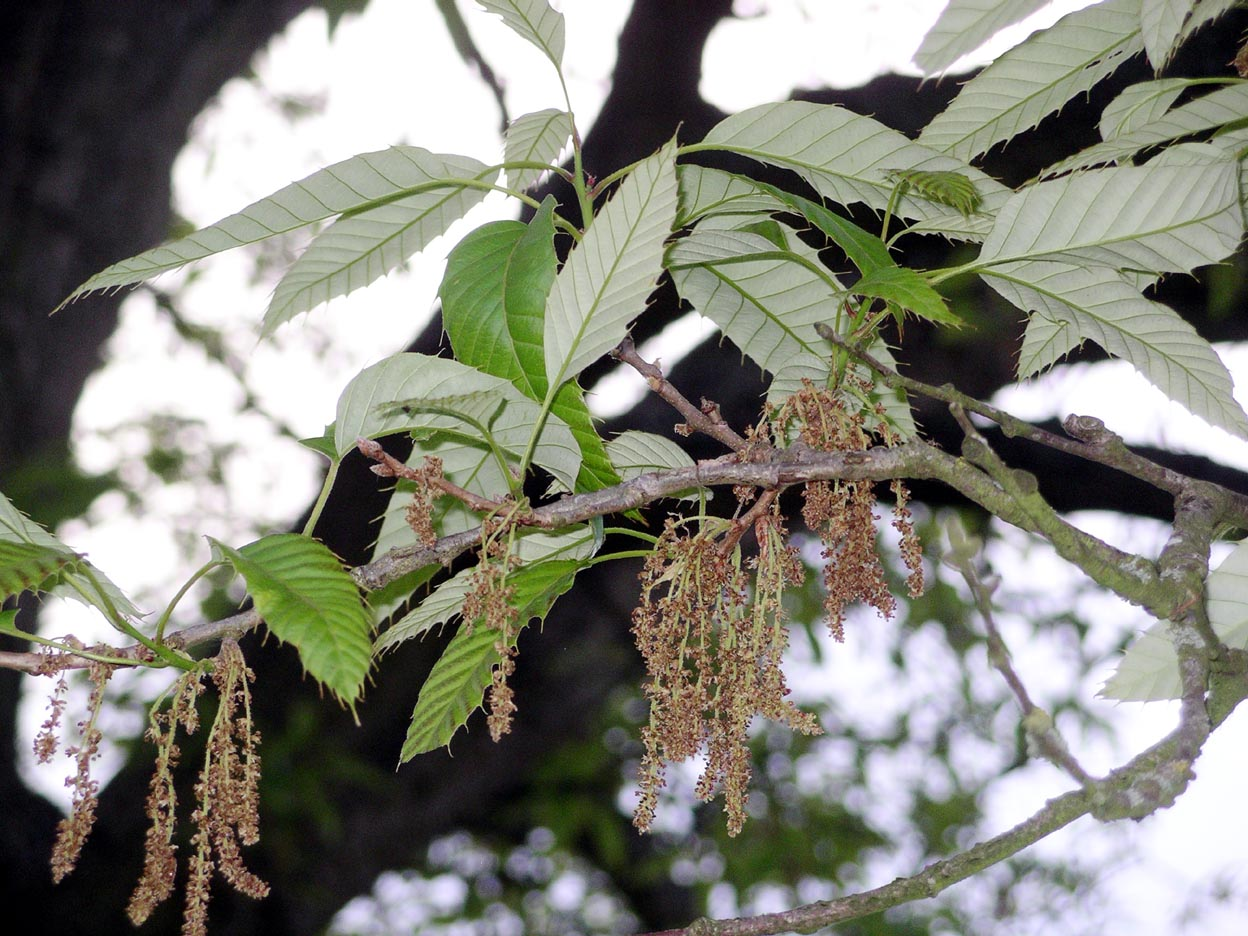
Quercus variabilis
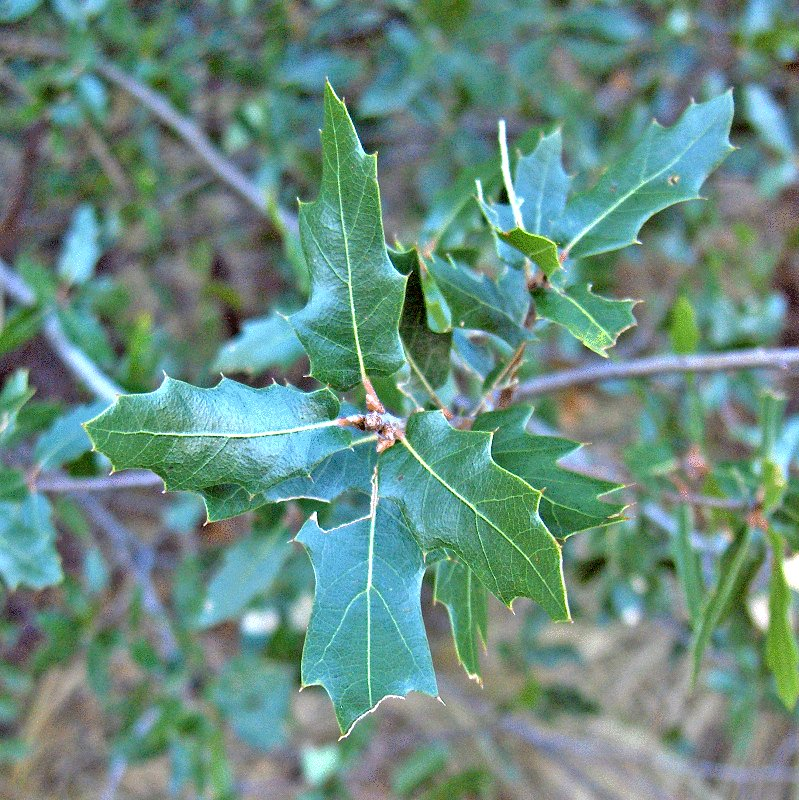
Quercus vaseyana
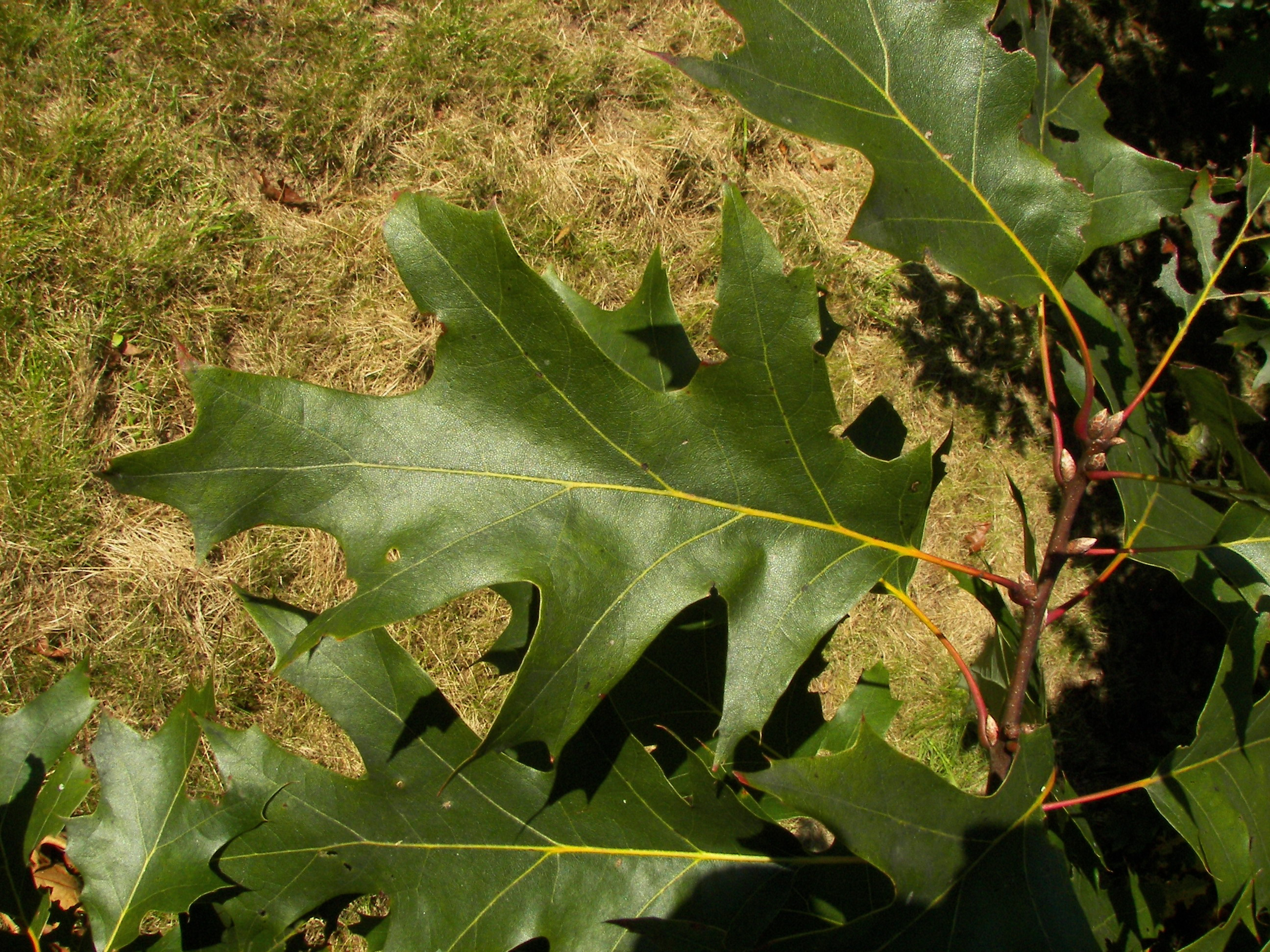
Quercus velutina
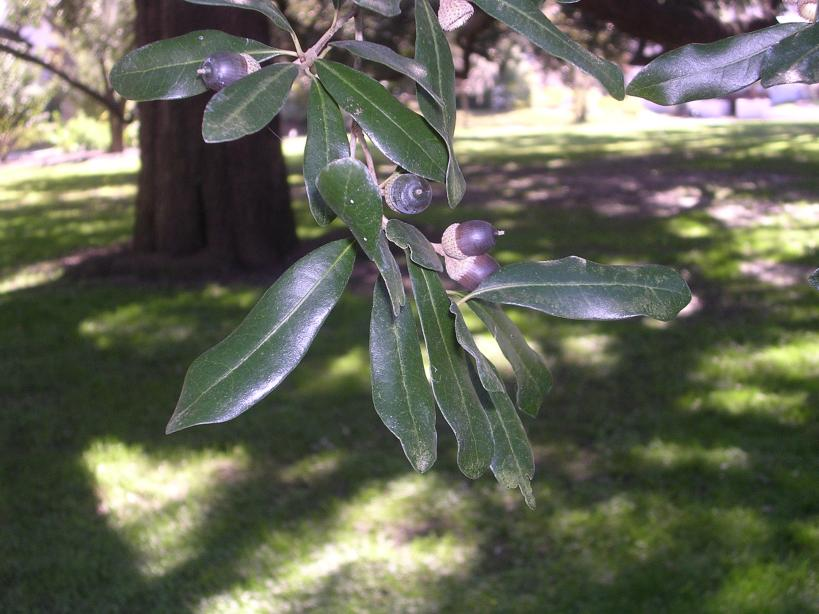
Quercus virginiana
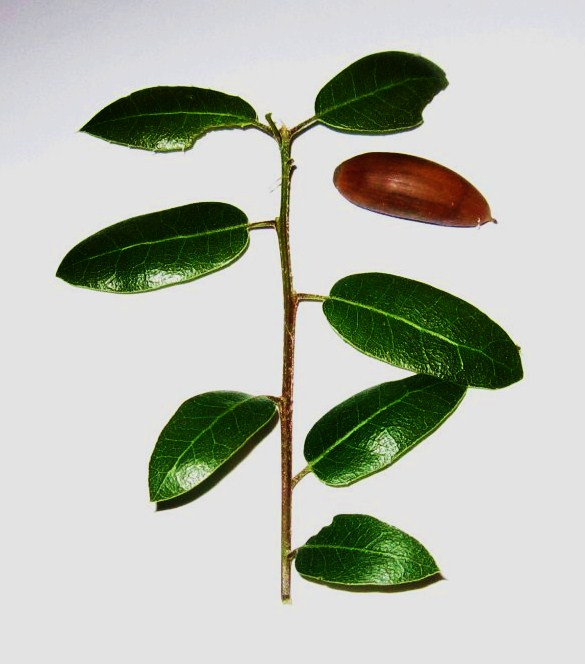
Quercus wislizeni